# Liste der Kulturdenkmale in Mockau
Die Liste der Kulturdenkmale in Mockau enthält die Kulturdenkmale des Leipziger Stadtteils Mockau, die in der Denkmalliste vom Landesamt für Denkmalpflege Sachsen mit Stand 2017 erfasst wurden.

## Legende
- Bild: Bild des Kulturdenkmals, ggf. zusätzlich mit einem Link zu weiteren Fotos des Kulturdenkmals im Medienarchiv Wikimedia Commons. Wenn man auf das Kamerasymbol klickt, können Fotos zu Kulturdenkmalen aus dieser Liste hochgeladen werden:
- Bezeichnung: Denkmalgeschützte Objekte und ggf. Bauwerksname des Kulturdenkmals
- Lage: Straßenname und Hausnummer oder Flurstücknummer des Kulturdenkmals. Die Grundsortierung der Liste erfolgt nach dieser Adresse. Der Link (Karte) führt zu verschiedenen Kartendiensten mit der Position des Kulturdenkmals. Fehlt dieser Link, wurden die Koordinaten noch nicht eingetragen. Sind diese bekannt, können sie über ein Tool mit einer Kartenansicht einfach nachgetragen werden. In dieser Kartenansicht sind Kulturdenkmale ohne Koordinaten mit einem roten bzw. orangen Marker dargestellt und können durch Verschieben auf die richtige Position in der Karte mit Koordinaten versehen werden. Kulturdenkmale ohne Bild sind an einem blauen bzw. roten Marker erkennbar.
- Datierung: Baubeginn, Fertigstellung, Datum der Erstnennung oder grobe zeitliche Einordnung entsprechend des Eintrags in der sächsischen Denkmaldatenbank
- Beschreibung: Kurzcharakteristik des Kulturdenkmals entsprechend des Eintrags in der sächsischen Denkmaldatenbank, ggf. ergänzt durch die dort nur selten veröffentlichten Erfassungstexte oder zusätzliche Informationen
- ID: Vom Landesamt für Denkmalpflege Sachsen vergebene, das Kulturdenkmal eindeutig identifizierende Objekt-Nummer. Der Link führt zum PDF-Denkmaldokument des Landesamtes für Denkmalpflege Sachsen. Bei ehemaligen Kulturdenkmalen können die Objektnummern unbekannt sein und deshalb fehlen bzw. die Links von aus der Datenbank entfernten Objektnummern ins Leere führen. Ein ggf. vorhandenes Icon  führt zu den Angaben des Kulturdenkmals bei Wikidata.

## Kulturdenkmale in Mockau
| Bild                                    | Bezeichnung | Lage | Datierung | Beschreibung | ID       |
| --------------------------------------- | --- | --- | --- | --- | -------- |
| Direkt Bild zu diesem Denkmal hochladen | Stellwerk | (Karte) | 1906 (Stellwerk) | Stellwerk Mockau B1 an der Strecke 6369, Klinkerfassade, eisenbahngeschichtlich von Bedeutung | 09262869 |
|                                         | Eisenbahnbrücke über die Parthe | (Karte) | 1903 (Eisenbahnbrücke) | Betontonne, Stellwerk Mockau B1 an der Strecke 6369, eisenbahngeschichtlich von Bedeutung, Zeugnis der Ortsentwicklung und technisches Denkmal | 09262871 |
|                                         | Einzeldenkmal o. g. Sachgesamtheit: 6 Reihenhäuser einer Wohnsiedlung (siehe auch Sachgesamtheitsdokument - Obj. 09305933, Gontardweg 52-135) | Am Tore 1; 2; 3; 4; 5; 6 (Karte) | 1919-1924 (Reihenhaus) | Architekturzeugnis von europäischer Bedeutung für die Entwicklung des Wohnungsbaus in den 1920er Jahren, Seltenheitswert, Architekt: Stadtbaurat Carl James Bühring, künstlerisch, sozialhistorisch und baugeschichtlich von Bedeutung | 09260433 |
| Direkt Bild zu diesem Denkmal hochladen | Sachgesamtheitsbestandteil der Sachgesamtheit Schloss und Park Abtnaundorf, mit folgendem Einzeldenkmal: Brücke über die neue Parthe (siehe Einzeldenkmalliste - Obj. 09306112) und Parkteil (siehe auch Sachgesamtheit - Obj. 09260138, OT Schönefeld-Abtnaundorf, Abtnaundorfer Straße 66-68) | An der Parthe - (Karte) | um 1800 (Schlosspark), Umbau 2. Hälfte 19. Jh. (Schlosspark)                                                                      | alte Ortslage Abtnaundorf, wichtiger Teil der Parkanlage Schlosspark Abtnaundorf, gartenhistorisch und ortsgeschichtlich von Bedeutung | 09306111 |
|                                         | Einzeldenkmal o. g. Sachgesamtheit: Fußgängerbrücke über die neue Parthe (siehe auch Sachgesamtheitsdokument - Obj. 09306111) | An der Parthe - (Karte) | 1930er Jahre (Fußgängerbrücke) | alte Ortslage Abtnaundorf, bemerkenswerter Teil der Parkanlage Schlosspark Abtnaundorf, baugeschichtlich und ortsgeschichtlich von Bedeutung | 09306112 |
|                                         | Eisenbahnbrücke | An der Parthe (Karte) | 1903 (Eisenbahnbrücke) | gelbe Klinkertonne unter Verwendung von Sandsteinquadern, Strecke 6360 Leipzig Hbf - Eilenburg, Streckenkilometer: 3.844, eisenbahngeschichtlich von Bedeutung, Technisches Denkmal | 09262870 |
| Direkt Bild zu diesem Denkmal hochladen | Drei Mietshäuser in halboffener Bebauung, mit Vorgarten | Berthastraße 1; 3; 5 (Karte) | 1906-1907 (Mietshaus) | einheitlich gestaltete, historisierende Klinkerfassade, baugeschichtlich von Bedeutung | 09260666 |
| Direkt Bild zu diesem Denkmal hochladen | Mietshaus in geschlossener Bebauung in Ecklage mit Vorgarten | Berthastraße 2 (Karte) | 1902-1903 (Mietshaus) | mit Eckladen, Klinker-Putzfassade, prägender Eckbau als Zeugnis der historistischen Stadtentwicklung, baugeschichtlich von Bedeutung Viergeschossig erhebt sich das Eckhaus zur Mockauer Straße markant, mit betonter verbrochener Ecke, Eckladen und ehemaligem Vorgarten zur Berthastraße (heute unpassende Kiesschüttung). Architekt Richard Sachse und als Initiator der Maurermeister Richard Weber stehen für die Erbauung zwischen Sommer 1902 und Juli 1903. Der Eckbau führt von der Viergeschossigkeit der geschlossenen Mietshauszeilen an der Mockauer Straße zu den nur drei Geschosse zählenden Gebäuden der Berthastraße. 1922 entstanden im Rahmen eines Umbaus nunmehr nur noch zwei Mietbereiche im Erdgeschoss, im Jahreswechsel 1922/1923 zudem eine Dachwohnung im Auftrag der Besitzer, Inhaber der Fa. Gebrüder Felsen OHG – Häute, Felle, Rauchwaren mit Geschäftslokal in der Nikolaistraße. Der Ladeneinbau an der Ecke zur Mockauer Straße stammt von 1935, Sanierung und weiterer Dachausbau des Hauses fanden 1995/1996 statt, die rückwärtigen Balkone sind von 2001 bzw. 2012. Neuerlicher Umbau zu Seniorenwohnungen 2011/2012, einhergehend mit Herstellung der Barrierefreiheit, Aufzugseinbau und Änderung der Wohnungsgrundrisse Erhalten blieb die mit elegantem Jugendstildekor verzierte Fassade, die Traufe ist leider geglättet. Markant steht der Eckbau in exponierter Lage, besitzt einen baugeschichtlichen Wert. LfD/2018 | 09260668 |
| Direkt Bild zu diesem Denkmal hochladen | Mietshaus in geschlossener Bebauung in Ecklage mit Vorgarten | Berthastraße 4 (Karte) | 1903-1906 (Mietshaus) | ehemals mit Eckladen, Lage an einem Straßenknick, Putzfassade, baugeschichtlich von Bedeutung Die "Erbauung eines Wohnhauses im Knie der Berthastraße" begehrten 1903 zunächst die Herren Bauunternehmer Richard Weber und Heinrich Hirn unter Hinzuziehung des Architekten und Baumeisters Arthur Döbler. Zunächst war ein klassischer Dreispänner geplant, wobei eine Wohnung pro Etage den Abort hinter der Wohnungstür erhalten sollte, die beiden übrigen Mietparteien bekamen ihre Privets im Treppenhaus eingerichtet. Nach Planänderung waren im Parterre nur noch eine normale Wohnung und eine Wohnung mit einbezogenem Eckladen vorgesehen. Das Waschhaus sollte mal auf dem Dachboden, dann wieder im Keller untergebracht werden. Zur Errichtung des Hauses kam es jedoch erst im Jahr 1905, unter dem neuen Eigentümer, Herrn Klempnermeister Karl Oswald Haubold. Ausführender war zunächst der auch mit der Bauleitung beauftragte Maurer Emil Hermann Martin aus Reudnitz, nach erfolgter Rohbauprüfung ab Dezember 1905 der Maurer Otto Franke. Neuerliche Planänderungen betrafen die Hausmannswohnung unter dem Dach, am 13. März 1906 fand die behördliche Schlussbesichtigung statt. Im Jahr 1907 übernahm die ledige Frau Lina Elsbeth Nachbar das Grundstück, 1922 der Lithograph Hermann Blume aus Schanghai. Umfänglichere Eingriffe in die Originalsubstanz ließ der 2010 gestellte Antrag für eine "Barrierefreie Sanierung, ... Dachgeschossausbau, Grundrissänderungen, Aufzugseinbau" befürchten, der zudem die Errichtung einer Photovoltaikanlage und die energetische Sanierung vorsah. Vor Beginn der Sanierungs- und Umbauarbeiten zeigte sich das Haus weitgehend im Erscheinungsbild der Erbauungsjahre, allerdings mit verputztem Sockel, vermauertem Ladenzugang, geglättetem Verputz im Erdgeschoss und unterhalb des Traufkastens. Erhalten waren die Fensterrahmungen der beiden oberen Etagen, wobei das mittlere Geschoss zudem mit etwas Stuckdekor aufwartete. An beiden Straßenfronten besitzt bzw. besaß das insgesamt fünfzehn Achsen zählende Eckhaus einen Vorgarten. Mit dem rechts angrenzenden Eckhaus Berthastraße 2 zur Mockauer Straße springt die Geschosszahl von drei auf vier und werden auch architektonischer Anspruch und die Aufwendungen für eine dekorative Fassadengestaltung größer. Wenig vorteilhaft im Erscheinungsbild sind die großen Dachhäuser und die mit Kieselsteinen beschüttete Fläche des Vorgartenbereiches. Für das Eckhaus ist ein baugeschichtlicher Wert vorhanden. LfD/2019 | 09260667 |
| Direkt Bild zu diesem Denkmal hochladen | Mietshaus in geschlossener Bebauung mit Vorgarten | Berthastraße 6 (Karte) | 1904 (Mietshaus), 1921-1923 (Mietshaus)                                                                                           | Putzfassade, baugeschichtlich und ortsentwicklungsgeschichtlich bedeutsam als Zeugnis der Ortserweiterung Am 29. Februar des Jahres 1904 wurde der Bauantrag gestellt für ein Wohnhaus sowie ein Waschküchengebäude durch den Bauunternehmer Th. Reinhold Beyer, der das Unternehmen bis zur Grundbauprüfung führte. Hernach übernahm Otto Rothmann aus Mockau als Bauherr, Ausführender und Bauleiter. Die Schlusskontrolle datiert vom 10. Oktober des gleichen Jahres. Für 1923 ist der Einbau einer Dachwohnung angezeigt, wobei einige Ungereimtheiten zu vermerken wären. Sanierung, weiterer Dachgeschossausbau sowie der Anbau von Balkonen fanden im Zeitfenster 1997 bis 1999 nach Plänen von Architekt Gregor Fuchshuber aus Leipzigstatt. Stark vereinfacht zum ansprechenden Planentwurf von 1904 zeigt sich die Putzfassade des Hauses, deren mittleres der drei Geschosse durch eine Wandvorlage und zwei Stuckdekorplatten hervorgehoben ist. Auf den Einfluss des Jugendstils verweisen ansonsten am Außenbau lediglich die Hauseingangstür und die Rahmungen der Kellerfenster. Im Inneren waren in jeder Etage zwei Wohnungen eingerichtet. Das Haus besitzt einen baugeschichtlichen Wert als Dokument der Ortserweiterung und im Ensemble der gleichartigen Bebauung des Straßenzugs. LfD/2016 | 09260664 |
| Direkt Bild zu diesem Denkmal hochladen | Mietshaus in geschlossener Bebauung mit Vorgarten | Berthastraße 8 (Karte) | 1903-1904 (Mietshaus) | Klinker-Putz-Fassade, Ausmalung im Eingangsbereich, baugeschichtlich von Bedeutung, Zeugnis der Ortserweiterung Bauunternehmer Reinhold Beyer begehrte im September 1903 die Errichtung von Wohn- und Waschhaus auf dem Grundstück, seine Witwe Louise verw. Beyer zum Sommer 1904 Schlussprüfung und Gestattung der Ingebrauchnahme. Gestempelt sind die Planentwürfe von Bautechniker Walther Beyer. Unter dem Dach waren lediglich Bodenräume vorgesehen, in den drei Etagen jeweils zwei Wohnungen mit zwei Stuben, Kammer, Küche, Gang und Außentoiletten im Treppenhaus. 2006 erfolgten Sanierung und ein Balkonanbau. Der hinter einem Vorgarten situierte Dreigeschosser weist eine gestalterische Verwandtschaft mit dem Nachbarhaus Nummer 10 auf: mit Klinkern verblendete Obergeschosse und Klinkersockel mit zwischengespanntem Verputzt des Parterre, wobei hier der farbliche Einheitsüberzug die Gliederungen verflacht. Oben prägen hell gefasste Fensterrahmungen mit Verdachungen, Stuckkonsolen und zwei Muschelmotive sowie ein profiliertes Traufgesims, es fällt jedoch auf, dass über den Fenstern der Beletage an Stelle der Felder üppigen Jugendstildekors nur Klinkermauerwerk sichtbar ist. Teile der originalen Ausstattung konnten bewahrt werden. Das Gebäude besitzt einen baugeschichtlichen Wert. LfD/2018 | 09260663 |
| Direkt Bild zu diesem Denkmal hochladen | Mietshaus in geschlossener Bebauung mit Vorgarten | Berthastraße 9 (Karte) | um 1895 (Mietshaus), 1903-1904 (Mietshaus)                                                                                        | Klinkerfassade, baugeschichtlicher und ortsentwicklungsgeschichtlicher Wert Unternehmer Carl Ferdinand Anton Ledong übernahm 1903 zunächst Finanzierung und Ausführung des Bauvorhabens, für das er Heinrich Küchling die Leitung übertrug. Kurz nach Ausreichung der Genehmigung gelangten Ausführung und Bauleitung in die Hände von Maurerpolier Louis Friedrich, vermutlich auch das unternehmerische Risiko. Anfang März 1904 wurde ein Zwangsversteigerungsverfahren eingeleitet und verfügt, das im Rohbau fast fertige Gebäude wieder abzutragen. Wohl spielte hier auch der Prüfungsvermerk über das Mauerwerk eine Rolle, das wegen des schlechten Mörtels "sehr mangelhaft" zur Ausführung gekommen war. Mit der Übernahme von Grundstück und Bauvorhaben durch den Ziegeleibesitzer Gottfried Carl Hohmann wurde unter Auflagen von einem Abbruch des Hauses jedoch abgesehen. Zu Jahresbeginn 1905 erfolgte die Gestattung der Ingebrauchnahme des zweispännigen Hauses und bereits 1906/1907 waren Putzschäden zu beseitigen. Durch das Wissen der komplizierten Erbauungssituation des Hauses kann die gegenüber der Bauaktenzeichnung sehr einfach ausgeführte Straßenfront nicht verwundern. Über dem heute geglätteten Erdgeschoss sind zwei Stockwerke mit gelben Klinkersteinen verblendet, besitzen die Fenster einfache Putzrahmungen und lediglich die Sohlbänke des mittleren Geschosses erhielten kleine einfache Stuckkonsolen, die des Erdgeschosses eine Schmuckleiste. Der Aufbau ist mittenbetont, Hauseingangstür und Treppenhaus sind erhalten. Für das Gebäude im Ortserweiterungsgebiet besteht ein baugeschichtlicher Wert. LfD/2016 | 09260665 |
| Direkt Bild zu diesem Denkmal hochladen | Mietshaus in geschlossener Bebauung mit Vorgarten | Berthastraße 10 (Karte) | 1903-1904 (Mietshaus) | Klinkerfassade, baugeschichtlich und ortsentwicklungsgeschichtlich von Bedeutung Bauunternehmer Reinhold Beyer übernahm Finanzierung und Ausführung eines Mietshauses 1903/1904, nutzte dafür Planunterlagen von Bautechniker Hermann Beyer. Zunächst entstanden in diesen Jahren zwei Wohnungen in den Erd- und Obergeschossen mit zwei Stuben, Kammer, Küche, Gang und Außenabort, erst 1928 gelangte eine Dachwohnung zum Einbau. Hier führte Baumeister A. Richter bauleitend Aufsicht, das Baugeschäft Edmund Wiegleb übernahm die Ausführung. Sanierungsarbeiten begannen 2004 bis 2007 mit dem Balkonanbau, 2007/2008 folgten restliche Arbeiten. Prägend zeigen sich die Klinkerflächen der oberen Stockwerke nebst heller Rahmung durch einfach profilierte Kunststein- und Stuckteile, wohingegen das verputzte Parterre starke Vereinfachungen im Vergleich zur Entwurfszeichnung aufweist. Vorgelagert ist ein schmaler Vorgarten. Für das Gebäude in geschlossener Zeile ist ein baugeschichtlicher Wert zu konstatieren. LfD/2018 | 09260662 |
|                                         | Mietshaus in geschlossener Bebauung, mit Vorgarten | Berthastraße 12 (Karte) | 1903-1904 (Mietshaus), 1957, Ladenumbau beantragt (Mietshaus)                                                                     | Klinkerfassade, baugeschichtlich von Bedeutung, Zeugnis der Ortserweiterung Für das dreistöckige Gebäude wurde im Februar 1903 der Bauantrag gestellt und zwölf Monate später die Ingebrauchnahme genehmigt. Der Bauunternehmer Reinhard Beyer verpflichtete den Gohliser Architekten M. E. Reichardt für den Zweispänner mit jeweils zwei Stuben, Küche und einer Kammer nebst Gang. Im Parterre entstanden eine normale Mieteinheit und eine Ladenwohnung. Zeitgleich kam ein Waschhaus zur Ausführung. Ein 1924 konzipiertes Nebengebäude für die Glaserwerkstatt Georg Noack wurde nicht errichtet. 1938 erging der Antrag zum Neuverputz des Erdgeschosses und für Ausbesserungsarbeiten an der Klinkerfassade der oberen Etagen. Der Umbau des Geschäfts zu Wohnraum war 1957 in Planung, mit der Ausführung das Baugeschäft von Maurermeister Fritz Zschoche betraut. Fensterverdachungen mit Zahnschnittleiste heben das mittlere Geschoss hervor, zudem Sohlbänke auf Konsolen. Noch 2016 war das Haus unsaniert, die Ausstattung ist beinahe komplett erhalten, der ehemalige Laden vermauert. Dazugehörig sind das Pflaster des Haus- und Ladenzugangs sowie der Vorgarten. Baugeschichtlicher Wert für das Grundstück im Ortserweiterungsgebiet Mockau. LfD/2016 | 09260661 |
| Direkt Bild zu diesem Denkmal hochladen | Mietshaus in geschlossener Bebauung, mit Vorgarten | Berthastraße 14 (Karte) | 1903-1904 (Mietshaus) | Putzfassade, baugeschichtlich und ortsentwicklungsgeschichtlich bedeutsam Maurermeister Otto Holze übernahm neben Ausführung und Bauleitung zunächst auch die Investition für das zu errichtende Wohnhaus nebst Waschhausanbau, der Ausführungszeitraum lag zwischen Dezember 1903 und November 1904. Im März gelangten die Pläne zur Ausreichung jedoch an Baumeister Franz Karl Noack in Leipzig-Reudnitz und bereits einen Monat später wurde Baumeister Curt Stengel als Ausführender und Bauleiter genannt. Stengel fungierte auch als Baufachmann des Einbaus einer Dachgeschosswohnung 1923 für den Eigentümer und Bankbeamten Karl Eduard Paul Uhlitzsch. Teilweise erst nachträglich genehmigte Baumaßnahmen zu Sanierung, weiterem Dachausbau sowie Balkonanbau lagen im Zeitraum 1996-1999 für die in Tiefenbronn gemeldete Eigentümerin D. Schade. Das in den oberen Etagen über acht Achsen reichende Gebäude besitzt eine Putzfassade mit raffiniertem Jugendstildekor, insbesondere als obere Fensterrahmungen. Großzügige florale Dekoration zeigt die Rahmung des Hauseingangs, dessen hölzerne Tür neben anderen Ausstattungselementen erhalten geblieben ist. Baugeschichtlich und ortsentwicklungsgeschichtlich bedeutsam. LfD/2016 | 09260660 |
|                                         | Schule mit zwei Turnhallen, Plastik und Terrasse | Berthastraße 15 (Karte) | 1955-1958 und bezeichnet 1957 (Schule), bezeichnet 1957 (Statue)                                                                  | Putzfassade, im traditionalistischen Stil der 1950er Jahre, ortshistorisch und baugeschichtlich von Bedeutung | 09260659 |
| Direkt Bild zu diesem Denkmal hochladen | Mietshaus in geschlossener Bebauung, mit Vorgarten | Berthastraße 16 (Karte) | 1903 (Mietshaus) | Klinkerfassade, baugeschichtlich von Bedeutung Für ein Mietshaus in geschlossener Zeilenbebauung nebst hofseitigem Waschhaus wurden der Bauantrag im April 1903 genehmigt und die Wohnungen bereits in der ersten Oktoberhälfte des gleichen Jahres zur Benutzung freigegeben. Maurerpolier Friedrich Wilhelm Schulze aus Leipzig-Sellerhausen trat als Bauherr und Ausführender in Erscheinung, Architekt Oswald Sachse als der Entwerfende. Der Zweispänner weist je Etage unterschiedlich große Wohnungen auf, mit drei um einen zentralen Corridor gruppierten Räumen nebst Küche, das Dachgeschoss blieb unausgebaut. Über Klinkersockel und genutetem Parterre zeigen sich drei obere Etagen mit Rohbauverblendung in gelb mit rotfarbigen Fensterrahmungen. Oben schließen die Fenster der beiden mittleren Etagen Kunststeinformteile als Verdachungen ab, in geänderter Ausführung zum ehemals vorgelegten Planungsentwurf. Den örtlichen Bauvorschriften entsprechend besitzt das Haus einen Vorgarten, mit einer 1938 erneuerten und heute beseitigte Einfriedung. Im Hof wurde das durch Bombeneinwirkung im 2. Weltkrieg zerstörte Waschküchengebäude 1950-1951 wiedererrichtet. Prägende Bestandteile der Ausstattung sind im Inneren erhalten. Das Gebäude besitzt einen baugeschichtlichen Wert. LfD/2018 | 09260681 |
| Direkt Bild zu diesem Denkmal hochladen | Mietshaus in geschlossener Bebauung, mit Vorgarten | Berthastraße 18 (Karte) | 1903-1904 (Mietshaus) | Klinkerfassade, baugeschichtlich von Bedeutung Es ist ein mit lediglich fünf Achsen recht schmales Haus, dessen Errichtung in den Jahren 1903/1904 von Friedrich Plötner als bauleitendem und ausführendem Bauherrn auf den Weg gebracht wurde. Seine Vollendung übernahm Maurerpolier Louis Friedrich für den Bauunternehmer Karl Albert Kopp. Allein zwischen 1905 und 1908 wechselte das Grundstück dreimal den Besitzer. Sanierung ab 1993, einhergehend mit Balkonanbau, dem Einbau von zwei Dachwohnungen sowie einem Kellerumbau für Büronutzung. Vor der Bauflucht liegt ein Vorgarten, rechtsseitig wird die viergeschossige Bauweise fortgeführt, während das links angrenzende Haus lediglich drei Vollgeschosse besitzt. Berthastraße 18 ist mit gelben Blendern verkleidet in den oberen Stockwerken, besitzt ein verputztes Erdgeschoss. Strenge Fensterrahmungen aus Kunststeinformteilen betonen die beiden mittleren Etagen, Balkone über dem Hausdurchgang in den beiden mittleren Etagen kamen nicht zur Ausführung. Nicht nur die um den Durchgang reduzierte Wohnfläche im Parterre ergab lediglich eine Wohnung, auch in den drei Vollgeschossen darüber fand jeweils nur eine Partei Mietgelegenheit (Vorsaal, Stube und zwei Zimmer zur Straße, zwei Kammern und Küche zum Hof, Aborte auf der Halben Treppe). Für das Gebäude im geschlossenen Straßenzug ist ein baugeschichtlicher Wert festzustellen. LfD/2018 | 09260682 |
| Direkt Bild zu diesem Denkmal hochladen | Mietshaus in halboffener Bebauung, mit Vorgarten | Berthastraße 21 (Karte) | 1903 (Mietshaus) | Klinkerfassade, baugeschichtlich von Bedeutung | 09260683 |
|                                         | Mietshaus in geschlossener Bebauung, mit Vorgarten | Berthastraße 23 (Karte) | 1903-1904 (Mietshaus) | Klinkerfassade, baugeschichtlich von Bedeutung | 09260684 |
| Direkt Bild zu diesem Denkmal hochladen | Mietshaus in halboffener Bebauung mit Vorgarten | Berthastraße 25 (Karte) | 1903 (Mietshaus) | Klinkerfassade, baugeschichtlich von Bedeutung | 09260685 |
| Direkt Bild zu diesem Denkmal hochladen | Mietshaus in halboffener Bebauung mit Vorgarten | Berthastraße 27 (Karte) | 1903-1904 (Mietshaus) | Klinkerfassade, der Jugendstilbau ist als Zeugnis der Ortserweiterung von baugeschichtlichem Wert Für den dreigeschossigen Jugendstilbau wurde im Mai 1903 der Bauantrag gestellt und zwölf Monate später die Ingebrauchnahme für das Wohnhaus gestattet. Unternehmer Wilhelm Klotzsch stemmte das Vorhaben gemeinsam mit Bauleiter Friedrich Wilhelm Klotzsch, der auch statische Berechnungen vorlegte. In der behördlichen Vorgabe war auf den Doppel- bzw. Gruppenhauscharakter hingewiesen worden, der sich auf das im Bau befindliche Nachbargrundstück des Herrn Würdig bezog. Hervorgehoben sind durch aufwendigere Fensterrahmungen aus Kunststein und Reliefplatten im Duktus eines strengen Jugendstils die beiden oberen Geschosse, sie zeigen Klinkerverblendung über dem geputzten Parterre. Geplant waren pro Etage zwei unterschiedlich große Wohnungen mit AWC. Eine nur aus zwei Zimmern, Küche und Flur bestehende Dachwohnung wurde 1929 bzw. 1930 beantragt, jedoch nicht ausgeführt. Dies geschah erst 2007 bis 2010 im Rahmen der komplexen Sanierung, zu der auch der Balkonanbau gehörte. Weitgehend erhalten ist neben dem Vorgarten wohl auch die Ausstattung. Der Jugendstilbau ist als Zeugnis der Ortserweiterung in der Zeit des Jugendstils von baugeschichtlichem Wert. LfD/2016 | 09260686 |
|                                         | Mietshaus in geschlossener Bebauung mit Vorgarten | Berthastraße 29 (Karte) | 1902-1903 (Mietshaus) | Klinkerfassade, baugeschichtlich von Bedeutung, Zeugnis der Ortserweiterung in Neu-Mockau Das Baugesuch für ein Vorderwohnhaus und ein Waschhausgebäude kam am 23.11.1902 zur Einreichung, wobei der in Schönefeld beheimatete Portier J. Hermann Würdig als Bauherr auftrat. Für die Ausführung stand Architekt Oswald Backofen unter Vertrag. Im Spätsommer 1903 konnte das Vorhaben abgeschlossen werden. Über verputztem Erdgeschoss liegen zur Straßenseite zwei mit Klinkern verblendete Etagen mit aufwendigeren Fensterrahmungen, der Stuckdekor zeigt die Einflüsse des Jugendstils im Mietwohnungsbau der Zeit (leider ist der Stuck in den Füllungen über den Fenstern der Beletage verloren gegangen). Pro Ebene waren zwei Wohnungen eingerichtet mit drei Wohnräumen und Küche um einen zentralen Korridor, wohingegen das Dachgeschoss unausgebaut blieb. Wenig denkmalverträglich sind die einfach strukturierten Kunststofffenster sowie die unpassende neue Hauseingangstür. Der Vorgarten ist erhalten. Es besteht ein baugeschichtlicher und ortsteilentwicklungsgeschichtlicher Wert. LfD/2015, 2016 | 09260689 |
| Direkt Bild zu diesem Denkmal hochladen | Mietshaus in geschlossener Bebauung mit Vorgarten | Berthastraße 30 (Karte) | 1902 (Mietshaus) | Klinkerfassade, baugeschichtliche Bedeutung, Zeugnis der Ortserweiterung um 1900 Der im März 1902 eingereichte Antrag zur Errichtung eines viergeschossigen Wohnhauses erfuhr keine behördliche Genehmigung, da nur eine dreigeschossige Bauweise als zulässig befunden wurde. Bauherren und Ausführende waren Richard Winkler aus Möckern und Wilhelm Schulze aus Leipzig-Reudnitz, die daraufhin geänderte Pläne, wohl von Architekt Max Lorenz gezeichnet, zur Vorlage brachten. Zunächst lag der Bauplatz einem Schmuckplatz gegenüber (heute Schulgelände), letztlich kam das gezeichnete Gebäude jedoch um einige Baugrundstücke in Richtung Volbedingstraße verrückt zur Ausführung. Nach dem eingereichten Arealplan war es das erste auf dem zur Bebauung freigegebenen Gelände der Grunertschen Erben in der Berthastraße errichtete Haus. Zwei Fensterachsen jeweils seitlich und eine Dreiachsengruppe in der Fassadenmitte wurden gestalterisch zusammengefasst, die Schauseite mit Putznutung im Parterre und Klinkerblendern in den oberen Stockwerken versehen. Einrichtung erfuhren pro Etage zwei verschieden große Wohnungen. Trotz schwerer Zerstörung des Hauses im letzten Weltkrieg kamen Pläne für den Wiederaufbau erst 1953 zur Einreichung. Für den Architekten und Bauleiter Herbert Steinkopf unterzeichnete E. Steinkopf, handelnd im Auftrag des in Markendorf ü. Jüterbog wohnenden Bauherren Hans Kramer. Im Herbst 1954 überführte ein Ratsbeschluss das Grundstück in Volkseigentum, neue Pläne unterbreitete Architekt und Baumeister Hans Maske aus Wiederitzsch. Gegen das von einem flachen Dach zu überdeckende 4. Vollgeschoss legte das Büro des Chefarchitekten der Stadt Leipzig Widerspruch ein, das Haus sollte bei drei Stockwerken und einem Satteldach bleiben. Mittlerweile wurde für das nur noch von drei Mietparteien genutzte Objekt der Begriff "bewohntes Trümmergrundstück" verwendet, 1956 endlich Lizenz für die Arbeiten erteilt. Vom 10. Februar datiert der Gebrauchsabnahmeschein, wenige Wochen später durfte auch eine zweite Wohnung unter dem Dach entstehen. 1998 bis 1999 Sanierung und Balkonanbau sowie weiterer, außerordentlich unpassender Dachgeschossausbau nach Entwürfen von G. Fuchshuber. Baugeschichtlicher Wert, eine Überprüfung der Denkmaleigenschaft schein geboten. LfD/2015, 2016 | 09260687 |
|                                         | Mietshaus in geschlossener Bebauung mit Vorgarten | Berthastraße 31 (Karte) | 1903-1904 (Mietshaus) | Klinkerfassade mit Jugendstildekoration, baugeschichtliche und ortsentwicklungsgeschichtlich von Bedeutung Der Bauunternehmer und Maurer Julius Kurze aus Mockau initiierte im Sommer 1903 einen viergeschossigen Wohnhausneubau, der wegen Verletzung der Ortsbauvorschriften keine Genehmigung erfuhr. Erst eine Reduzierung des Baukörpers um ein Geschoss erwirkte, dass im November die Baugenehmigung erteilt werden konnte. Im September des Folgejahres gestattete das Aufsichtsamt die Ingebrauchnahme des zweispännig konzipierten Hauses mit jeweils zwei Zimmern, einer Kammer zum Hof, Küche und Korridor in jeder Wohnung (Toiletten über den Hausflur). Für die Entwürfe zeichnete Architekt Oswald Sachse aus Leipzig-Reudnitz. Frei im Hof stehend entstand zeitgleich ein Waschhaus-Schuppen-Gebäude (ein Anbau 1980 beabsichtigt), im Jahr 1957 sollte die schadhafte Hoffront des Vordergebäudes neu verputzt werden. Rote Klinkerblender des Sockelbereiches rahmen in den beiden oberen Stockwerken die Fenster seitlich, weitere gliedernde und schmückende Gestaltungselemente sind kräftige, dekorierte Verdachungen aus Kunststein, über Eck gestellte Klinkerreihen unter einigen Sohlbänken sowie vier Jugendstilreliefplatten mit stilisierten Frauenköpfen und foralen Motiven. Leider ist das Erdgeschoss heute seiner Putzstrukturen völlig beraubt, der Traufbereich geglättet und seines Dekors beraubt. Hinter der repräsentativen Hauseingangstür sind Teile der Ausstattung erhalten, ebenso die vorgelagerten Vorgartenflächen, die groben Kunststofffenster stören den Gesamteindruck der Jugendstilfassade. Das Gebäude im geschlossenen Straßenzug mit baugeschichtlichem Wert, es ist Zeugnis der rasanten Ortserweiterung Mockaus. LfD/2015 | 09260690 |
| Direkt Bild zu diesem Denkmal hochladen | Mietshaus in halboffener Bebauung mit Vorgarten | Berthastraße 32 (Karte) | 1900-1902 (Mietshaus) | Klinkerfassade, baugeschichtlich von Bedeutung Architekt Richard Sachse lieferte Ende des Jahres 1900 die Pläne für ein Wohnhausprojekt des Bauunternehmers und Glasermeisters Friedrich Hermann Fränkel (auch Frenkel), der zum Winterausklang 1902 eine Genehmigung zur Umsetzung des Vorhabens erhielt. Zuvor waren Tekturen notwendig, da die beabsichtigte Dachwohnung behördlich untersagt wurde. Zeitgleich, bis Sommer 1902, entstanden ein Wasch- und Werkstattgebäude. In allen drei Etagen kamen zwei Wohnungen zur Vermietung mit je zwei Zimmern, einer Kammer, Küche und Vorsaal. Zeichnungen für einen Ladeneinbau 1905/1906 tragen die Unterschrift von Architekt Richard Welz. Eine Sanierung nebst Balkonanbau und Dachausbau erfolgten 1998/1999 für die Senticus Grundbesitzgesellschaft mbH. Prägend sind die kräftigen Fensterverdachungen im obersten Fassadengeschoss mit geometrischen Formen und ein quer liegendes Putzband über den Fenstern der Beletage, das Parterre ist verputzt über Klinkersockel. Teile der Ausstattung sind erhalten. Für das Haus im Ortserweiterungsgebiet besteht ein baugeschichtlicher Wert. LfD/2016 | 09260688 |
| Direkt Bild zu diesem Denkmal hochladen | Mietshaus in ehemals geschlossener Bebauung | Berthastraße 32a (Karte) | um 1900 (Mietshaus) | Klinkerfassade, Lage: an der Volbedingstraße, heute mit hofseitigem Zugang (alter Hauszugang an der Volbedingstraße zugesetzt), baugeschichtlich von Bedeutung | 09260692 |
|                                         | Einzeldenkmal o. g. Sachgesamtheit: 50 Reihenhäuser einer Wohnsiedlung (siehe Sachgesamtheitsdokument - Obj. 09305933, Gontardweg 52-135) | Beuthstraße 21; 23; 25; 27; 29; 31; 33; 35; 37; 39; 41; 43; 45; 47; 49; 51; 53; 55; 57; 59; 61; 63; 65; 67; 73; 75; 77; 79; 81; 83; 85; 87; 89; 91; 93; 95; 97; 99; 101; 103; 105; 107; 109; 111; 113; 115; 117; 119; 121; 123 (Karte) | 1919-1924 (Reihenhaus) | Architekturzeugnis von europäischer Bedeutung für die Entwicklung des Wohnungsbaus in den 1920er Jahren, Seltenheitswert, Architekt: Stadtbaurat Carl James Bühring, künstlerisch, sozialhistorisch und baugeschichtlich von Bedeutung | 09260432 |
| Direkt Bild zu diesem Denkmal hochladen | Mehrfamilienhäuser einer Wohnanlage, mit begrünten Innenhöfen und Vorgarten | Beuthstraße 163; 165; 167; 169; 171; 173 (Karte) | 1934 Wohnblock (Mehrfamilienwohnhaus)                                                                                             | siehe auch Mockauer Straße 104-118 und Oelßnerstraße 2a-2f, baugeschichtlicher und ortsentwicklungsgeschichtlicher Wert, Zeugnis für qualitätvollen sozialen Wohnungsbau in den 1930er Jahren | 09260533 |
| Direkt Bild zu diesem Denkmal hochladen | Villa mit Einfriedung und Vorgarten | Bochumer Straße 10 (Karte) | 1936-1937, bezeichnet 1937 (Villa), 1937-1938 (Einfriedung)                                                                       | Putzfassade, baugeschichtlich von Bedeutung Karl Morgenstern, wohnhaft Bochumer Straße 12, verkaufte 1936 das Nachbargrundstück Nummer 10 an Richard Schlegel, der durch den Architekten und Baumeister Willy Kober aus Zuckelhausen ein Zweifamilien-Wohnhaus planen ließ. Das Jahr 1937 nutzte das Baugeschäft Bernhard Ströfer für die bauliche Umsetzung des unter Nutzung der Steuerfreiheit für Eigenheime finanzierten Hauses, welches 1938 auch für die Erstellung der Einfriedung verantwortlich zeichnete. 1969 entstand linksseitig am Haus ein Anbau (Entwurf Architekt Erich Süßkind, kein Denkmal), für 1996-1998 sind Sanierungsarbeiten im Auftrag des Hauseigentümers aktenkundig. Der vielgliedrige hell verputzte Baukörper besitzt ein rotfarbenes ziegelgedecktes Walmdach, zwei großzügig halbrund vorstehende Standerker, einen Klinkersockel sowie einige wenige Dekorationen im Stil des späten Art déco. Zum Erscheinungsbild tragen die hölzernen Klappläden ebenso bei wie die weit vorstehende Traufe und Details der originalen Ausstattung. Weniger glücklich erweist sich die Wahl der neuen Fenster mitsamt der metallenen Fensterbretter. Dazugehörig ist der erhaltene Vorgartenbereich. Das Wohnhaus besitzt einen baugeschichtlichen Wert. LfD/2019 | 09260394 |
| Direkt Bild zu diesem Denkmal hochladen | Villa mit Einfriedung und Vorgarten | Bochumer Straße 18 (Karte) | bezeichnet 1914 (Villa) | Putzfassade, baugeschichtlich von Bedeutung | 09260393 |
| Direkt Bild zu diesem Denkmal hochladen | Mietshaus in offener Bebauung in Ecklage, mit Vorgarten und Einfriedung | Bochumer Straße 20 (Karte) | 1912-1914 (Mietshaus) | Putzfassade, baugeschichtlich von Bedeutung Baumeister Felix Schirmer verpflichtete den Architekten Alfred Spaete bezüglich Entwurf und Bauleitung für die Errichtung eines freistehenden Mietshauses. Der Bauantrag wurde im April 1912 gestellt, das Ersuchen um Rohbaubesichtigung erfolgte im Februar 1913. Zwölf Monate später konnte die Gebrauchsabnahme erfolgen. 1920 sollten Wohnungen im Dachgeschoss entstehen. Abbruch der Balkone 1969 durch die Spezialbrigade Suk im Auftrag von Rechtsanwalt Dr. Beerholdt. Überaus wirkungsvoll fällt das mächtige Dach auf, das den dreigeschossigen Putzbau mit jeweils zweiachsigen Seitenrisaliten abschließt. Die Vorgarteneinfriedung dürfte erst nach 1930 entstanden sein und wurde nach 1990 weiter verändert. Erhalten sind weite Teile der Ausstattung. Wirkungsvoller, mächtiger Wohnungsbau im Mockauer Villenviertel, baugeschichtlich und ortsentwicklungsgeschichtlich bedeutsam. LfD/2012, 2014 | 09260396 |
| Direkt Bild zu diesem Denkmal hochladen | Doppelmietshaus in offener Bebauung mit Vorgarten und Einfriedung | Bochumer Straße 22a; 22b (Karte) | 1912 (Doppelmietshaus) | Putzfassade, baugeschichtlich und ortsentwicklungsgeschichtlich von Bedeutung | 09260390 |
| Direkt Bild zu diesem Denkmal hochladen | Wohnhaus in offener Bebauung mit Vorgarten und Einfriedung | Bochumer Straße 24 (Karte) | 1910-1912 (Wohnhaus), 1911-1911 (Einfriedung)                                                                                     | Putzfassade, Reformstil-Architektur, baugeschichtlich von Bedeutung | 09260392 |
| Direkt Bild zu diesem Denkmal hochladen | Villa mit Einfriedung, Vorgarten und Garten | Bochumer Straße 26 (Karte) | 1904-1905 (Villa) | Putzfassade, baugeschichtlich von Bedeutung Auf einem dem Architekten Julius Leopold Stentzler gehörenden Villengrundstück entstand für und durch den Baumeister Otto Hauschild in den Jahren 1904/1905 eine Villa, die nach Fertigstellung im März 1905 an Emilie Margarete (auch: Margarethe) Franke geb. Richard verkauft wurde. Genannt wird ferner Max Franke, der sich 1911 um die Zuführung elektrischen Stroms auf das Grundstück bemühte und Direktor der “Union Leipziger Presshefefabriken und Kornbranntweinbrennereien AG Leipzig-Mockau” war. Am 30. Dezember 1938 erfolgte die Einreichung eines Bauantrages für eine Garage mit Kratzputz über Buntklinkersockel (Entwurf und Ausführung Baumeister Walter Lieder). Zum Jahresende 1942 erfolgte die Schenkung des Grundstücks an Franz B. de Rossi, 1952 wurde der Wiederaufbau der Garage erwogen. Zu einer größeren Umgestaltung des Hauses kam es 1969-1970, als ein Kindergarten durch das VE KBR Leipzig eingerichtet wurde, 1974 war ein Neuverputz der Fassaden im Gespräch. Der einst malerische und überaus repräsentative Entwurf der Hauptschauseite zur Straße erfuhr durch den Umbau des Zugangsbereiches und die Aufmauerung des Balkons eine stärkere Veränderung. Dennoch hat sich das Gebäude in seiner Grundstruktur erhalten, besitzt originale Ausstattungselemente und zudem die Einfriedung aus der Erbauungszeit. Baugeschichtlich und ortsentwicklungsgeschichtlich bedeutsamer Villenbau in Mockau. LfD/2012, 2014 | 09260391 |
| Direkt Bild zu diesem Denkmal hochladen | Villa mit Garten, Vorgarten und Einfriedung | Bochumer Straße 38 (Karte) | 1925 (Villa) | Fertigteilhaus, baugeschichtlich mit besonderer bautechnischer Bedeutung, Zeugnis für privaten industriellen Wohnungsbau in den 1920er Jahren | 09260383 |
| Direkt Bild zu diesem Denkmal hochladen | Mietshaus in offener Bebauung mit Vorgarten | Bochumer Straße 40 (Karte) | 1928 (Mietshaus) | Putzfassade, baugeschichtlich und ortsteilentwicklungsgeschichtlich von Bedeutung Der Leipziger Architekt Leopold Stentzler übernahm Entwürfe, Ausführung und die Finanzierung für das 1928 errichtete Dreifamilienhaus mit Autoschuppen. Statische Erörterungen und Bauleitung übernahm Architekt P. Busse. Tekturen während des Bauverlaufs betrafen die Garage und eine Wohnung für den Hausmann im Dachgeschoss. Das "Projekt ist als Mittelhaus für drei Familien gedacht", heißt es in der Baubeschreibung. Hier ist hinsichtlich der Gestaltung zu lesen, dass über rotbuntem Rohbausockel ein hellrötlicher Putzbau vorgesehen wurde, "der architektonisch unterbrochen wird von Buntklinkern", ... als Abschluss " ein bekrönendes dunkelrotes Biberschwanz-Ziegeldach". Für das Wohngebäude erfolgte zehn Tage vor Weihnachten die Schlussbauabnahme, der Garagenbau stammt von 1929. Im Jahr 1938 wurde auf dem Grundstück ein Bienenhaus mit Schleuderraum für zehn Bienenvölker aufgestellt, nach einem Entwurf von Edgar Gerstung in Oßmannstadt, der für die Deutsche Bienenzucht-Zentrale tätig war. Sanierung und Dachausbau fallen in den Zeitraum 1997 bis 1999, beinahe zeitgleich mit dem Umbau des Garagenhauses zu einem Einfamilienhaus. Prägend für das Erscheinungsbild des Wohngebäudes sind ein im heutigen Erscheinungsbild rostroter Farbton, ein Zwerchhaus mit flach getrepptem Stufengiebel, ein Erkeranbau, das Portalgewände mit expressionistischem Dekor sowie in Klinkermauerwerk gefasste Erkerfenster. Erhalten sind die (umgebaute) Garage und der Vorgarten, die Einfriedung ist nach Zeichnungen und Vorbild in etwa wiederhergestellt. Das Wohngebäude wirkt inmitten der niedrigeren umgebenden Bebauung außerordentlich markant, ragt mit seinen drei Wohnetagen und dem hohen Walmdach weit über die fast ausnahmslos zweigeschossigen Ein- und Zweifamilienhäuser der Wohnlage. Baugeschichtliche und ortsentwicklungsgeschichtliche Bedeutung. LfD/2019 | 09260382 |
|                                         | Mietshaus in halboffener Bebauung | Döringstraße 6 (Karte) | 1898 (Mietshaus) | mit Tordurchfahrt, Klinkerfassade, baugeschichtlich und ortsentwicklungsgeschichtlich bedeutsam, Zeugnis der Ortserweiterung Ausführende und Bauherren waren Ferdinand Dietrich und Wilhelm Dauer – für einen Wohnhausneubau an der damaligen Adolfstraße 6 in Mockau. Beiden gehörten auch die links und rechts liegenden Nachbargrundstücke. Das Wohnhaus in Mittel-Mockau entstand zwischen Mai und September des Jahres 1898. Zwei Wohnungen im Erdgeschoss konnten trotz der Hausdurchfahrt eingerichtet werden, die oberen Etagen boten in ebenfalls jeweils zwei Wohnungen etwas mehr Komfort: zwei Stuben, eine Kammer, Küche und zentral liegendem Flur. Während der Bauarbeiten erhielt das Bauamt Tekturzeichnungen, für im Dachgeschoss einzubauende Wohnungen, wegen der notwendigerweise zu erhaltenden Bodenkammern konnten die beiden Mieteinheiten jedoch lediglich eine Stube, eine Kammer sowie Küche nebst Diele erhalten. Die Eindeckung des Mansardbereichs erfolgte durch Falzziegel. 1957 erhielt der Antrag auf eine Instandsetzung des nach Abbruch des Hauses Nummer 4 freistehenden Giebels und der Hinterfront behördliche Genehmigung. Im April 1992 wurde der Antrag gestellt auf Vorbescheid zur Rekonstruktion des Hauses und Umnutzung der Erdgeschosszone für eine gewerbliche Nutzung. Die Fassade besitzt eine gegenüber den Planunterlagen von 1898 etwas vereinfachte Nutung, die Traufe ist geglättet, die neuen Kunststofffenster der letzten Sanierung sind peinlich. Regelrecht glamourös in der Mockauer Seitenstraße wirken die Schmuckdekorationen über den Fenstern der Beletage. Sockel (heute verputzt) und Obergeschosse sind mit dunklen Verblendern bekleidet, die Rahmungen der Kellerfenster und die der Fenster in den oberen Etagen sind aus Kunststeinformteilen zusammengesetzt, Teile der soliden Ausstattung können betrachtet werden. Der Neubau Nummer 1 (gemeinsam mit dem Eckhaus an der Mockauer Straße) gegenüber nimmt immerhin Geschosszahl, Traufkante und Mansarde auf, wirkt aber unglücklich hinsichtlich der Proportionen und wenig ansprechend in seiner Gestaltung. Das Gebäude bezeugt den hohen Anspruch der Unternehmer und Bauschaffenden um 1900 im Ortserweiterungsgebiet Mockau, es ist ein baugeschichtlicher Wert festzuhalten. LfD/2019 | 09260579 |
|                                         | Mietshaus in ehemals geschlossener Bebauung | Döringstraße 8 (Karte) | 1898-1899 (Mietshaus) | mit Tordurchfahrt, Klinkerfassade, baugeschichtlich und ortsentwicklungsgeschichtlich bedeutsam | 09260578 |
|                                         | Mietshaus in ehemals geschlossener Bebauung | Döringstraße 12 (Karte) | 1898 (Mietshaus) | mit Tordurchfahrt, Putz-Klinker-Fassade, Wandmalerei im Treppenhaus, baugeschichtlich von Bedeutung Die Bauunternehmer Alfred Kummer und Otto Richard Harbecker erwarben 1898 das Grundstück der Planstraße 4 in Mockau aus dem Vermögen des Rittergutsbesitzers Ed. Gontard (später Adolfstraße 12). Im gleichen Jahr entstanden ein Wohnhaus sowie ein Wirtschaftsgebäude mit Fleischerei in rückwärtiger Lage (Anbau eines Pferdestalls 1910/1911). Zu dessen Andienung war eine Durchfahrt vorgesehen sowie für den Verkauf ein Laden, wodurch das Parterre nur zwei unterschiedlich große Wohnungen besaß, die beiden oberen Etagen boten jeweils drei Mietparteien Raum. Neben Bodenräumen im Dachgeschoss kamen hier eine Hausmannswohnung, eine Kammer für den Hauswirt sowie eine von der Gemeinde vorgeschriebene Einquartierungsstube zur Einrichtung. Dieser etwa fünfzehn Quadratmeter große Raum sollte ab 1911 dauerhaft an eine "einwandfreie, einzelne Person" vermietet werden dürfen. Von 1926 bis 1928 wurde der Baubehörde die Genehmigung einer zweiten Dachgeschosswohnung abgerungen, zunächst jedoch nur als Notwohnung zugelassen. 1932 durfte eine Garage für zwei Lastkraftwagen erbaut und 1963 der Laden für eine Wohnnutzung hergerichtet werden. 2002 erfolgte die Errichtung hofseitiger Balkonanlagen, wohl einhergehend mit Sanierungsarbeiten. Die zum Entwurf des Jahres 1898 im Detail geändert ausgeführte Straßenfassade besitzt Verputz und Flächen mit gelbem Klinker sowie Gliederungen aus Kunststein, rotem Klinker und Stuckkonsolen unter der Traufe, das Erscheinungsbild ist sehr schlicht. Das Gebäude im geschlossenen Straßenzug besitzt einen baugeschichtlichen Wert. LfD/2018 | 09260577 |
|                                         | Mietshaus in geschlossener Bebauung | Döringstraße 13 (Karte) | 1898 (Mietshaus) | mit Tordurchfahrt, Putzfassade, baugeschichtlich und ortsentwicklungsgeschichtlich bedeutsam Für das drei Geschosse zählende Wohngebäude wurde am 4. Januar des Jahres 1898 der Bauantrag und bereits Anfang Juni das Gesuch zur Schlussprüfung gestellt. Der Ausführende Wilhelm Lenke fungierte im Eigenauftrag, unter Hinzuziehung von Entwurfszeichnungen des Bautechnikers Hermann Beyer. Zeitgleich entstand im Hof ein Wasch- und Werkstattgebäude, für dessen Andienung eine Durchfahrt im Vorderhaus eingerichtet wurde. Jeweils zwei Wohnungen konnten in den beiden Obergeschossen abgemietet werden. Das Gebäude fügt sich unaufdringlich in seiner Fassadengestaltung in den Straßenzug des Historismus ein. Für das Ortserweiterungsgebiet war dreigeschossige Bauweise vorgeschrieben. Über einem leider neu gestalteten Klinkersockel erheben sich durch zwei Stockgesimse horizontal gegliederte Putzflächen sowie neu profilierte Fensterrahmungen mit Sohlbänken auf Konsolen und eine durch Stuckdekor reicher gestaltete Traufzone. Auf die aus den Planunterlagen ersichtlichen Verdachungen in der mittleren Etage wurde verzichtet. Farblich setzen sich die dunklen Holzfenster gegenüber der hellen Schaufront ab. Im Jahr 1911 ließ der Schuhmacher Friedrich Ernst Rockrohr das Dachhaus aufsetzen, unter Bauleitung und Ausführung der Firma Karl Lieniger & Sohn aus Mockau. 1996 war das Haus leerstehend, galt 1998 als herrenloses Grundstück, geriet das Hofgebäude 2006/2007 zum Abbruch und ungenehmigtem Neuaufbau, das Vorderhaus ist saniert. Nach starken Kriegsschädigungen wurde das Nachbarhaus Nummer 11 im Rahmen der "Enttrümmerung" 1959 abgebrochen. An seiner Stelle entstand 1994-1996 ein viergeschossiger Neubau, der mit seiner quasi ungegliederten Putzfassade ein trauriges Beispiel für charakterloses und auf Materialästhetik verzichtendes Bauen in den 1990er Jahren darstellt, jedoch als excellentes Beispiel für schlechte Architektur gelten darf. Festzuhalten ist ein baugeschichtlicher Wert. LfD/2019 | 09260580 |
|                                         | Mietshaus in geschlossener Bebauung | Döringstraße 14 (Karte) | 1898 (Mietshaus) | Klinkerfassade, baugeschichtlich und ortsteilentwicklungsgeschichtlich von Bedeutung Im Frühsommer 1898 übernahmen die Zimmerleute Richard Otto Harzbecker und Carl Wilhelm Alfred Kummer das Grundstück aus Händen des Rittergutsbesitzers H. C. und beauftragten den Architekten Emil Reiche mit Planungen und Bauleitung. Bereits zum 19. September wurde die Ingebrauchnahme des Hauses gestattet, das in jeder Etage zwei unterschiedlich große Wohnungen besitzt. Unter dem Dach war neben den üblichen Bodenräumen ein Mietbereich vorgesehen nebst einer Kammer für Einquartierung. In den Jahren 2002/2003 erfolgten Balkonanbau, Sanierung und Modernisierung. Straßenseitig zeigt sich die gegenüber der Bauaktenzeichnung von 1898 verändert ausgeführte Fassade mit rotem Sichtklinkersockel, genutetem Erdgeschoss und gelben Verblendern in den beiden Obergeschossen. Interessant ist das "Freischweben" von Kunststeinverdachungen im Mittelgeschoss. Weitgehend original erhalten ist neben der Haustür mit Oberlicht die Ausstattung des Treppenraumes. Für das Gebäude ist ein baugeschichtlicher und ortsteilentwicklungsgeschichtlicher Wert zu konstatieren. LfD/2017 | 09260576 |
|                                         | Mietshaus in geschlossener Bebauung | Döringstraße 15 (Karte) | 1899-1900 (Mietshaus) | Klinkerfassade, Reste der historischen Ausmalung im Innenbereich, baugeschichtlicher und ortsentwicklungsgeschichtlicher Wert Ein Antrag für drei Gebäude: Hermann Matthes begehrte die Errichtung eines Wohnhauses in geschlossener Reihe, ein Werkstättengebäude und ein Eckwohnhaus (heute Wilhelm-Busch-Straße 18). Das Haus in der damaligen Adolfstraße 15 erhielt drei Geschosse bei sechs Fensterachsen und einem mittig eingefügten Hauseingang. Über dem Sockel aus schmalen Betongusssteinquadern stehen ein verputztes Parterre mit Nutung, zwei Gesimse und folgend mit gelben Klinkersteinen verkleidete Obergeschosse. Wirkungsvoll sind die Fenster gerahmt, Schmuckplatten führen zu Verdachungen auf Konsolen bzw. leiten historistische Schmuckformen direkt zur profilierten und von kräftigen Konsolen gehaltenen Traufe über. Einen zusätzlichen Akzent verleihen grünglasierte Ziegellagen dem Erscheinungsbild des Hauses, dessen Sanierung 2001 abgeschlossen war. Ein Blickfang ist die prachtvolle zweiflüglige hölzerne Hauseingangstür. Das Haus besitzt einen baugeschichtlichen Wert, ist ein Dokument der Ortserweiterung des ehemaligen Dorfes Mockau. LfD/2018 | 09260581 |
|                                         | Mietshaus in geschlossener Bebauung | Döringstraße 16 (Karte) | 1898-1899 (Mietshaus), 2001, Balkonanbau (Mietshaus)                                                                              | Klinkerfassade, baugeschichtlich und ortsentwicklungsgeschichtlich von Bedeutung Recht kühl und sachlich wirkt die Fassade des 1898 bis 1899 erbauten Hauses, für das die Herren Otto Harzbecker und Alfred Kummer die Bauherrenschaft sowie die Ausführung übernahmen. Zeichnungen steuerte Architekt Gustav Emil Reiche bei. Zugleich war die Errichtung eines Hofgebäudes mit Waschhaus und Niederlage beabsichtigt. Jede der Wohnungen des Zweispänners enthielt, um einen Vorsaal gruppiert, drei Wohnräume und eine Küche. Aborte lagen außerhalb der Wohnungen, im Dach war eine Wohnung konzipiert zudem ein Raum für den Hauswirt und ein Zimmer für Einquartierung vorgesehen. Zum Sommer 1921 konnte der Baubehörde die Gestattung einer zweiten Dachwohnung zumindest als zunächst Notwohnung abgerungen werden. Für die zweite Jahreshälfte 2001 ist ein rückwärtiger Balkonanbau belegt. Das sanierte Haus besitzt ein genutetes Erdgeschoss, darüber eine Klinkerfassade mit Sohlbänken und teils kräftigen Verdachungen in der Beletage. Vier Verdachungen besitzen Historismusstuck zur Dekoration. Wenig förderlich für das Erscheinungsbild sind die geglättete Traufe und neue Fenster, wohingegen Hauseingangstür und Teile der erhaltenen Ausstattung von der Baugesinnung der Jahrhundertwende zeugen. In geschlossener Zeilenbebauung befindlich besitzt das Gebäude einen baugeschichtlichen Wert, zeugt von der Mockauer Ortsentwicklung | 09260575 |
|                                         | Mietshaus in geschlossener Bebauung | Döringstraße 18 (Karte) | 1899 (Mietshaus) | Klinkerfassade, baugeschichtlicher Wert, Zeugnis der Ortsteilerweiterung Das axialsymmetrisch konzipierte Wohngebäude entstand im Jahr 1899 nebst einem freistehenden Waschhaus im Hof für den Bauunternehmer Otto Harzbecker, der selbst auch die Ausführung übernahm. Pläne fertigte der Architekt Gustav Reiche, in jeder Etage befanden sich zwei Dreiraumwohnungen mit Küche, Vorsaal und Toilette im Treppenhaus. Im Dachgeschoss war eine Einquartierungsstube vorgesehen. 1906 wurde darauf verwiesen, dass nur eine Wohnung unter dem Dach statthaft sei. Für die Jahre 2001-2002 sind Sanierungsarbeiten angezeigt nach Vorlagen von Dipl.-Ing. L. Krulick. Über einem heute wieder mit Putznutungen gegliederten Erdgeschoss liegen zwei durch rote Klinkerblender in Szene gesetzte Obergeschosse, deren Fenster von Kunststein-Formteilen gefasst sind. Neben enger Reihung historistischer Stuckkonsolen im Traufbereich glänzen reiche historistische Dekorationen über den jeweils beiden außen liegenden Fenstern der Beletage. Teile der Ausstattung sind erhalten, unter anderem die qualitätvolle Hauseingangstür. Für den Mietwohnungsbau im Erweiterungsgebiet besteht ein baugeschichtlicher Wert. LfD/2015, 2016 | 09260574 |
|                                         | Verwaltungsgebäude und anschließendes Lagergebäude sowie Toreinfahrt | Dortmunder Straße 4 (Karte) | um 1890 (Verwaltungsgebäude) | Gebäude mit Klinkerfassade, als architektonisch überdurchschnittlich gestaltetes Fabrikareal Dokument der Ortsteilgeschichte sowie baugeschichtlicher Wert | 09260595 |
|                                         | Wohnhaus und Remise eines ehemaligen Fabrikgrundstücks | Dortmunder Straße 6 (Karte) | 1899 (Wohnhaus), 1899 (Remisengebäude)                                                                                            | Klinkerbauten, ortsgeschichtlich und baugeschichtlich von Bedeutung | 09305993 |
| Direkt Bild zu diesem Denkmal hochladen | Mietshausgruppe in offener Bebauung sowie zwei Nebengebäude im Hof | Dortmunder Straße 11; 13; 15 (Karte) | 1904-1907 (Eisenbahnerwohnhaus), 1910-1911 (Stall und Holzstall)                                                                  | in Lage am Eisenbahngleis, sogenanntes Eisenbahner-Wohnhaus, Putz-Klinker-Fassade, sozialhistorisch und baugeschichtlich von Bedeutung An der ehemaligen Bahnstraße (später Darmstädter Straße) entstand die freistehende Mietshausgruppe 1906/1907 im Auftrag und unter Federführung der Königlich Preußischen Eisenbahnbetriebsinspektion II Bauabteilung Leipzig in Halle a. Saale. Die Pläne datierten bereits vom Dezember 1904 und sind mit Bischof in Vollmacht des Preußischen Eisenbahnfiskus unterzeichnet. Es entstanden Wohnungen für 18 Unterbeamte oder Arbeiter auf dem Vorbahnhof Mockau an der Strecke Wahren-Schönefeld. Je Aufgang wurden pro Etage zwei Wohnungen erschlossen mit jeweils Vorraum, Küche, Kammer, Wohnstube, WC und Speisekammer. Die Bauleitung lag in Händen des Maurerpoliers Friedrich August Remus aus Leipzig-Eutritzsch, genannt ist ferner die Firma Oertel & Uhlemann. Dem Dienstwohngebäude wurden 1910/1911 ein freistehendes zweigeschossiges Stall- und ein eingeschossiges Holzstallgebäude in rückwärtiger Lage hinzugefügt. Gerahmt ist das klinkerverkleidete Mittelhaus beidseitig durch Putzfassaden, es besitzt ein kleines Dachhaus mit Staffelgiebel. Gerade auch in den Kunststein-Fensterrahmungen, dem durchlaufenden Sockel aus Zyklopmauerwerk und der strengen Architekturauffassung fügt sich das straßenseitige Hauptgebäude ein in die Phalanx von Typenbauten der Staatseisenbahnen in Deutschland. Im Inneren einfache Ausstattung. Baugeschichtliches und sozialgeschichtliches Zeugnis der Ortsentwicklung und des Eisenbahnwesens in der Zeit der Erbauung des Leipziger Hauptbahnhofes und der damit verbundenen umgreifenden Veränderungen. LfD/2011, 2014 | 09260377 |
| Direkt Bild zu diesem Denkmal hochladen | Eisenbahner-Wohnhaus, Doppelmietshaus in offener Bebauung mit Mauern und Vorgarten | Dortmunder Straße 17; 19 (Karte) | 1903-1906 (Doppelmietshaus) | Klinker-Putz-Fassade, als Dienstwohngebäude für Reichsbahnbeamte baugeschichtlich und ortsteilgeschichtlich von Interesse Etwas früher als das Eisenbahnerwohnhaus für Unterbeamte und Arbeiter in der (heute) Dortmunder Straße 11-15 entstand das von der Straßenflucht zurückgesetzte Doppelhaus als Dienstwohngebäude für vier mittlere Beamte. Mitte Oktober 1903 erging das Baugesuch, im Mai 1904 kamen Pläne zur Einreichung, November 1905 die Ausreichung der Genehmigung und für September 1906 die Anzeige der abschließenden Fertigstellung. Ein Herr Bischof unterzeichnete als Antragsteller für die Königliche Eisenbahndirektion Halle a.Saale während bauleitend die Königliche Eisenbahn-Betriebsinspektion 2 in Leipzig zuständig war. Jede der vier Wohnungen besaß zwei Stuben, zwei Kammern, Küche mit Speisekammer und Innencloset. Die Großzügigkeit des Inneren der Dienstwohnungen lassen fassadenseitig vor allem die beiden Dachhäuser mit Zierrat aus Renaissance und Barock vermuten. Eher eisenbahntypisch gestaltet sind die Sichtflächen aus rotem Ziegelmauerwerk und hellem Verputz, außergewöhnlich der Vorgarten mit einer gut einen Meter über Straßenniveau reichenden Stützmauer aus gelbem Klinker. Das recht malerische Erscheinungsbild des Zwillingshauses täuscht beinahe über dessen unmittelbare Lage an einer am Grundstück vorbei führenden Gleisstrecke, ehemals als Verbindungsbahn Wahren-Schönefeld bezeichnet. Sanierungsanliegen erhielten im Juni 2005 die denkmalschutzrechtliche Zustimmung. Als sogenanntes Eisenbahnerwohnhaus besitzt das Gebäude einen baugeschichtlichen und ortsentwicklungsgeschichtlichen Wert. LfD/2018 | 09260374 |
| Direkt Bild zu diesem Denkmal hochladen | Einzeldenkmal o. g. Sachgesamtheit: 14 Reihenhäuser einer Wohnsiedlung (siehe auch Sachgesamtheitsdokument - Obj. 09305933, Gontardweg 52-135) | Erkerhof 1; 2; 3; 4; 5; 6; 7; 8; 9; 10; 11; 12; 13; 14 (Karte) | 1919-1924 (Reihenhaus) | Architekturzeugnis von europäischer Bedeutung für die Entwicklung des Wohnungsbaus in den 1920er Jahren, Seltenheitswert, Architekt: Stadtbaurat Carl James Bühring, künstlerisch, sozialhistorisch und baugeschichtlich von Bedeutung | 09260435 |
| Direkt Bild zu diesem Denkmal hochladen | Mehrfamilienhäuser einer Wohnanlage, mit umgebenden Grünflächen | Essener Straße 41; 41a; 41b (Karte) | 1930 (Mehrfamilienwohnhaus) | Bestandteil der Wohnanlage Rosenowstraße 31-57, Putzfassade, baugeschichtlich von Bedeutung | 09302136 |
| Direkt Bild zu diesem Denkmal hochladen | Mehrfamilienhäuser einer Wohnanlage, mit Vorgarten | Essener Straße 43; 45 (Karte) | 1921 (Mehrfamilienwohnhaus) | Putzfassade, siehe auch Rosenowstraße 30, baugeschichtlich von Bedeutung | 09260380 |
| Direkt Bild zu diesem Denkmal hochladen | Wohnhaus in offener Bebauung mit Vorgarten | Essener Straße 74 (Karte) | um 1890 (Wohnhaus) | Putzfassade, baugeschichtlich von Bedeutung | 09260387 |
| Direkt Bild zu diesem Denkmal hochladen | Nebengebäude eines Villengrundstücks, mit Einfriedung, Villengarten und Wasserbecken | Essener Straße 76a (Karte) | 1913-1916 (Gartenhaus) | ehemaliges Gartenhaus, Bestandteil des Villengrundstücks Wilhelm-Busch-Straße 31, baugeschichtlich von Bedeutung | 09302295 |
|                                         | Mehrfamilienhäuser einer Wohnanlage, mit straßenseitiger Freiraumgestaltung einschließlich Baumreihe und Säulenpappeln zur Markierung der Zufahrtsstraßen, weiterhin Pforten (Einfriedung), Wegepflasterung und Pergola (an der Friedrichshafner Straße) | Essener Straße 77; 79; 81; 83; 85; 87; 89; 91; 93; 95; 97; 99; 101; 103; 105; 107; 109; 111; 113 (Karte) | 1954 (Mehrfamilienwohnhaus) | siehe auch Friedrichshafner Straße 104-126, baugeschichtlich und stadtgeschichtlich von Interesse als Typ W 5372 im Wohnungsbau-Zusatzprogramm 1953 | 09260370 |
| Direkt Bild zu diesem Denkmal hochladen | Ehemalige Remise eines Villengrundstücks sowie Vorgarten, Einfriedung, Hofpflaster und Hintergebäude mit Resten des ehemaligen Gewächshauses und Teilen eines umgebauten Stall- und Schuppengebäudes | Essener Straße 98; 98a (Karte) | 1898-1900 (Hinterhaus), 1898-1900 (Remise/Gewächshaus)                                                                            | Teil des Villengrundstücks Leopold Stentzler, Gebäude mit Putzfassade, vergleiche auch Essener Straße 100 (Hauptgebäude mit Villencharakter) und ehemals Bochumer Straße 6 und 8, baugeschichtlich von Bedeutung | 09260398 |
| Direkt Bild zu diesem Denkmal hochladen | Villa mit Einfriedung | Essener Straße 100 (Karte) | 1898-1900 (Villa), 1900 (Einfriedung)                                                                                             | Putzfassade, zum Anwesen gehörten ursprünglich auch Bochumer Straße 6 und Essener Straße 98 nebst Flurstück 115i der Gemarkung Mockau, Garten und Grotte abgebrochen, baugeschichtlich von Bedeutung | 09260397 |
| Weitere Bilder                          | Mehrfamilienhaus einer Wohnanlage | Friedrichshafner Straße 69 (Karte) | 1926-1927 (Mehrfamilienwohnhaus)                                                                                                  | mit Durchgang, rote Putzfassade, im traditionalistischen Stil der 1920er Jahre, siehe auch Mockauer Straße 32-76, Gontardweg 137, Friedrichshafner Straße 70, baugeschichtlich von Bedeutung | 09260916 |
|                                         | Mehrfamilienhaus einer Wohnanlage, mit Vorgarten | Friedrichshafner Straße 70 (Karte) | 1926-1927 (Mehrfamilienwohnhaus)                                                                                                  | mit Durchgang, rote Putzfassade, im traditionalistischen Stil der 1920er Jahre, siehe auch Mockauer Straße 32-76, Gontardweg 137, Friedrichshafner Straße 69, baugeschichtlich von Bedeutung | 09260531 |
| Direkt Bild zu diesem Denkmal hochladen | Doppelwohnhaus in offener Bebauung, mit Vorgarten und Einfriedung | Friedrichshafner Straße 78a; 78b (Karte) | 1920/1925 (Doppelmietshaus) | zeittypische Putzfassade, mit Zwerchhaus im Walmdach, baugeschichtlich von Bedeutung | 09260594 |
| Direkt Bild zu diesem Denkmal hochladen | Vier Doppelmietshäuser einer Wohnanlage, mit Pergolen, Vorgärten und Hofgestaltung | Friedrichshafner Straße 97; 99; 101; 103; 105; 107; 109; 111 (Karte) | 1936 (Doppelwohnhaus) | zeittypische Putzfassaden, Klinkersockel, Klinkerportale, baugeschichtlich von Bedeutung | 09260593 |
| Direkt Bild zu diesem Denkmal hochladen | Mehrfamilienhäuser einer Wohnanlage, mit Freiraumgestaltung sowie Pergolen und Wegepflasterung | Friedrichshafner Straße 104; 106; 108; 110 (Karte) | 1954-1955 (Mehrfamilienwohnhaus)                                                                                                  | siehe auch Essener Straße 77-113 und Friedrichshafner Straße 112-126, baugeschichtlich und stadtgeschichtlich von Interesse als Typ W 5372 im Wohnungsbau-Zusatzprogramm 1953 | 09260371 |
| Direkt Bild zu diesem Denkmal hochladen | Mehrfamilienhäuser einer Wohnanlage, mit Freiraumgestaltung einschließlich Zugangswege mit Wegepflasterung und Pergolen | Friedrichshafner Straße 112; 114; 116; 118; 120; 122 (Karte) | um 1955 (Mehrfamilienwohnhaus) | siehe auch Essener Straße 77-113 und Friedrichshafner Straße 104-126, baugeschichtlich und stadtgeschichtlich von Interesse als Typ W 5372 im Wohnungsbau-Zusatzprogramm 1953 | 09260695 |
| Direkt Bild zu diesem Denkmal hochladen | Mehrfamilienhaus einer Wohnanlage, mit Terrassenanlage, Freiraumgestaltung, Pergola, drei Lampen, Treppenaufgang sowie Pflasterung des Hofes und des Zufahrtsweges | Friedrichshafner Straße 124; 126 (Karte) | 1954-1955 (Doppelwohnhaus) | siehe auch Essener Straße 77-113 und Friedrichshafner Straße 104-122, Putzfassade, mit Läden, baugeschichtlich und stadtgeschichtlich von Interesse als Typ W 5372 im Wohnungsbau-Zusatzprogramm 1953 | 09260372 |
|                                         | Villa mit Wirtschaftsgebäude mit Garage und Einfriedung, auch seitliche Grundstücksmauer | Friedrichshafner Straße 135 (Karte) | 1919-1924 (Villa), 1923-1925 (Garage)                                                                                             | Putzfassade, baugeschichtlich von Bedeutung Erste Pläne legte Mitte Dezember 1919 Architekt Leopold Stentzler vor, zugleich als Bauherr auftretend. Statt eines hier gedachten dreigeschossigen Dreifamilienwohnhauses als Doppelhaushälfte wurden der Bauantrag vier Monate später zurückgezogen und Ende 1923 ein neues Gesuch für ein Landhaus eingereicht. Aktiv und vermutlich federführend beteiligt war der im Büro Stentzler tätigte Baumeister und Architekt Busse. Nach gut knapp zwölf Monaten erfolgte die Schlussprüfung des Hauptgebäudes, im Sommer 1925 jene für ein rückwärtiges Wirtschaftsgebäude. Bauherr war der Rechtsanwalt und Regierungsrat a. D. Dr. Hans von Drygalski, die Grundstücksbesitzerin Eva Magdalena ehelichte von Drygalski geborene Stentzler, der Ausführende Herr Albert Kirchner. Die Baubeschreibung verweist auf schlichte Gestaltung: einen roten Rohbausockel, gelblichen Putzbau, abschließendes rotes Ziegeldach" Auch das Innere soll in einfacher Art, der schweren Zeit entsprechend, ausgeführt werden". Zwei Bäume prägen den Vorgarten, die Pflasterung der Zufahrt und die Einfriedungsmauer die rechte, nördliche Grundstücksseite, an der zudem der Vorbau des Hauseingangs steht. Unglückliche Fassadenfarbe und schlecht proportionierte Fenster beeinträchtigen das Erscheinungsbild nach der Sanierung, Details im Inneren sind erhalten. Das Gebäude repräsentiert eine seltene Baugruppe, den Privatwohnungsbau in der Dekade nach dem Ende des 1. Weltkrieges und besitzt daher einen baugeschichtlichen Wert. LfD/2018 | 09260386 |
| Weitere Bilder                          | Sachgesamtheit Weidenhofsiedlung, mit folgenden Einzeldenkmalen: 50 Reihenhäuser Beuthstraße Nr. 21-123 (Einzeldenkmaldokument - Obj. 09260432), 6 Reihenhäuser Am Tor 1, 2, 3, 4, 5, 6 (Einzeldenkmaldokument - Obj. 09260433), 69 Reihenhäuser Gontardweg 52-135 (Einzeldenkmaldokument - Obj. 09260437), 6 Reihenhäuser Zu den Gärten 1, 2, 3, 4, 5, 6 (Einzeldenkmaldokument - Obj. 09260438), 6 Reihenhäuser Zu den Wiesen 2, 4, 6, 8, 10, 12 (Einzeldenkmaldokument - Obj. 09260439), 14 Reihenhäuser Erkerhof 1-14 (Einzeldenkmaldokument - Obj. 09260435), 41 Reihenhäuser Pappelhof 1-48 (Einzeldenkmaldokument - Obj. 09260436), 52 Reihenhäuser Weidenhof 1-52 (Einzeldenkmaldokument - Obj. 09260434) sowie Gärten und Platzgestaltungen weiterhin mit folgenden Sachgesamtheitsteilen: die Grundflächen der abgebrochenen Reihenhäuser Beuthstraße 69, 71, Gontardweg 56, 58, 60, 62, 65, 85, 87, 89, 91 und Pappelhof 11, 12, 13, 14, 15, 16, 17 | Gontardweg 52; 53; 54; 55; 56; 57; 58; 59; 60; 61; 62; 63; 64; 65; 66; 67; 68; 69; 70; 71; 72; 73; 74; 75; 76; 77; 78; 79; 80; 81; 82; 83; 84; 85; 86; 87; 88; 89; 90; 91; 92; 93; 94; 95; 96; 97; 98; 99; 100; 101; 102; 103; 104; 105; 106; 107; 108; 109; 110; 111; 112; 113; 114; 115; 116; 117; 118; 119; 120; 121; 122; 123; 125; 127; 129; 131; 133; 135 (Karte) | 1919-1924 (Siedlung) | Architekturzeugnis von europäischer Bedeutung für die Entwicklung des Wohnungsbaus in den 1920er Jahren, Seltenheitswert, Freiflächengestaltung mit markanten Baumpflanzungen, Architekt: Stadtbaurat Carl James Bühring, künstlerisch, sozialhistorisch und baugeschichtlich von Bedeutung | 09305933 |
|                                         | Einzeldenkmal o. g. Sachgesamtheit: 69 Reihenhäuser einer Wohnsiedlung (siehe auch Sachgesamtheitsdokument - Obj. 09305933, Gontardweg 52-135) | Gontardweg 52; 53; 54; 55; 57; 59; 61; 63; 64; 66; 67; 68; 69; 70; 71; 72; 73; 74; 75; 76; 77; 78; 79; 80; 81; 82; 83; 84; 86; 88; 90; 92; 93; 94; 95; 96; 97; 98; 99; 100; 101; 102; 103; 104; 105; 106; 107; 108; 109; 110; 111; 112; 113; 114; 115; 116; 117; 118; 119; 120; 121; 122; 123; 125; 127; 129; 131; 133; 135 (Karte)                                     | 1919-1924 (Reihenhaus) | Architekturzeugnis von europäischer Bedeutung für die Entwicklung des Wohnungsbaus in den 1920er Jahren, Seltenheitswert, Architekt: Stadtbaurat Carl James Bühring, künstlerisch, sozialhistorisch und baugeschichtlich von Bedeutung | 09260437 |
| Direkt Bild zu diesem Denkmal hochladen | Mehrfamilienhaus einer Wohnanlage, mit Vorgarten, seitlicher Einfriedung und Hoffläche | Gontardweg 137 (Karte) | 1926-1927 (Mehrfamilienwohnhaus)                                                                                                  | rote Putzfassade, im traditionalistischen Stil der 1920er Jahre, siehe auch Mockauer Straße 32-76 und Friedrichshafner Straße 69 und 70, baugeschichtlich von Bedeutung | 09260530 |
| Weitere Bilder                          | Empfangsgebäude mit Tower-Erweiterung und Hotel mit Saalanbau, Terrasse des Mockauer Flughafens in jeweils offener Bebauung sowie Einfriedung | Graf-Zeppelin-Ring 10; 12 (Karte) | 1928 (Flughafengebäude), 1928-1929 (Tower), 1912-1913 (Hotel)                                                                     | Putzfassade, erstes Flughafenhotel (1913) in Deutschland, Seltenheitswert, Zeugnis der Entwicklung des Flugverkehrs in Deutschland, architekturhistorische sowie künstlerische und geschichtliche Bedeutung | 09260917 |
| Weitere Bilder                          | Mietshaus in halboffener Bebauung in Ecklage | Grunertstraße 1 (Karte) | 1899-1901 (Mietshaus) | mit Eckladen, Klinkerfassade, baugeschichtlich von Bedeutung | 09260675 |
| Direkt Bild zu diesem Denkmal hochladen | Mietshaus in geschlossener Bebauung | Grunertstraße 2 (Karte) | 1896-1897 (Mietshaus) | historisierende Putzfassade, baugeschichtlich von Bedeutung | 09260698 |
| Weitere Bilder                          | Mietshaus in geschlossener Bebauung in Ecklage | Grunertstraße 4 (Karte) | 1902 (Mietshaus) | mit Laden, Putzfassade, Eckbau als Zeugnis der Ortserweiterung, baugeschichtlich bedeutsam Als Eckhaus zur damaligen Kreuzstraße (heute Schneiderstraße) entstand der Viergeschosser im Jahr 1902 für den Bauunternehmer Friedrich Pflugbeil unter Hinzuziehung des Architekten Ernst Loewe. Das Grundstück gehörte zum Baublock B des Grunertschen Bebauungsplanes, drei Wohnungen kamen in jeder Etage zur Einrichtung. Die Putzfassade besitzt Nutungen im Parterre und interessante Verdachungen in den beiden mittleren Etagen, Eselsrücken in der Beletage und zeltdachartig geschwungen im zweiten Obergeschoss (die Stuckornamentik der Füllflächen ist leider verloren). Dreiachsig tritt ein Mittelrisalit an der verbrochenen Ecke vor, an den seitlichen Fassadenenden stehen jeweils zwei Fensterachsen ebenfalls leicht vor. Für das Dach war Falzziegeldeckung vorgesehen sowie auf den Plänen gut sichtbare Zwerchgiebel als oberer Abschluss und Bekrönung der Risalite. Sanierung vor 2009, dabei Einbau von einflügligen Fenstern mit Oberlicht und sehr breitem Kämpfer. Einhergehend wohl auch der Einbau der peinlich billig wirkenden neuen Hauseingangstür. Als Eckbau wirkungsvolles Zeugnis der Ortserweiterung mit baugeschichtlichem Wert. LfD/2015 | 09260699 |
|                                         | Mietshaus in heute offener Bebauung | Grunertstraße 5 (Karte) | 1901-1902 (Mietshaus) | Klinkerfassade, Eckgebäude an einem Straßenknick, baugeschichtlicher und ortsteilentwicklungsgeschichtlicher Wert Am 21. November 1901 erteilte die Königliche Amtshauptmannschaft die Zustimmung zur Erbauung eines Doppelwohnhauses (mit Nummer 3), vier Wochen später als Nachtrag jene für ein Wasch- und Gerätegebäude an der rückwärtigen Grundstücksgrenze (im Januar 2018 nur noch in sehr ruinösem Zustand vorhanden). Unterzeichnet hatten die Bauunternehmer Reinhold und Hermann Beyer. In der mittleren Jahreshälfte 1958 Beantragung eines Giebelabputzes für Nummer 5, "da das Grundstück Grunertstraße 3 durch Bombentreffer total zerstört und bereits enttrümmert wurde". Für das längere Zeit leer stehende Gebäude sind 2002 Maßnahmen gegen herunterfallende Fassadenteile etc. aktenkundig. Recht ungewöhnlich ist die Grundstückssituation des Hauses in einer Ecksituation, das zwischen Sichtklinkersockel und klinkerverblendeten Obergeschossen ein verputztes Erdgeschoss besitzt. Rahmungen der Fenster bestehen weitgehend aus Betongussstein, ebenso die Gesimse. Im Januar 2018 noch unsaniert, zu den erhaltenen originalen Ausstattungsdetails gehören beinahe alle Fenster, das Treppenhaus und einige Türen. Der Hauszugang erfolgt über den Hof. Festzuhalten sind ein baugeschichtlicher und ein ortsteilentwicklungsgeschichtlicher Wert. LfD/2017, 2018 | 09260676 |
|                                         | Mietshaus in halboffener Bebauung (bauliche Einheit mit Nr. 9) | Grunertstraße 7 (Karte) | 1903 (Mietshaus) | Klinkerfassade, baugeschichtlich von Bedeutung, Dokument der planmäßigen Ortserweiterung Der in Lindenau ansässige Baumeister Curt Stengel finanzierte 1903 den zweispännigen Mietshausneubau auf dem knapp 360 Quadratmeter großen Grundstück und führte die Arbeiten auch selbst aus. Zusätzlich entstand ein Waschhaus, Pläne aus dem Jahr 1906 für ein von Tischlermeister Georg Flemming gewünschtes Speichergebäude zur Aufbewahrung fertiger Möbel gelangten nicht zur Umsetzung. Über dem heute leider verputzten Klinkersockel steht die Schaufassade verputzt im Erdgeschoss (ehemals mit Nutung) und klinkerverblendet in den darüber liegenden Stockwerken, die blassen und fleckigen Klinkerflächen zeigen eine ganz und gar unsachgemäße Reinigung durch chemische Behandlung und die quasi irreparable Schädigung der Steine. Betonsteinelemente fassen insbesondere die Fenster, hinter der außerordentlich unpassenden neuen Hauseingangstür sind zahlreiche Details der bauzeitlichen Ausstattung erhalten. Erwähnenswert ist, dass alle vier Wohngeschosse die gleiche Raumhöhe besitzen. Das in halboffener Bebauung errichtete Haus ist saniert und bildet in den Obergeschossen optisch ein Zwillingshaus mit Nummer 9. Als Doppelhaus in offener Bebauung prägt das Gebäude Grunertstraße 7/9 den Straßenraum erheblich, besitzt einen baugeschichtlichen Wert als Zeugnis der Mockauer Ortserweiterung. LfD/2017, 2018 | 09260677 |
|                                         | Mietshaus in halboffener Bebauung (bauliche Einheit mit Nr. 7) | Grunertstraße 9 (Karte) | 1903-1904 (Mietshaus) | Klinkerfassade, baugeschichtlich bedeutsam als Zeugnis der Ortserweiterung Baumeister Curt Stengel aus Leipzig-Lindenau führte den Mietshausbau zwischen August 1904 und März des Folgejahres im Eigenauftrag aus. Hinter der durch gelbe Klinkerblender verkleideten Fassade kamen jeweils zwei Wohnungen mit zwei Stuben, Kammer, Küche sowie Toiletten auf dem Absatz im Treppenhaus zur Einrichtung. Der Glasermeister und Inhaber einer Fenster- und Türenfabrik Georg Noack ließ 1923-1925 als Grundstücksbesitzer eine Dachwohnung einbauen, verantwortlich dafür waren Curt Stengel sowie Baumeister Walter Möller als vorlegender Architekt. Bereits vor dem Ersten Weltkrieg kam ein Laden zum Einbau, der 1925 nachträglich eine Genehmigung erfuhr. Genannt wird in dieser Zeit eine Schuhmacherwerkstatt. In der zweiten Hälfte sollten die Hinterfront abgeputzt und eine Dachneueindeckung erfolgen, was wohl nicht umgesetzt werden konnte. Das Waschhaus hingegen stammt als Neubau aus den Jahren 1962/1963. Für das Erdgeschoss des Wohnhauses war Verputz mit Gliederungen vorgesehen, in den Obergeschossen fassen Kunststeinformteile die Fenster. Eine gleiche Fassadengestaltung zeigt das Haus Grunertstraße 7. Noch Anfang 2015 ist das Haus unsaniert und weist größere Schäden im Inneren auf, in der zweiten Jahreshälfte 2015 liefen Instandsetzungs- und Sanierungsmaßnahmen. Mit dem Gebäude aus der Zeit des Jugendstils, das einen baugeschichtlichen Wert besitzt, wird die rasante Ortsausdehnung von Mockau in Richtung der Großstadt Leipzig dokumentiert. LfD/2015 | 09260678 |
|                                         | Mietshaus in geschlossener Bebauung in Ecklage, mit Vorgarten an der Berthastraße | Grunertstraße 10 (Karte) | 1902-1903 (Mietshaus) | ehemals mit Eckladen, Klinkerfassade, baugeschichtlich bedeutsamer Eckbau in exponierter Quartierslage Das Grundstück im Winkel zur Berthastraße wurde 1902/1903 mit einem vierstöckigen Wohngebäude errichtet, mit verbrochener Ecke und ehemals Restauration im Erdgeschoss. Bauunternehmer Adolf Karl Funke aus Stünz übernahm die Pflichten des Bauherren und die Ausführung, der Architekt O. Sachse das Anfertigen der Pläne. Neben der Gastwirtschaft waren auch im Parterre Wohnungen eingerichtet - in den oberen Etagen jeweils drei Mietparteien konzipiert. Zur Jahresmitte 1903 erging die Genehmigung für ein separates Wasch- und Wurstküchengebäude im Hof. Aufgrund immer wieder geänderter Nutzungsanforderungen erfolgte ein mehrfacher Umbau des Erdgeschosses: 1904 Wohnnutzung für drei Mietparteien, 1906 eine Wirtswohnung mit Gaststätte und Laden, 1910/1911 Erweiterung der Gastwirtschaft um ein Vereinszimmer. Weitere Umbauten der Gaststätte wurden 1921, 1923, 1928 und 1969 beantragt, im Jahr 1974 der Erläuterungsbericht zum Umbau der "Grunertburg" zum Veteranenklub Nordost der Volkssolidarität sowie 2015 Pläne zur Umnutzung in Wohnraum. Über dem verputzten Erdgeschoss (ehemals strukturiert) prägen mit gelben Klinkerblendern versehene Fassaden das Gebäude. Eckquaderungen und Formteile aus Kunststein über und teilweise auch unter den Fenstern schmücken in Formen des Jugendstils. Die einfache Hauseingangstür lässt kaum auf eine teilweise erhaltene, gediegene Jugendstilausstattung des Hauses hoffen. Das Gebäude besitzt einen baugeschichtlichen und ortsentwicklungsgeschichtlichen Wert. LfD/2018 | 09260680 |
|                                         | Mietshaus in halboffener Bebauung in Ecklage, mit Vorgarten an der Berthastraße | Grunertstraße 11 (Karte) | 1903-1905 (Mietshaus) | Klinkerfassade, markantes Eckgebäude mit baugeschichtlichem Wert In halboffener Bauweise entstand mit verbrochener Ecke zur Berthastraße zwischen Juli 1903 und August 1905 das viergeschossige Mietshaus, ehemals mit Eckladen. Grund für den langen Bauverlauf war der Tod des Bau- und Maurermeisters Karl Otto Holze, der zunächst Finanzierung, Ausführung und Bauleitung in einer Person vereint hatte. Etwa zehn Monate ruhte die Baustelle, bevor Glasermeister Karl Franz Georg Noack das Grundstück übernahm. 1921 beantragte der neue Eigentümer, Gastwirt und Droschkenbesitzer Karl Friedrich Moritz Werner, ein Stallgebäude für vier Pferde nebst Stroh- und Heuboden im Hof (ab 1936 Garagen). 1939 waren Fassadenarbeiten geplant, von 1956 bis 1958 fand der Umbau des Ladens zu Wohnraum statt. Zwischen rotem Klinkersockel und gelb verblendeten Obergeschossen ist der Erdgeschossbereich der Straßenfassaden verputzt. Kunststeinformteile fanden als Fensterstürze und teilweise auch -rahmungen sowie durchlaufende Gesimse Verwendung, Schmuckdekor fehlt (heute). In einer jeden Etage konnten drei Wohnungen gemietet werden, das Waschhaus befand sich als Anbau hofseitig. Die zeittypische Ausstattung ist weitgehend erhalten, unter anderem die qualitätvolle zweiflüglige Hauseingangstür mit Oberlicht, 2009 war das Haus saniert. Das Eckhaus setzt einen städtebaulichen Akzent, es besitzt einen baugeschichtlichen Wert. LfD/2018 | 09260679 |
| Direkt Bild zu diesem Denkmal hochladen | Mietshaus in halboffener Bebauung | Hilligerstraße 2 (Karte) | 1902-1903, bezeichnet 1903 (Mietshaus)                                                                                            | mit Laden und Gaststätte, Klinker-Putz-Fassade, bleiverglaste Treppenhausfenster, baugeschichtlich von Bedeutung Johann Gottlob Kläbe ließ 1864 ein Wohnhaus unter Beteiligung des Zimmermeisters Ernst Kunth auf dem recht tiefen Grundstück in der Kurzen Gasse erbauen. 1898 fügte Materialwarenhändler Bruno Kluge ein Hofgebäude nach Entwurf von Architekt Gustav Bobach hinzu. In der Jahresmitte 1902 erfolgte die Antragseinreichung für eine Neubebauung des Grundstücks, wobei nun die vorgerückte Baufluchtlinie Berücksichtigung fand. Materialwarenhändler Kluge verpflichtete den Architekten Gustav Emil Reiche für die Ausführung, jener dürfte auch hinsichtlich der Entwurfszeichnungen verantwortlich zeichnen. Zunächst war ein Ladeneinbau vorgesehen, später die Einrichtung einer Gaststätte. In den oberen Etagen gelangten jeweils zwei verschieden große Wohnungen zum Bezug, mit drei Räumen, Küche und zentral liegendem Korridor. Umbauten im Parterre erfolgten 1909, 1912 und 1938, ein wenig einfühlsamer Dachausbau in der Zeit der Wohnungsnot 1929/1930. Ein schmales Haus, aber prachtvoll in der Dekoration der straßenseitigen Schaufront mit stilsicherem Griff in das Formenrepertoire des Jugendstils. Über solidem Betonsteinsockel zeigt die Fassade Verputz, in den oberen Geschossen Klinkerblender mit Kunststeinformsteinen und Dekor. Einfach verputzt ist der Giebel zur schmalen Hilligerstraße, Originalverputz mit Ritzung um die Fenster zeigt die Hoffront. Weitgehend überkommen ist die Jugendstilausstattung des Mietshauses an der Ecke zur Kieler Straße (ehemals auch Kieler Straße 27), zudem haben sich an der Fassade zwei unterschiedliche Halterungen für die Oberleitung der Straßenbahn erhalten. Haus und Grundstück sind Zeugnis der umgreifenden Veränderungen im Dorf Mockau um 1900 und besitzen somit einen baugeschichtlichen und ortsentwicklungsgeschichtlichen Wert. LfD/2017, 2018 | 09260625 |
| Direkt Bild zu diesem Denkmal hochladen | Mietshaus in ehemals geschlossener Bebauung | Kieler Straße 4 (Karte) | um 1890 (Mietshaus) | mit Tordurchfahrt, Putzfassade, baugeschichtlich von Bedeutung | 09260624 |
|                                         | Herrenhaus, Toreinfahrt, Kastanienallee mit Pflasterung und Park eines Rittergutes sowie Gutsverwalterhaus und zweite Toreinfahrt | Kieler Straße 9; 11; 13; 15 (Karte) | nach 1863 (Herrenhaus), um 1850 (Gutsverwalterhaus)                                                                               | gartenkünstlerisch und baugeschichtlich von Bedeutung | 09260634 |
| Weitere Bilder                          | Kirche und Kirchhof Mockau | Kieler Straße (bei 13) (Karte) | 16. Jh. | Kirche mit Ausstattung, Kirchhof mit Grabsteinen, Einfriedung und zwei Kirchhofstoren; baugeschichtlich von Bedeutung | 09260633 |
| Weitere Bilder                          | Stephanuskirche Mockau | Kieler Straße (bei 13) (Karte) | 12. Jh., später überformt (Kirche), 1787 (Empore), 15. und 16. Jh. (Glocke), Ende 15. Jh. (kleine Glocke), 1576 (mittlere Glocke) | Kirche mit Ausstattung; im Kern romanische Saalkirche mit Westturm, baugeschichtlich von Bedeutung | 09260633 |
|                                         | Doppelmietshaus in geschlossener Bebauung | Kieler Straße 16; 18 (Karte) | 1903 (Mietshaus) | mit Läden, Putzfassade, baugeschichtlich von Bedeutung Der Name Gustav Emil Reiche steht für Finanzierung, Ausführung, Bauleitung und darf mit Sicherheit auch für die Entwürfe in Anspruch genommen werden. Vom April 1903 datieren die Pläne für ein Wohnhaus an der Hauptstraße (heute Kieler Straße 16) mit nur einer Wohnung in den oberen Etagen - mit Hausflur, Contor, Geschäftslokal und Lagerräumen im Erdgeschoss. Im Juni 1903 wurde der Abbruch der alten Baulichkeiten auf dem Grundstück genehmigt, eine Wohnhausbebauung in geschlossener Reihe wegen des fehlenden Ortsgesetzes jedoch verwehrt, obwohl der Gemeinderat die Absicht hegte, an der Hauptstraße viergeschossige Häuserzeilen zuzulassen. Dennoch begann Reiche im Juli ohne Genehmigung mit den Ausschachtungs- und Gründungsarbeiten, erhielt im August die beantragte Ausnahmegenehmigung für vierstöckige Bauweise. Zum 14. April 1904 wurde die Ingebrauchnahme gestattet, zeitgleich war ein Hofgebäude mit Waschhaus zur Ausführung gekommen. Im Jahr 1923 war erstmals beabsichtigt, das im Hintergebäude eingerichtete photographische Atelier in Wohnraum umzunutzen (Umsetzung des Vorhabens erst 1932/1933). Ebenfalls 1923 gelangten Pläne für eine Dachwohnung zur Vorlage (nicht ausgeführt), 1943 für einen von Lebensmittelhändler und Kaufmann Georg Blumenberg als notwendig erachteten Schuppen im Hof (nicht genehmigt). Vorgesehen waren 1957 ein Neuverputz der Hoffront und Abbruch der Balkone sowie 1969 der Umbau von Parterre und 1. Obergeschoss, um zusätzliche Räume für die Erweiterung der Ambulanz Kieler Straße 18, als Zweigstelle der Poliklinik Schönefeld, zu erlangen. Für das Zwillingshaus Nummer 18 erhielt Reiche die Baugenehmigung im November 1903, im März 1904 war es bezugsfertig, besaß 1930 ein schadhaftes Dach und 1960 wurde im Erdgeschoss unter Federführung der Stadtbezirksbauleitung eine Kinderambulanz eingerichtet. Über Granitschwelle und Sockel mit Rustikaquaderung aus Sandsteinwerkstein stehen drei glatt verputzte, durch Polygonalerker akzentuierte Geschosse mit reichem Dekor und seitlichen Balkonloggien. Reicher vegetabilischer und figürlicher Jugendstilstuck gibt dem Doppelhaus Nummer 16/18 ein herrschaftliches Gepräge, was sich im Inneren mit einer reichen Ausstattung fortsetzt, unter anderem Stuckreliefs und farbige Fußbodenfliesen im Eingangsbereich. Das Doppelmietshaus besitzt einen baugeschichtlichen Wert, da es den Übergang zur viergeschossigen Bauweise an der ehemaligen Mockauer Hauptstraße dokumentiert und zudem eine großartige Jugendstilfassade besitzt, die Lage gegenüber der Mockauer Kirche ist von ortsbildgestaltendem Wert. LfD/2018                                                          | 09260631 |
| Direkt Bild zu diesem Denkmal hochladen | Mietshaus in halboffener Bebauung | Kieler Straße 19 (Karte) | um 1895 (Mietshaus) | mit Tordurchfahrt, baugeschichtlich von Bedeutung | 09260653 |
| Direkt Bild zu diesem Denkmal hochladen | Mietshaus in geschlossener Bebauung | Kieler Straße 21 (Karte) | 1910-1911 (Mietshaus) | mit Laden, Putzfassade, baugeschichtlich von Bedeutung | 09260654 |
| Direkt Bild zu diesem Denkmal hochladen | Mietshaus in geschlossener Bebauung | Kieler Straße 22 (Karte) | 1931 (Mietshaus) | Klinkerfassade, baugeschichtlich von Bedeutung Am 23. März 1921 übernahm Gutsbesitzer Heinrich Bode das Grundstück aus Händen des Fräulein Auguste H. Andrae und beabsichtigte den Abbruch der Wirtschaftsbauten Stall und Scheune. Doch noch 1925 stehen "alte baufällige Gebäude des ehemaligen Gutsgehöftes". Zwischenzeitlich hatte Nachbar Max Albin Schönigen das Grundstück genutzt für die Geschäfte seines Versandhandels. Bode beauftragte zum Jahresende 1927 den Baumeister und Architekten Johannes Ulbrich mit der Anfertigung eines Vorentwurf für einen Wohnhausneubau. Erst im März 1931 begannen Abbrucharbeiten auf dem Grundstück, wobei auch das alte Wohnhaus mit seinen Lehmmauern beseitigt wurde. Ulbrich legte überarbeitete Pläne vor, Franz Zimmermann steuerte statische Berechnungen bei und Maurermeister Otto Gruner übernahm die Umsetzung der Entwürfe, zum 6. Oktober 1931 erfolgte die Schlussbauprüfung. Fenster und die Haustür aus Kunststoff kamen wohl im Jahr 2000 zum Einbau und wirken außerordentlich störend. Sowohl die straßenseitige als auch die Hoffassade wirken sehr streng in ihrem Aufbau und besitzen wegen der durchgezogenen Sohlbänke und Fensterstürze eine prägende Horizontalbetonung. Durch die Verwendung unterschiedlich farbiger Klinkersteine kommt dies noch stärker zum Tragen. Die Straßenfront ist axialsymmetrisch konzipiert und besitzt im Gegensatz zum Erstentwurf 1927 nun keinerlei schmückenden Dekor, keine Ladeneinbauten und keinen hervorgehobenen Treppenhausrisalit mehr. Baugeschichtlich bedeutsamer Mietshausbau in unmittelbarer Nähe zur Mockauer Kirche und dem Mockauer Herrenhaus, in seiner Gestaltung ein seltenes Architektur-Zeugnis um 1930. LfD/2014 | 09260630 |
| Direkt Bild zu diesem Denkmal hochladen | Mietshaus in geschlossener Bebauung und Gartenhaus | Kieler Straße 23 (Karte) | bezeichnet 1911 (Mietshaus) | Putzfassade, baugeschichtlich von Bedeutung | 09260655 |
| Direkt Bild zu diesem Denkmal hochladen | Mietshaus in geschlossener Bebauung | Kieler Straße 23a (Karte) | 1911-1912, bezeichnet 1912 (Mietshaus)                                                                                            | Putzfassade, Schablonenmalerei im Treppenhaus, baugeschichtlich von Bedeutung | 09260656 |
| Direkt Bild zu diesem Denkmal hochladen | Mietshaus in geschlossener Bebauung | Kieler Straße 26 (Karte) | um 1890 (Mietshaus) | mit Tordurchfahrt und Laden, Klinker-Putz-Fassade, Jugendstildeckenmalerei in der Tordurchfahrt, Treppenhausfenster mit Resten geätzter Verglasung, baugeschichtlich von Bedeutung | 09260628 |
| Direkt Bild zu diesem Denkmal hochladen | Mietshaus in geschlossener Bebauung | Kieler Straße 28 (Karte) | um 1890 (Mietshaus) | mit Tordurchfahrt, Klinker-Putz-Fassade, baugeschichtlich von Bedeutung | 09260627 |
| Direkt Bild zu diesem Denkmal hochladen | Wohnhaus, Seitengebäude und Scheune eines Bauernhofes, mit Einfriedung und Hofpflasterung | Kieler Straße 29 (Karte) | um 1870 (Bauernhaus), um 1800 (Seitengebäude)                                                                                     | Wohnhaus stattlicher historisierender Putzbau mit Freitreppe aus Sandstein, Lehmscheune, letzter erhaltener Bauernhof in alter Dorflage Mockau, ortsentwicklungsgeschichtlich und baugeschichtlich von Bedeutung | 09260538 |
| Direkt Bild zu diesem Denkmal hochladen | Mietshaus in halboffener Bebauung | Kieler Straße 32 (Karte) | 1896 (Mietshaus) | mit Laden, Putzfassade, baugeschichtlich von Bedeutung | 09260626 |
| Direkt Bild zu diesem Denkmal hochladen | Mietshaus in geschlossener Bebauung | Kieler Straße 34 (Karte) | um 1890 (Mietshaus) | mit Tordurchfahrt und Laden, Putzfassade, baugeschichtlich von Bedeutung | 09260623 |
| Direkt Bild zu diesem Denkmal hochladen | Mietshaus in ehemals geschlossener Bebauung und ehemals auch Hofgebäude | Kieler Straße 36 (Karte) | 1889 (Mietshaus) | mit Hausdurchgang, Putzfassade, baugeschichtlich von Bedeutung Der beabsichtigte Neubau eines Wohnhauses 1889 bedingte den Abbruch landwirtschaftlicher Gebäude, Herr Reichardt unterschrieb als Zeichner für das Vorhaben des Handarbeiters Carl Gustav Schulze. Lediglich vier Monate dauerte die Ausführung. Im Jahresübergang 1906/1907 erfolgte eine Überbauung der rechtsseitigen Schlippe und somit eine Vergrößerung des Hauses, wobei Schulze selbst die Ausführung zu übernehmen gedachte. Sanierung und Umbau des Hauses zur Gaststätte mit Pension "Alt Mockau" fallen in den Zeitraum Juni 2003 bis Dezember 2004, einhergehend der Abbruch des eingeschossigen Seitengebäudes im Hof aus dem Jahr 1889. In diesem waren seinerzeit Waschhaus, Holzställe und Aborte untergebracht. Das dreigeschossige Wohngebäude markiert die spätgründerzeitliche Phase der Mockauer Ortserweiterung, mit Nummer 34 grenzt ein späteres, nun viergeschossiges Haus unmittelbar an. Komplett verputzt ist die Fassade, durch Fensterrahmung, Putznutung im Parterre, Stuckkonsolen am Hauptgesims sowie einen mauerwerksichtbaren Sockel aus Bruchstein und gelben Klinker strukturiert, Kontrast bietet das mit roter Ziegeldeckung versehene Dach. Teile im Treppenhaus sind original, die Wohnungseingangstüren wurden aber wohl neu gefertigt. Für das Gebäude ist ein baugeschichtlicher und ein ortsteilentwicklungsgeschichtlicher Wert zu konstatieren. LfD/2017, 2018 | 09260622 |
| Direkt Bild zu diesem Denkmal hochladen | Mietshaus in geschlossener Bebauung | Kieler Straße 37 (Karte) | 1903-1904 (Mietshaus) | mit Tordurchfahrt und Laden, Klinker-Putz-Fassade, baugeschichtlich von Bedeutung | 09260614 |
| Direkt Bild zu diesem Denkmal hochladen | Mietshaus in geschlossener Bebauung | Kieler Straße 39 (Karte) | 1904-1905, bezeichnet 1905 (Mietshaus)                                                                                            | mit Tordurchfahrt, Putzfassade, Jugendstilmietshaus, baugeschichtlich von Bedeutung Die Fassade des 1904-1905 errichteten Mietshauses knickt ein – folgend dem Straßenverlauf am Rand der alten ehemaligen Ortslage Mockau. Der Bauunternehmer, Baugeschäftsinhaber und Maurermeister Friedrich Gustav Noack wird als Geldgeber und Ausführender genannt, für die Pläne unterzeichnete Architekt Gustav Emil Reiche. Hinter der Putzfassade liegen pro Etage zwei Wohnungen mit Korridor, Küche nebst Speisekammer, Balkon sowie vier bzw. fünf Wohnräumen. Noch über die Treppe waren die Toiletten zu erreichen. Für 1994 war eine Sanierung der Balkone beabsichtigt. Nur wenige "Vorsprünge" wie Sohlbänke und einige Fensterverdachungen gliedern die flächig konzipierte Fassade, deren unterschiedliche Putzstrukturen den gestalterischen Reiz ausmachen und deren schmückender Dekor im Übergang zwischen Jugend- und Reformstil anzusiedeln ist. Über die Durchfahrt im Erdgeschoss ist der hofseitige Hauszugang zugänglich, weitgehend erhalten ist die Ausstattung. An städtebaulich bedeutsamer Stelle erhebt sich wirkungsvoll das Jugendstilmietshaus, dem zudem ein baugeschichtlicher und ortsentwicklungsgeschichtlicher Wert zuzuschreiben ist. LfD/2014 | 09260613 |
|                                         | Mietshaus in ehemals geschlossener Bebauung | Kieler Straße 39a (Karte) | 1911 (Mietshaus) | Putzfassade, baugeschichtlich von Bedeutung März 1911 gelangte die Baugenehmigung in die Hände der Bauunternehmer Friedrich Gustav Noack und Wilhelm Döring, die den Baumeister Alfred Noack mit der Bauleitung beauftragten. Ende Januar des Folgejahres wurde die Ingebrauchnahme des Mietshauses, das in einer jeden Etage zwei unterschiedlich große Wohnungen besaß, gestattet. Als kleines separates Gebäude entstand das Waschhaus mit Abstand zum Vorderhaus. Axialsymmetrisch erheischt die Putzfassade im Duktus des Reformstils Aufmerksamkeit durch einen breiten Mittelrisalit nebst großem Zwerchhaus und aufwändiger Haustürrahmung. Seitlich liegen jeweils eine Fensterachse mit größeren Fensteröffnungen. Nutung, profilierte Gesimse, schmückende Dekorreliefs sowie eine niveauvolle, gediegene Ausstattung bezeugen den hohen Anspruch der Bauherren an das Vorhaben, bettet sich das Haus ein in die der Ortserweiterung geschuldete neue Bebauungsstruktur: veränderte Fluchtlinie, geschlossene Bauweise, Mehrstöckigkeit. Das Haus im November 2018 noch unsaniert. Der Reformstilbau im geschlossenen Straßenzug besitzt einen baugeschichtlichen Wert, dokumentiert eine entscheidende Entwicklungsphase der Ortserweiterung der alten Mockauer Flur. LfD/2018 | 09260612 |
| Direkt Bild zu diesem Denkmal hochladen | Mietshaus in halboffener Bebauung mit alter Werbeinschrift am Laden | Kieler Straße 40 (Karte) | um 1870 (Mietshaus) | Klinker-Putz-Fassade, baugeschichtlich von Bedeutung | 09260621 |
| Direkt Bild zu diesem Denkmal hochladen | Wohnhaus in offener Bebauung | Kieler Straße 41 (Karte) | bezeichnet 1857 (Wohnhaus) | ehemals mit Ladenanbau, Putzfassade, baugeschichtlich von Bedeutung Das laut Inschrift 1857 erbaute Wohnhaus bezeugt eindrücklich die frühere Bebauungsstruktur der alten Mockauer Dorf- bzw. Hauptstraße, zeigt eine elegante Putzfassade mit klassizistischem Dekor. Ecklisenen, ein genuteter Sockel, Fensterrahmungen und die dem Schweizerstil intendierte Dachzone sind gestalterische Akzente. Die Ecklage Dorfstraße/Abtnaundorfer Weg begünstigte eine gewerbliche Nutzung des Grundstücks. 1887 ließ Heinrich Eduard Ludwig einen Laden nebst Mehlkammer anbauen. Mehrfach erfuhr der Gewerbebau kleine Veränderungen und wurde 1993/1996 komplett neu als Motorradhaus Haage errichtet. Rechtsseitig am Wohngebäude befindet sich ein 1937 von Baumeister Lieniger gefügter neuer Hauszugang und Toilettenanbau, initiiert von den Gebrüdern Ludwig. Sanierung vor 2008, Teile der Ausstattung sind wohl erhalten. Das Gebäude besitzt einen baugeschichtlichen und ortsentwicklungsgeschichtlichen Wert. LfD/2018 | 09260611 |
|                                         | Mehrfamilienhäuser einer Wohnanlage, mit Vorgarten bei Nr. 48/50 | Kieler Straße 42; 44; 46; 48; 50 (Karte) | 1935 (Mehrfamilienwohnhaus) | Putzfassade, Portalgewände in Klinkern, städtebaulich prägende Mietshausgruppe, baugeschichtlich von Bedeutung Zeitgleich entstanden fünf Häuser als Baugruppe mit durch Hecken gefasstem Schmuckplatz und rückwärtigen Freiflächen nach Entwurf des Architekten Hans Böhme. Auftraggeber war das Stiftungsamt/Stiftung zur Erbauung preiswerter Wohnungen. Herr Wallstab unterzeichnete im Auftrag des Hochbauamtes III als örtliche Bauleitung des zwischen April 1935 und Januar 1936 umgesetzten Vorhabens. Drei verschiedene Firmen übernahmen Ausführungsarbeiten, u. a. Baumeister Hermann Karstädt die Podestplatten im Haus 3, Maurermeister Klotzsch sämtliche Zwischenwände. 1941 wurde der Einbau von Luftschutzräumen beantragt, 2009 Abgeschlossenheiten sowie zeitgleich Sanierung und der Anbau von Balkonanlagen. Bemerkenswert ist die Einordnung der kleinen Wohnanlage in die alte Dorflage, insbesondere das Abrücken von den Baufluchten der Ortsentwicklung aus dem letzten Drittel des 19. Jahrhunderts. Drei Fronthäuser mit jeweils zwei Dreizimmerwohnungen pro Etage nehmen die Bauflucht der historistischen Mietshausbebauung auf (vgl. Nachbarhaus Nummer 40), zwei Häuser weichen davon ab. So entstand vor der Baugruppe ein kleiner Schmuckplatz unter Einbeziehung alten Baumbestandes. Eingerückt sind die Häuser vor der Ecke der heutigen Samuel-Lampel-Straße, das abgeschließende Eckhaus steht in Korrespondenz zum ehemaligen Mockauer Kino "Filmbühne Nord". Insgesamt wurden 48 Kleinwohnungen eingerichtet, davon an der stumpfwinkligen Ecke pro Etage drei Dreiraumwohnungen, im Eckhaus zur ehemaligen Weddigenstraße je zwei Drei- und eine Zweizimmerwohnung. Helle, freundliche Putzfronten sind zwischen dunkelfarbenen Sichtklinkersockel und mit roten Ziegeln gedeckte Dächer gespannt. Aufwändiger zeigen sich die Klinkerrahmungen der Hauseingänge, von denen drei mit figürlichen Darstellungen bereichert sind und jener der Nummer 46 durch expressionistisch "verdrehte Klinkerlagen" besonders ins Auge fällt. An der Stelle, wo die historistische Bauflucht verlassen wird, ist ein rechteckiger Standerker vorgestellt und mit einem Pyramidendach abgeschlossen. Zum Erscheinungsbild der Gebäude tragen die Sprossungen der Fenster unverzichtbar bei, die Ausstattungen sind teilweise erhalten sowie Teile der rückwärtigen Grünbereiche der ehemaligen Wäschetrockenplätze und Spielbereiche der Kinder. Es ist ein baugeschichtlicher und ortsentwicklungsgeschichtlicher Wert festzuhalten. LfD/2017, 2018 | 09260620 |
| Direkt Bild zu diesem Denkmal hochladen | Mietshaus in halboffener Bebauung | Kieler Straße 43 (Karte) | bezeichnet 1908 (Mietshaus) | Putzfassade, baugeschichtlich von Bedeutung, straßenraumcharakterisierend Das im Straßenraum wirkungsvoll in Erscheinung tretende Vorderwohngebäude gab Kohlenhändler Heinrich Ludwig in Auftrag, Entwurf und statische Berechnungen lieferte Architekt Ernst Emil Reiche. Je Geschoss des 1907 errichteten Hauses liegen jeweils zwei großzügige Wohnungen mit Bad/WC, Küche, einer Kammer und jeweils drei Stuben im Parterre sowie vier Stuben in den Obergeschossen. Zwischen 1995 und 1997 erfolgte ein Dachgeschossausbau, der Bauantrag für die Balkonanlage erging im April 1999. Ihr elegantes Aussehen verdankt die Fassade den verwendeten unterschiedlichen Putzarten, zwei flach über die beiden mittleren Etagen vortretende Runderker, dem dezenten Reformstil- und Jugendstildekor. Die Erdgeschossverkleidung sowie die Gliederungselemente sind aus einem Naturstein täuschend ähnlich eingefärbten Kunststein gefertigt. Erhalten ist die qualitätvolle Ausstattung, die ebenfalls das Spannungsverhältnis des Übergangs vom (floralen) Jugendstil zum Reformstil zeigt. Baugeschichtlich und ortsentwicklungsgeschichtlich bedeutsam, Zeugnis der Architekturentwicklung an der Mockauer Hauptstraße. LfD/2013, 2014 | 09260610 |
| Direkt Bild zu diesem Denkmal hochladen | Mietshaus in geschlossener Bebauung | Kieler Straße 45 (Karte) | um 1900 (Mietshaus) | mit Tordurchfahrt und Laden, Putzfassade, Holzpaneele in der Tordurchfahrt, baugeschichtlich von Bedeutung | 09260609 |
| Direkt Bild zu diesem Denkmal hochladen | Mietshaus in geschlossener Bebauung | Kieler Straße 49 (Karte) | um 1890 (Mietshaus) | mit Tordurchfahrt und Laden, Klinkerfassade, baugeschichtlich von Bedeutung | 09260608 |
| Direkt Bild zu diesem Denkmal hochladen | Mietshaus mit Pfarramt in geschlossener Bebauung und Hintergebäude | Kieler Straße 51 (Karte) | bezeichnet 1907 (Pfarrhaus) | Vorderhaus mit Tordurchfahrt und Laden, Putzfassade, Holzpflasterung in der Tordurchfahrt, baugeschichtlich von Bedeutung | 09260607 |
|                                         | Gasthof (Nr. 52) und Kinobau (Nr. 52a) | Kieler Straße 52; 52a (Karte) | um 1890 (Kino) | Putzfassaden, ortshistorisch und baugeschichtlich von Bedeutung | 09299149 |
| Direkt Bild zu diesem Denkmal hochladen | Mietshaus in geschlossener Bebauung | Kieler Straße 57 (Karte) | um 1895 (Mietshaus) | mit Tordurchfahrt und Laden, Klinkerfassade, baugeschichtlich von Bedeutung | 09260604 |
| Direkt Bild zu diesem Denkmal hochladen | Mietshaus in geschlossener Bebauung | Kieler Straße 59 (Karte) | um 1895 (Mietshaus) | mit Tordurchfahrt, Klinkerfassade, baugeschichtlich von Bedeutung | 09260603 |
|                                         | Wohnhaus in offener Bebauung | Kieler Straße 60 (Karte) | um 1850 (Wohnhaus) | Putzfassade, baugeschichtlich von Bedeutung | 09260617 |
| Direkt Bild zu diesem Denkmal hochladen | Mietshaus in geschlossener Bebauung | Kieler Straße 61 (Karte) | 1898 (Mietshaus) | mit Tordurchfahrt, Klinkerfassade, baugeschichtlich von Bedeutung | 09260602 |
|                                         | Wohnhaus in offener Bebauung | Kieler Straße 64 (Karte) | um 1850 (Wohnhaus) | Putzfassade, baugeschichtlich von Bedeutung | 09260616 |
| Direkt Bild zu diesem Denkmal hochladen | Mietshaus in offener Bebauung | Kieler Straße 69 (Karte) | bezeichnet 1897 (Mietshaus) | Klinker-Putz-Fassade, baugeschichtlich von Bedeutung | 09260600 |
| Direkt Bild zu diesem Denkmal hochladen | Turnhalle einer Schule | Kieler Straße 72b (Karte) | 1885-1886 (Alte Turnhalle) | Putzfassade, sozialgeschichtlich und baugeschichtlich von Bedeutung | 09260615 |
| Direkt Bild zu diesem Denkmal hochladen | Mietvilla mit Einfriedung und Vorgarten | Kieler Straße 73 (Karte) | um 1895 (Mietvilla) | Klinker-Putz-Fassade, baugeschichtlich von Bedeutung | 09260599 |
| Direkt Bild zu diesem Denkmal hochladen | Mietvilla mit Einfriedung und Vorgarten | Kieler Straße 75 (Karte) | 1898-1899 (Mietvilla) | Klinkerfassade, baugeschichtlich von Bedeutung | 09260598 |
| Direkt Bild zu diesem Denkmal hochladen | Wandbild am Eingang einer Schule | Komarowstraße 2 (Karte) | 1976-1977 (Wand- und Deckenbild)                                                                                                  | über dem Haupteingang 66. Schule (Grundschule), Bildwerk aus emaillierten Stahlplatten, künstlerisch von Bedeutung | 09306680 |
|                                         | Mietshaus in offener Bebauung | Leonhardtstraße 25 (Karte) | 1900-1901 (Mietshaus) | mit Hausdurchgang, Klinkerfassade, baugeschichtlich von Bedeutung Das heute frei stehende Mietshaus entstand 1900-1901 nach Unterlagen des Architekten Gustav Emil Reiche für die Bauunternehmer Gebrüder Karl und Wilhelm Lieniger. Hinter der nur sieben Achsen zählenden Fassade kamen in jeder Etage zwei Mietparteien unter, im Parterre liegt zudem ein Hausdurchgang. Unter dem Dach befand sich zudem eine Hausmannswohnung, bestehend aus Vorsaal, Stube, Kammer und Küche. Ein weiterer Dachausbau zu Wohnzwecken, Sanierung sowie die Stellung einer hofseitigen Balkonanlage fanden in den Jahren 1995 und 1996 statt. Die dunkelfarbige Klinkerfassade der oberen Etagen ist optisch reizvoll durch helle Rahmungen der Fenster gelockert, das Erdgeschoss mit genutetem Verputz versehen, die Traufe leider geglättet. Auffallend sind in den oberen Geschossen Fensterverdachungen mit Zahnschnittleisten, neben dem Eingangstor sind weitere historische Ausstattungselemente erhalten. Das in der Zeit des Jugendstils erbaute Haus besitzt einen baugeschichtlichen Wert. LfD/2017, 2018 | 09260564 |
|                                         | Mietshaus in halboffener Bebauung | Leonhardtstraße 37 (Karte) | 1900-1902 (Mietshaus) | Putzfassade, zwischen Historismus und Jugendstil, Eingangsbereich mit Stuck und Wandmalerei, baugeschichtlich von Bedeutung Elegant wirkt der Fassadenentwurf des Architekten Gustav Emil Reiche, der zwischen 1900 und 1902 den dreigeschossigen Mietshausbau in Generalunion als Bauherr, Entwurfsplaner und Ausführender errichtete. Ein Neuverputz der Hinterfront sowie Ausbesserungen an der Straßenfassade waren 1956 bzw. 1957 vorgesehen, kamen wohl aber nicht zu Ausführung. Hinter der schlichten verputzten Jugendstilfassade in jeder Etage zwei Wohnungen, ehemals Bäckereianlage im Erdgeschoss und eine Dachgeschosswohnung. Ein eigenständiger kleiner Waschhausbau stand ehemals an der hinteren Grundstücksgrenze. Baugeschichtlicher Wert. LfD/2011, 2014 | 09260563 |
| Direkt Bild zu diesem Denkmal hochladen | Mietshaus in ehemals halboffener Bebauung | Lilienthalstraße 1 (Karte) | um 1900 (Mietshaus) | Putzfassade, baugeschichtlich von Bedeutung | 09260641 |
| Direkt Bild zu diesem Denkmal hochladen | Mietshaus in offener Bebauung | Lilienthalstraße 2 (Karte) | 1899 (Mietshaus) | mit Laden, Klinker-Putz-Fassade, baugeschichtlich von Bedeutung In offener Bebauung steht das Eckhaus zur heutigen Stralsunder Straße, im Jahr 1899 nebst einem rückwärtigen Nebengebäude an der damaligen Mockauer Feldstraße errichtet. Hermann Heinrich Zanetti beantragte: "auf meinem, hier an dem Wege nach Eilenburg belegenen Wiesengrundstück Parz. 71 des Flurbuches für Mockau", ein Wohnhaus teils in Putz-, teils in Rohbaufassade zu errichten. Die Mansarde war in Schieferdeckung, die schwach geneigten Dachflächen als Holzcementdach herzustellen. Für Entwurf und Ausführung stand Architekt Gustav Emil Reiche unter Vertrag. Mit dem Grundstück begannen Erschließung und Bebauung der im Zanetti'schen Besitz befindlichen Acker- und Wiesenflächen. Eine Erwerbsanzeige für Grundstück und die erteilte Baukonzession führte am 25. September 1899 Ernst Wilhelm Riedel als neuen Investor auf. Reiche blieb dem Projekt treu und zeigte zur Jahresmitte 1900 die Vollendung der Neubauten an. Pro Etage konnten drei Wohnbereiche gemietet werden, im Erdgeschoss zudem ein mit der Mittelwohnung verbundener Eckladen. Für das Dachgeschoss war eine Wohnung genehmigt. Neu hinzu kam unter Riedel hier eine Stube für Einquartierung. Pläne für eine zweite Dachwohnung steuerte 1923 Baumeister Carl Emil Voigt bei (auch 1923 ausgeführt) unter dem neuen Eigentümer, dem Wohlfahrtspolizeibeamten Edwin Behrenz. Dieser ließ 1951-1952 den Laden zu Wohnraum umbauen. Das heute sanierte Gebäude auf spitzwinkligem Grundstück wirkt durch einige kräftige Fensterverdachungen in der Beletage, die bedauerlicherweise ihrer Stuckfüllungen beraubt sind, sowie ein mit Drillingsfenster versehenes Zwerchhaus an der verbrochenen Ecke. Schade, dass der Schaubereich der ehemaligen Ladenzone geschlossen und verputzt ist. Das kleine Nebengebäude im Hof ist abgebrochen, die rückwärtige Eingangszone dem im Übergang von Historismus zum Jugendstil erbauten Haus konträr entgegengesetzt verändert, es ist ein baugeschichtlicher Wert festzuhalten. LfD/2019 | 09260639 |
| Direkt Bild zu diesem Denkmal hochladen | Mietshaus in halboffener Bebauung | Lilienthalstraße 4 (Karte) | 1899-1900 (Mietshaus) | ehemals mit Laden, Klinker-Putz-Fassade, Schablonenmalerei, geätzte Treppenhausfenster, baugeschichtlich von Bedeutung Am 20. Februar 1899 hatte Heinrich Zanotti einen Parzellierungsplan für die Grundstücke 57 und 71 eingereicht, der drei Wochen später behördliche Genehmigung erfuhr. Ende August wurde für das Flurstück 71d - später Feldstraße 4, heute Lilienthalstraße 4 - der Bauantrag gestellt. Wohn- und Waschhaus entstanden in der Zeitspanne von dreizehn Monaten nach Entwürfen des ausführenden Architekten Gustav Emil Reiche. Aus den Jahren 1901 und 1906 stammen Pläne für einen Ladenbereich im Parterre und einen Umbau im Dachgeschoss. Zeichnungen für rückwärtige Balkonanlagen fanden 2001/2002 ihre bauliche Umsetzung, einhergehend mit anderen Sanierungsarbeiten. Das Mietshaus erhielt bauzeitlich einen dunklen Sichtziegelsockel, hell verblendete Obergeschosse und ein Erdgeschoss mit Verputz. Letzterer wurde im Rahmen der Sanierung wohl etwas frei interpretiert. Rahmungen und Verdachungen prägen das Mittelgeschoss, grünglasierte Klinker setzen Akzente in der oberen Etage. Hier fallen zudem geradezu überbordende Stuckkonsolen mit Frauenköpfen und durchlaufendem Zahnschnittfries an der Traufe ins Auge. Der Zugang des in halboffener Bebauung stehenden Gebäudes erfolgt über den Hof. Für das Gebäude an der Wende vom 19. zum 20. Jahrhundert besteht eine baugeschichtliche Bedeutung, dokumentiert es die Entwicklung in Mockau in dieser Zeit der Ortserweiterung. LfD/2019 | 09260642 |
| Direkt Bild zu diesem Denkmal hochladen | Mietshaus in halboffener Bebauung | Lilienthalstraße 6 (Karte) | 1899-1900 (Mietshaus) | ehemals mit Laden, Klinker-Putz-Fassade, baugeschichtlich von Bedeutung | 09260643 |
| Direkt Bild zu diesem Denkmal hochladen | Platzanlage | Mockauer Straße - (Karte) | 1934 (Stadtplatz) | gestaltete Grünfläche, ortsgeschichtlicher und stadtgrüngeschichtlicher Wert | 09305293 |
|                                         | Mietshaus in halboffener Bebauung | Mockauer Straße 3 (Karte) | um 1905 (Mietshaus) | mit Tordurchfahrt und Laden, Klinkerfassade, baugeschichtlich von Bedeutung | 09260506 |
|                                         | Mietshaus in halboffener Bebauung | Mockauer Straße 5 (Karte) | 1901-1902 (Mietshaus) | mit Läden, Klinkerfassade, Schablonenmalerei im Treppenhaus, baugeschichtlich von Bedeutung Eine Baugenehmigung für zwei Wohnhäuser an der damaligen Leipziger Straße wurde am 30. Dezember 1901 an die Bauunternehmer Otto Rothmann und Herrmann Müller ausgereicht. Ein Niederlags- und Schlachtgebäude entstand wohl im Zusammenhang mit der Fertigstellung der Vorderhäuser noch im Jahr 1902, der mit einer Wäscherolle ausgestattete Gebäudeteil wurde 1911 zu einem Pferdestall umgerüstet. Als Bauherr trat hier der Fleischer Robert Reinsdorf auf, der sich der Fachleute Bruno Schade für die Ausführung und Franz Sander für Entwurf und Bauleitung versicherte. Für das Hintergebäude auf Grundstück Nummer 5 sind eine Nutzung durch die Firma Fahrradbau Max Dobracki sowie eine Tischlerwerkstatt aktenkundig, im Vorderhaus wurde 1934 der Ladenbereich durch Edmund Wiegleb erweitert. Baumeister Arthur Rothe war für einen Giebelabputz 1955-1957 verantwortlich – notwendig geworden war dies durch die Zerstörung des Nachbarhauses Nummer 7 im Weltkrieg. Ins Jahr 1997 zu datieren sind die umfangreiche Sanierung des Gebäudes und der Dachausbau. Der Verlust des Nachbarhauses ist schmerzhaft, ist damit doch die eindrückliche, insgesamt achtzehn Fensterachsen zählende Schaufront nur zur Hälfte erhalten. Mockauer Straße 5 zeigt sich jedoch weitgehend original, besitzt zwischen Sichtklinkersockel und roten Verblendern der Obergeschosse ein genutetes Erdgeschoss mit heute zwei Ladenbereichen. In den oberen Etagen ehemals je drei Wohnungen. Hinzuweisen ist, dass die bauzeitliche Umsetzung des Bauvorhabens - vor allem der Parterrezone - in Abänderung der Antragstellung erfolgte. Aus Kunststein und Putz bestehen die Rahmungen der Fenster, Bänder und Verdachungen, das Traufgesims aus zwei roten Klinkerlagen, erhalten ist die Jugendstil-Haustür. Die stark veränderten Hofgebäude der Grundstücke 5 bis 9 besitzen keinen Denkmalwert. Das Gebäude dokumentiert die bauliche Entwicklung der neuen Mockauer Ortsverbindungsstraße nach Leipzig und besitzt einen baugeschichtlichen Wert. LfD/2019 | 09260507 |
|                                         | Mietshaus in geschlossener Bebauung | Mockauer Straße 10 (Karte) | 1899-1900 (Mietshaus) | Klinkerfassade, baugeschichtlich von Bedeutung Der Bauantrag datiert vom 2. Juni 1899, die Schlussprüfung erfolgte am 1. Mai des Folgejahres. Es handelte sich um das erste Bauvorhaben im Geviert, initiiert von Bauunternehmer Theodor Reinhold Beyer und fachlich vorbereitet durch den Architekten M. E. Reichardt aus Leipzig-Gohlis. 1984 war eine Funktionsbereichsmodernisierung planerisch vorbereitet, 1996 der Ausbau des Dachgeschosses. Axialsymmetrisch ist die Fassade aufgebaut, mit sieben Fensterachsen und vier Wohngeschossen. Im Parterre zeigten sich beide Mietbereiche gleich groß, in den oberen Etagen waren die Wohnungen verschieden. Verputzt ist das Erdgeschoss, während darüber gelbe Klinkerblender angebracht wurden. Hier dienen einige schmale Putzstreifen, ein Stock und ein Sohlbankgesims sowie die Traufe der Horizontalgliederung, präsentieren sich die Fensterbänder der beiden mittleren Etagen aufwendiger. Ehemals dürften sich über den Fenstern dieser Etagen Stuck- oder Kunststeinreliefs befunden haben, der Sockel war ohne Verputz. Originale Detail der Ausstattung im Inneren sind erhalten. Das Geäbude besitzt einen dokumentarischen und baugeschichtlichen Wert. LfD/2019 | 09260674 |
|                                         | Mietshaus in halboffener Bebauung (bauliche Einheit mit Nr. 13) sowie Firmenwerbung | Mockauer Straße 11 (Karte) | um 1900 (Mietshaus) | mit Tordurchfahrt und Laden, Klinkerfassade, Werbung mit Seltenheitswert (Goldgrundmosaik), Doppelmietshaus mit Nummer 13, baugeschichtlich von Bedeutung | 09260508 |
|                                         | Mietshaus in geschlossener Bebauung | Mockauer Straße 12 (Karte) | 1902 (Mietshaus) | mit Läden, Treppenhausfenster mit geätzter Verglasung, Klinkerfassade, baugeschichtlich von Bedeutung Als Bauunternehmer fungierten für die Errichtung eines Wohn- und eines Nebengebäudes im Jahr 1902 der Maurermeister Heinrich Richard Weber und der Tischlermeister Franz Heinrich Hirn. Für den Entwurf unterzeichnete Architekt Richard Sachse. Die beiden mittleren, etwas aufwendiger im Erscheinungsbild dekorierten Geschosse wiesen zwei unterschiedlich große Wohnungen auf. Das Parterre besaß eine Wohnung und eine Mietpartei mit integriertem Geschäftslokal, das dritte Obergeschoss war für drei Mieter vorgesehen. Aus dem Jahr 1904 stammt der linke Ladenbereich, den Maurermeister Fr. Richard Weber für Friedrich Leopold Bebber einbaute. Roter Klinkersockel, eine genutete Geschäftsfront und drei vorwiegend mit gelben Klinkerblendern verkleidete Obergeschosse gestalten die Fassade in der Fläche, Kunststeingliederungen und Gesimse setzen Akzente. Während sich die Hauseingangstür noch historistisch zeigt, verraten die Verdachungen der Fenster vor allem im 2. Obergeschoss eine vorsichtige Annäherung an den späten Jugendstil. Weitgehend erhalten ist die Ausstattung. Der Abschluss von Sanierungsarbeiten erfolgte 2019. Für das Gebäude sind ein baugeschichtlicher und ortsentwicklungsgeschichtlicher Wert zu konstatieren. LfD/2019 | 09260509 |
|                                         | Mietshaus in halboffener Bebauung (bauliche Einheit mit Nr. 11) | Mockauer Straße 13 (Karte) | um 1890 (Mietshaus) | mit Tordurchfahrt und Laden, Klinkerfassade, Doppelmietshaus mit Nummer 11, baugeschichtlich von Bedeutung | 09260510 |
|                                         | Mietshaus in geschlossener Bebauung, mit Werkstattgebäude im Hof und Hofpflasterung | Mockauer Straße 14 (Karte) | 1902-1903 (Mietshaus), 1902-1903 (Glaserwerkstatt)                                                                                | Vorderhaus mit Tordurchfahrt, Klinkerfassade, baugeschichtlich von Bedeutung Glasermeister Karl Franz Georg Noack reichte im September 1902 ein Baugesuch für die Errichtung eines Vorderwohngebäudes und einer rückwärtigen Werkstatt nebst Waschhausgebäude ein. Unterzeichnet sind die Pläne von Architekt und Baumeister Robert Kretzschmar. Im März des Jahres 1903 waren die Gebäude bezugsfertig. Ein reichliches Jahr später teilte die Baubehörde jedoch mit, dass das Hintergebäude "an zwei seitlichen Grundstücksgrenzen ohne Bewilligung einer Ausnahme .... nicht hätte genehmigt werden dürfen". Daher, und weil sich die Nachbarn gegen eine Vergrößerung der Produktionsstätte wandten, erfuhren spätere Pläne einer Aufstockung keine behördliche Zustimmung. Erst 1955 entstand auf dem großzügigen Hofgelände ein Lagerschuppen für die Polsterwerkstätten Emil Scheumann. Der Werkstattneubau 1903 besaß neben Fertigungsräumen ein Glaslager, ein Lager für Beschläge zudem das Kontor und eine Lehrlingsunterkunft. Im Vorderhaus waren in jeder Etage zwei Wohnungen beantragt. Über ehemals genutetem Erdgeschoss mit Glattputz erheben sich drei verklinkerte Obergeschosse mit Kunststeingliederungen und einigen Konsolen unter oder über den Fenstern, die beiden etwas hervorgehobenen seitlichen zwei Fensterachsen sind heute teilweise ihrer Dekoration beraubt. Bemerkenswert sind die dem Jugendstil zugeneigten Fensterumrahmungen, ein Augenfang ist die opulente Schmuckrahmung der Einfahrt. Weitgehend erhalten ist die Ausstattung, im Mai 2016 noch keine durchgreifende Sanierung. Baugeschichtlich und sozialgeschichtlich bedeutsames Wohn- und Gewerbegrundstück im Mockauer Ortserweiterungsgebiet. LfD/2015, 2016 | 09260511 |
| Weitere Bilder                          | Mietshaus in geschlossener Bebauung, Hofpflaster und Nebengebäude im Hof | Mockauer Straße 16 (Karte) | 1902-1903 (Mietshaus) | Vorderhaus mit Tordurchfahrt und Laden, Klinkerfassade, baugeschichtlich und ortsentwicklungsgeschichtlich von Bedeutung, als Wohn- und Gewerbegrundstück Zeugnis der Mockauer Ortsentwicklung Das viergeschossige Mietshaus entstand dem Grundstück Leipziger Straße 73 in den Jahren 1902 bis 1903, zeitgleich zwei Nebengebäude im Hof, ein Wagenschuppen kam 1903 auf Wunsch des Fleischermeisters Willy Weller zur Ausführung. Für das Vorhaben verantwortlich zeichnete Friedrich Wilhelm Klotzsch aus Leipzig-Volkmarsdorf, der zeitgleich mit dem Nachbarhaus Nummer 18 beschäftigt war. 1918 kaufte Fleischermeister Julius Robert Karl Reinsdorf das Grundstück, später wird Fleischermeister Paul Max Kempe aus Pleißa bei Limbach als Eigentümer genannt, in den Kriegsjahren Elsa Kempe. Kräftige Kunststeinformteile schmücken die beiden mittleren Etagen, gelbe Verblendklinker und rote Formziegel als seitliche Fensterrahmungen geben der Fassade ein einheitliches Erscheinungsbild. Verputzt sind das Erdgeschoss mit der Durchfahrt und dem Laden sowie die Traufzone. Während die Ladenwohnung das gesamte untere Geschoss einnahm, kamen in den oberen Etagen jeweils zwei Mietparteien unter, es standen in jeder Wohnung zwei Stuben, eine Kammer, Küche und Vorsaal zur Verfügung, die Toiletten im Treppenhaus. Gemeinsam mit Nummer 18 besitzt das Doppelmietshaus einen baugeschichtlichen Wert, zeigt es doch wirkungsvoll die großstädtische Entwicklung von Mockau in der Zeit des Jugendstils. LfD/2015, 2016 | 09260512 |
|                                         | Mietshaus in geschlossener Bebauung, mit Waschhaus im Hof | Mockauer Straße 18 (Karte) | 1902-1903 (Mietshaus), 1902-1903 (Waschhaus)                                                                                      | mit Tordurchfahrt und ehemals mit Laden, Klinkerfassade, baugeschichtlich von Bedeutung, Zeugnis der Ortsteilentwicklung Das viergeschossige Mietshaus entstand zeitgleich mit dem heute unter Nummer 16 geführten Nachbargebäude 1902 bis 1903 als Zwillingshaus, nebst Waschhaus, Stall- und Lagergebäude im Hof. Verantwortlich zeichnete der Bautechniker und Bauunternehmer Friedrich Wilhelm Klotzsch aus Leipzig-Volkmarsdorf. Eine erste nachgereichte Tektur betraf den Einbau einer Bäckerei, weshalb im Hintergebäude ein Pferdestall mit darüber liegendem Mehlboden eingerichtet wurde (Nutzungsuntersagung ab 1959 wegen des schadhaften Zustandes). Im Januar 1956 kam die Genehmigung für den ein halbes Jahr zuvor gestellten Instandsetzungsantrag zur Ausreichung. Neben dem Neuverputz von Erdgeschoss sowie Hofseite waren Ausbesserungen im Treppenhaus und im Durchgang, ferner der Umbau des Hauptsimses einhergehend mit einer Veränderung der Entwässerung zu einer Hängerinne beabsichtigt. Für 1984 ist eine Planung zur Dachinstandsetzung nachweisbar. Sanierung und ein Dachausbau erfolgten 1997 bis 1998, der Umbau des Ladens zu Wohnraum 2004. Mieter des ehemaligen Bäckerladens war von 1969 bis mindestens 1989 die Genossenschaft bildender Künstler "Kunst der Zeit" (Sitz im Romanushaus), die hier eine Töpferei eingerichtet hatte. Kräftige Kunststeinformteile schmücken die beiden mittleren Etagen, gelbe Verblendklinker und rote Formziegel als seitliche Fensterrahmungen geben der Jugendstilfassade ein einheitliches Erscheinungsbild. Verputzt sind das Erdgeschoss mit der Durchfahrt sowie die Traufzone. In den oberen Etagen mieteten jeweils zwei Parteien, es standen in jeder Wohnung zwei Stuben, eine Kammer, Küche und Vorsaal zur Verfügung, die Toiletten befanden sich im Treppenhaus. Neben der Innenausstattung hat sich auch das qualitätvolle zweiflüglige Jugendstiltor der Durchfahrt erhalten. Neben dem baugeschichtlichen und ortsteilentwicklungsgeschichtlichen Wert besitzt das Haus als eine Werkstatt der Genossenschaft "Kunst der Zeit" einen Erinnerungswert. LfD/2016, 2017 | 09260513 |
| Weitere Bilder                          | Mietshaus in geschlossener Bebauung | Mockauer Straße 19 (Karte) | bezeichnet 1905 (Mietshaus) | Putzfassade im Jugendstil, baugeschichtlich von Bedeutung | 09260515 |
| Weitere Bilder                          | Mietshaus in geschlossener Bebauung | Mockauer Straße 20 (Karte) | bezeichnet 1903 (Mietshaus) | mit Laden, Klinkerfassade, baugeschichtlich von Bedeutung | 09260514 |
|                                         | Mietshaus in geschlossener Bebauung in Ecklage | Mockauer Straße 22 (Karte) | um 1895 (Mietshaus) | mit Laden und ehemals mit Eckladen, Klinkerfassade, baugeschichtlich von Bedeutung | 09260669 |
|                                         | Mietshaus in geschlossener Bebauung | Mockauer Straße 23 (Karte) | 1905-1906 (Mietshaus) | mit Tordurchfahrt und Laden, Putzfassade, baugeschichtlich von Bedeutung Anfang April des Jahres 1905 zeichnete Architekt und Baumeister Richard Welz Pläne für einen von dem Bauunternehmer Friedrich Otto Rothmann geplanten Wohnhausbau an der damaligen Leipziger Straße. Zeitgleich genehmigt wurde der hofseitige Waschhausanbau, während ein geplantes Stallgebäude behördlicherseits zunächst Ablehnung erfuhr. Erst unter dem nach erfolgter Grundbaurevision neuen Eigentümer und Ausführenden, dem Unternehmer Karl Lieniger, wurde im November ein Pferdestallgebäude genehmigt, gelangten 1906 Tekturen unter anderem für die Einrichtung einer Erdgeschosswohnung mit Ladenzugang zur Einreichung. Hier waren im Erstentwurf neben dem linksseitigen Hausdurchgang lediglich Geschäftsräume mit Ladenbereich und Lagerraum vorgesehen. Im Sommer 1906 erfolgte die Schlussbesichtigung von Wohnhaus, Waschhaus, Stallgebäude. In den oberen Etagen standen nun je zwei unterschiedlich große Dreiraumwohnungen zur Abmietung bereit. Zu Jahresbeginn 1968 lag ein bautechnischer Zustandsbericht von Bauingenieur Theo Arnold für die Erbengemeinschaft des verstorbenen Richard Krause vor. Hintergrund für diese Beurteilung war der Zusammenhang mit dem durch Kriegseinwirkung zerstörten Nachbarhauses Nummer 21 und dessen bis auf die Erdgeschosszone erfolgten Abbruch 1966/1967. Bereits um 1957 war bei Mockauer 23 die Straßenfront ausgebessert worden, ins Frühjahr 1991 datiert die Genehmigung einer Fassadensanierung, auf das Jahr 1992 der Umbau des Ladens in eine Pizzeria. Der Anbau von Balkonen und ein Dachgeschossausbau erfolgten 2014 bis 2016. Das Gebäude ist verputzt (leider auch die Sockelzone). Die Entwürfe der Erbauungszeit zeigen ausgewogene Proportionen horizontaler und vertikaler Gliederungen. Heute jedoch wirkt die Fassade unruhig-nervös und nicht recht überzeugend aufgrund manch unklaren Zusammengehens von Gliederungselementen und Dekoration. Der Reformstilbau besitzt auch im Inneren bauzeitliche Gestaltungs- und Ausstattungselemente. Für das Haus des renommierten Architekten Richard Welz ist ein baugeschichtlicher und ein ortsentwicklungsgeschichtlicher Wert zu konstatieren. LfD/2019 | 09260591 |
|                                         | Mietshaus in geschlossener Bebauung | Mockauer Straße 24 (Karte) | um 1895 (Mietshaus) | Putzfassade, baugeschichtlich von Bedeutung | 09260670 |
|                                         | Mietshaus in geschlossener Bebauung | Mockauer Straße 26 (Karte) | um 1895 (Mietshaus) | mit Tordurchfahrt und Laden, Klinkerfassade, baugeschichtlich von Bedeutung | 09260671 |
|                                         | Mietshaus in geschlossener Bebauung | Mockauer Straße 27 (Karte) | 1908-1909 (Mietshaus) | mit Tordurchfahrt, sparsam dekorierte Putzfassade, baugeschichtlich von Bedeutung Der Mockauer Maurermeister Karl Lieniger trat 1908 als Unternehmer auf, gedachte den viergeschossigen Mietshausbau nach behördlicher Genehmigung auch selbst bauleitend auszuführen. Für Mai 1909 ist die Gestattung der Ingebrauchnahme der Wohnungen aktenkundig. Jeweils zwei Parteien konnten die beiden unterschiedlich großen Wohnungen in einer jeden Etage anmieten, unter dem mit Ziegeln gedeckten Satteldach befanden sich lediglich ein Trockenboden und Bodenkammern. Eine Dachwohnung ließen erst 1923 Paul Renner als Hausbesitzer und Otto Vogel als Finanzier einbauen. Vogel war Inhaber der Firma Herzfeld & Vogel, einer Handlung für Häute, Felle und Rauchwaren. Pläne, Ausführung und Bauleitung übernahm der Bauunternehmer Oswald Schütze aus Gohlis. Im Hof entstanden 1926 ein Rollhaus sowie eine Reparaturwerkstatt für Jalousien und Rollläden, als deren Inhaber Paul Renner fungierte. Hier wurde zudem die Genehmigung erlassen, auch "kleinere Ausbesserungen an Kraftwagen und Motorrädern vorzunehmen". In den Jahren 1962/1963 veranlasste der Rat der Stadt, Stadtbezirk Nordost, den Einbau eines Waschstützpunktes. Auf Juli 1984 datiert der Prüfbericht für eine beabsichtigte Funktionsbereichsmodernisierung für das Mietshaus. Das Erscheinungsbild des Vorderhauses als Reformstilbau ist von komplettem Verputz geprägt, einer feinen Ritzung der Kunststeinquader im Sockelbereich und grobem, späterem Kratzputz in den oberen Etagen. Vier schmückende Girlanden der Erbauungszeit sind an der Fassade erhalten geblieben, die ansonsten überformt ist. Verändert zeigen sich Putzlisenen und Traufbereich. Das unglücklich geglättete Erdgeschoss und der Einbau einer Tür stammen aus dem Jahre 1992, als ungenehmigt eine Wohnung zur Zahnarztpraxis umgebaut worden war. Der Denkmalwert ist strittig. LfD/2019 | 09260589 |
|                                         | Mietshaus in geschlossener Bebauung | Mockauer Straße 28 (Karte) | 1903-1904 (Mietshaus) | mit Laden, Klinkerfassade, baugeschichtlich bedeutsam | 09260672 |
|                                         | Mietshaus in geschlossener Bebauung | Mockauer Straße 30 (Karte) | 1903-1904 (Mietshaus) | Klinkerfassade, baugeschichtlich von Bedeutung Als vorerst letztes Haus der Zeile entstand 1903/1904 das Wohngebäude (nebst Waschhaus) für den Finanzier Louis Reinhold Schulze aus Leutzsch. Erst mehr als zwanzig Jahre später erfolgte linksseitig die Fortführung der Bebauung mit einer städtischen Wohnanlage, die wegen ihrer Fassadenfarbe im Volksmund die "Rote Front" genannt wurde. Für Statik und Bauleitung des Wohnhauses Mockauer Straße 30, somit wohl auch für die Entwurfszeichnungen, steht der Name des Baumeisters Heinrich Küchling. Nach erteilter Baugenehmigung Mitte Juni 1903 übernahm als neuer Bauherr der Paunsdorfer Gemeindekassierer Karl Bernhard Lehmann Grundstück und Pläne. Nach behördlicher Schlussprüfung Mitte April 1904 zog sich die Gestattung der Ingebrauchnahme der Wohnungen noch über Monate hin, da die Schleusenherstellung noch nicht abgeschlossen war. Das Wasser des auf dem Grundstück vorhandenen Brunnens wurde nach hygienischer Untersuchung als "für Trink- und Gebrauchszwecke ungeeignet" befunden. Nachdem 1921 der Tischler Wilhelm Richard Quelms Eigentümer geworden war, sollte eine aus Stube, zwei Kammern, Küche und Vorraum bestehende Dachwohnung eingerichtet werden (Ausführung und Bauleitung Oswald Schütze). Ein 1925 beantragtes Wirtschaftsgebäude im Hof gelangte nicht zur Ausführung, wie auch eine 1984 erarbeitete Funktionsbereichsmodernisierung des mittlerweile in Volkseigentum befindlichen Hauses. Ausbau und Sanierung der Nachwendezeit wurden ab 2009 erarbeitet und 2011 mit den Arbeiten begonnen. Zwischen Historismus und Jugendstil liegend zeigt sich die viergeschossige Schaufront, mit einer wieder hergestellten Nutung im verputzten Parterre und dunklen Verblendsteinen oberhalb des Stockgesimses. Stuckdekor wurde als Reliefplatten über den Fenstern der beiden mittleren Geschosse, als Konsölchen unter den Sohlbänken und ehemals auch im Traufbereich angebracht. Die Fassade ist axialsymmetrisch konzipiert, in einigen Teilen erhalten die bauzeitliche Ausstattung. Fragwürdig unter Denkmalschutzgesichtspunkten sind die enormen Anstrengungen der Modernisierungs- und Sanierungsarbeiten hinsichtlich Fahrstuhleinbau, bemühter Umbau eines praktischen Zwei- zu einem Dreispänner, dem kompletten und das Erscheinungsbild stark beeinträchtigenden Umbau des Daches zu Wohnzwecken (massige Dachhäuser). Die scheußliche Hauseingangstür soll nicht darüber hinwegtäuschen, dass durchaus Originalsubstanz der bauzeitlichen Ausstattung erhalten sind. Für das Wohngebäude ist ein baugeschichtlicher und ortsteilentwicklungshistorischer Wert festzuhalten. LfD/2019                                                                                              | 09260673 |
| Weitere Bilder                          | Mehrfamilienhäuser einer Wohnanlage, mit Einfriedung und Vorgärten sowie Innenhöfe mit Trockenplätzen | Mockauer Straße 32; 34; 36; 38; 40; 42; 44; 46; 48; 50; 52; 54; 56; 58; 60; 62; 64; 66; 68; 70; 72; 74; 76 (Karte) | 1926-1927 (Mehrfamilienwohnhaus), 1927 (Nrn. 32-46)                                                                               | mit Durchfahrt zwischen Nummer 54/56, rote Putzfassade, im traditionalistischen Stil der 1920er Jahre, siehe auch Gontardweg 137, Friedrichshafner Straße 69 und Friedrichshafner Straße 70, Einfriedung am 2. Bauabschnitt, baugeschichtlich von Bedeutung | 09260529 |
|                                         | Mietshaus in geschlossener Bebauung | Mockauer Straße 35 (Karte) | 1912-1913 (Mietshaus) | Putzfassade, Reformstil-Architektur, baugeschichtlich von Bedeutung Ferdinand Paul Richard Wegner, Bauunternehmer seines Zeichens, finanzierte den zwischen Mai 1912 und März 1913 von ihm selbst ausgeführten Wohnhausneubau. Beide Wohnungen in jeder Etage erhielten jeweils drei Wohnräume sowie Küche, Vorplatz und einen zugewiesenen Abort im Treppenhaus, das Dachgeschoss blieb ohne Wohnnutzung. Im Herbst 1919 kaufte Buchhalter Arno Hecht das Grundstück, 1922 übernahm die Saxonia-Immobilien-Gesellschaft mbH, 1935 der Buchhandlungsgehilfe Friedrich Carl Gnäupel. Frau M. Gnäupel zeigte 1956 den Neuverputzt der Rückfront mit Kratzputz an. Auf Anfang Dezember 1984 datiert der Prüfbescheid zur Funktionsbereichsmodernisierung. Zwischen 1999 und 2008 erfolgten Sanierungsarbeiten und Balkonanbau. Ein vier Achsen breiter Mittelrisalit wird von zwei jeweils zweiachsigen Seitenrisaliten flankiert, mündet wirkungsvoll in einem Zwerchhaus mit schmalen hochrechteckigen, von Dekor umspielten Fenstern. Freundlich wirkt der dem Reformstil zuzuordnende Baukörper durch die Verwendung unterschiedlicher Putzstrukturen und einige gegossene Schmuckformen über der Haustür und im oberen Fassadenbereich – er reiht sich harmonisch in die geschlossene, zeitgleiche Bebauung der Straßenflucht. Deutlich abgesetzt von den oberen Stockwerken ist die untere Etage, der Sockel bedauerlicherweise heute verputzt, die gediegenen Wohnkomfort zeigende Ausstattung weitgehend erhalten. Das Gebäude besitzt als Zeugnis hochwertigen sozialen Wohnungsbaus der Zeit vor dem 1. Weltkrieg einen baugeschichtlichen und ortsentwicklungsgeschichtlichen Wert. LfD/2017, 2018 | 09260585 |
| Weitere Bilder                          | Mietshaus in geschlossener Bebauung | Mockauer Straße 37 (Karte) | um 1915 (Mietshaus) | mit Tordurchfahrt und zwei Läden, Putzfassade mit zwei Erkern, Reformstil-Architektur, baugeschichtlich von Bedeutung Als Bauherr ließ sich der im Ort ansässige Töpfermeister Richard Weßner ansprechen, als bauleitender Architekt Bernhard Frommelt. Im Oktober 1912 begannen die Arbeiten durch den Mockauer Maurermeister Richard Wegner. Ein Hofgebäude entstand nach anfänglicher Ablehnung seitens der Baubehörden ab März 1913 als Ofenniederlagsgebäude, das "nicht als Arbeitsraum benutzt werden" durfte. Zwei Wohnungen kamen in den oberen Stockwerken zum Einbau, in der Geschäftszone zwei Ladenwohnungen sowie die Durchfahrt. Von Interesse war der Umstand, dass jeweils auch ein Bad in der Wohnung vorgesehen war, zudem der Abort. Wegen des Zugangs von der Küche aus wurde durch die Bauaufsicht eine Verlegung des Toilettenzugangs ins Treppenhaus mehrfach (ergebnislos) angemahnt. Das 1913 fertiggestellte Haus besaß zudem eine Mietpartei unterem Dach mit Stube, Kammer, Küche, Korridor und AWC (ohne Bad). Pläne für den Einbau einer zweiten Dachwohnung 1919 gelangten erst 1923 zum Umsetzung, nachdem diese als dauerhaft zur Vermietung genehmigt worden war. Das schmal wirkende Haus besitzt einen kompletten Verputz, wenige Dekorelemente der Reformstilzeit, jedoch zwei über alle Obergeschosse reichende Polygonalerker. Diese münden in ein verbindendes mächtiges Zwerchhaus mit Giebelabschluss. Aus Kunststeinguss besteht der Sockel, die Schaufenster der Läden sind direkt unter den Anfängern der Erker eingefügt, die Ausstattung war zumindest 2008 noch weitgehend erhalten (u. a. auch zahlreiche Jalousieblenden und das Tor der Durchfahrt). Das Gebäude zeigt sich im Dezember 2018 noch unsaniert, besitzt als Dokument der regen Bautätigkeit auf Mockauer Flur vor dem 1. Weltkrieg einen baugeschichtlichen Wert. LfD/2018 | 09260584 |
|                                         | Mietshaus in geschlossener Bebauung | Mockauer Straße 39 (Karte) | 1912-1914 (Mietshaus) | mit Laden, Putzfassade, Reformstil-Architektur, baugeschichtlich von Bedeutung Das Mietshaus entstand in geschlossener Zeile 1912-1913, zeitgleich ein kleines frei stehendes Nebengebäude im Hof mit Waschküche und Niederlage. Zunächst lagen Pläne von Architekt und Baumeister Erich Ruppe vor, beauftragt von Kaufmann Ernst Robert Berger aus Stötteritz, der zeitgleich zwei weitere Wohngebäude in unmittelbarer Nachbarschaft zu errichten gedachte. Nach Erteilung der Baugenehmigung übernahm der Stötteritzer Zimmerpolier Karl Wilhelm Dülsner das Grundstück mitsamt der Projektunterlagen. Nach Überarbeitung waren dann aber statt zwei unterschiedlich großen Mietbereichen nun zwei etwa gleich große Wohnungen pro Etage vorgesehen sowie ein Laden im Erdgeschoss, der Dachraum blieb der ausschließlichen Bodennutzung vorbehalten. Pläne des Architekten Richard Grafe für eine Dachwohnung (April 1954) wurden keine drei Monate später wieder zurückgezogen, erste Unterlagen für Instandsetzung und Ausbau des Dachgeschosses stammen vom Sommer 1993. Heute präsentiert sich das Haus in saniertem Zustand mit heller Putzfassade und verputztem Sockel. Prägend sind der vier Achsen zählende Mittelrisalit und das Zahnschnittmotiv unterhalb der Fenstersohlbänke bzw. des Sohlbankgesims' im 3. Obergeschoss. Neben der Haustür hat sich die Ausstattung des Treppenraumes in Teilen erhalten. Als Zeugnis der Ortserweiterung und Wohnkultur der Zeit unmittelbar vor dem 1. Weltkrieg besitzt das Gebäude eine baugeschichtliche und ortsteilentwicklungsgeschichtliche Bedeutung. LfD/2018 | 09260583 |
|                                         | Mietshaus in geschlossener Bebauung | Mockauer Straße 41 (Karte) | 1912-1914 (Mietshaus) | Putzfassade, teilweise bleiverglaste Treppenhausfenster, Reformstil-Architektur, baugeschichtlich von Bedeutung In Stötteritz ansässig, brachte der Kaufmann Ernst Robert Berger einen Wohnhausbau auf den Weg, stellte im November 1912 den Bauantrag. Wenige Tage nach Erteilung der behördlichen Genehmigung verkaufte er Grundstück und Planung an den Stötteritzer Baumeister und Architekten Robert Wunderlich. Ein neuer Entwurf zeigt die Unterschrift des Architekten und Baumeisters Erich Ruppe, ebenfalls Stötteritz. Zunächst sollte jede Etage zwei Wohnungen erhalten, später zeigen Tekturen für das Parterre nur eine Mieteinheit sowie einen Laden- und Lagerbereich. Wunderlich trat als Ausführender und Bauleiter auf. Vom 20. Juli 1914 datiert die Gestattung der Ingebrauchnahme, im Oktober ist Wunderlich zum Militärdienst eingezogen. 1923 kam eine Dachwohnung zur Einrichtung, unter dem neuen Grundstücksbesitzer, Herrn Kaufmann Paul Richard Hegewald. Erst im Jahr 1958 sollten die Reste des bombenzerstörten Hofgebäudes abgetragen, 1960 die schadhaften Balkone abgebrochen werden. Im Zeitfenster 1960/1963 wurde durch Ladenumbau Wohnraum gewonnen, 2004/2005 zwei Balkonanlagen hofseitig errichtet. Das schmale Wohnhaus ist komplett glatt verputzt, besitzt einen Spritzwassersockel, eine Rahmung der Hauseingangstür mit zeittypischem Reformstildekor sowie ein Zwerchhaus mit neubarockem Giebelfeld, unpassend sind die neuen Fenster. Für das Gebäude in geschlossener Reformstil-Mietshausbebauung besteht ein baugeschichtlicher Wert. LfD/2018 | 09260517 |
|                                         | Mietshaus in geschlossener Bebauung | Mockauer Straße 43 (Karte) | 1913-1916 (Mietshaus) | mit Tordurchfahrt und Laden, Putzfassade, Reformstil-Architektur, baugeschichtlich von Bedeutung und wissenschaftlich-dokumentarischer Wert als Zeugnis der Ortsteilentwicklung Pläne für den Wohnhausbau wurden Ende Oktober 1913 von Baurat und Zivilingenieur Paul Ranft vorgelegt. Der Inhaber eines Ingenieur- und Architekturbüros steuerte zudem statische Berechnungen bei, übernahm die Ausführung der Schleusenanlage und koordinierte die Ausführung des Mietshauses durch das Baugeschäft Paul George sowie Knopf & Mucke für die Eisenkonstruktionen. Bereits im Sommer des Vorjahres waren Pläne für Wohnhaus und Fabrik eingereicht, diese jedoch nicht ausgeführt worden. Tekturen gelangten Anfang 1914 zur Vorlage bei der Baubehörde, betreffend Fassadenentwurf und die innere Aufteilung. Zunächst hatte Bauherr Heinrich Fikentscher, Inhaber der Maschinenfabrik F. Fikentscher beabsichtigt, zwei komplette Etagen des Hauses mit innerer Verbindungstreppe zu versehen und selbst zu nutzen. Letztlich entstand ein ortsübliches Mietwohngebäude als Doppelspänner mit Durchfahrt und einer Ladenwohnung im Erdgeschoss. Erst Juli 1916 kam es zur Schlussbesichtigung nach Fertigstellung, im Jahr 1920 zur Beantragung einer Dachwohnung. 1997 Ausreichung der denkmalschutzrechtlichen Genehmigung für die beabsichtigte Sanierung. Die Putzfassade des viergeschossigen Hauses ist geprägt von einem markanten Kastenerker mit den Giebel abschließendem Zwerchhaus. Gegossene Schmuckreliefs und Dekorplatten bereichern die Ansicht, zu deren Erscheinungsbild die eleganten kleinteiligen Sprossenfenster maßgeblich beitrugen (heute durch Nachbildungen ersetzt). Bedauerlich ist der Verlust des Durchfahrttores und die Gestaltung der Ladenfront mit weißem Kunststoff. Das Gebäude belegt die immense Ausdehnung des ehemaligen Dorfes Mockau und die städtische Phase der Ortserweiterung im ersten Drittel des 20. Jahrhunderts, es ist ein baugeschichtlicher Wert festzustellen. LfD/2018 | 09260518 |
| Weitere Bilder                          | Mietshaus in halboffener Bebauung | Mockauer Straße 45 (Karte) | bezeichnet 1926 (Mietshaus) | Putzfassade im Art-déco-Stil mit Straßenraumwirkung, ortsentwicklungsgeschichtlich und baugeschichtlich von Bedeutung Ein 1912 von Kaufmann Ernst Robert Berger aus Leipzig-Stötteritz auf den Weg gebrachtes Mietshausprojekt kam nicht zur Ausführung, das brach liegende Grundstück wurde erst 1925 bis 1927 mit einem Wohngebäude bebaut (bezeichnet im Sturz des Hauseingangs 1926). Für die Finanzierung stand die Firma Karl Alfred Voigt, für Pläne (Oktober 1925) und Bauleitung das Büro des Architekten O. Martin Rothmann. Das Baugeschäft Franz Wendt übernahm die Ausführung ab Sommer 1926. Hinter der eindrücklichen Art-déco-Fassade kamen pro Etage zwei Wohnungen mit Bad/WC und Loggia zur Einrichtung, eine Mieteinheit unter dem Dach. Markant zeigt sich die Zone des Zugangs, es wirkt ein darüber befindlicher horizontaler Putzstreifen zwischen profilierten Gesimsen, der Wechsel zwischen Glatt- und Nesterputz sowie nicht zuletzt die Ausbildung des Mittelrisalites mit Lisenenstruktur. Stuckdekor und insbesondere die umlaufende Dekoration des Rahmens der Hauseingangstür verweisen auf den Art déco. Zeittypisch ist nicht zuletzt das zweiachsige Dachhaus mit Giebelabschluss und kleinem Dreieckfenster. Wegen der freien Zufahrt zum rückwärtigen Fabrikgelände ist das Haus als Kopfbau und mit einer stilgleich gestalteten Giebelfront erbaut worden, das Gebäude ist saniert. Es ist ein baugeschichtlicher, baukünstlerischer und ortsteilentwicklungsgeschichtlicher Wert zu konstatieren. LfD/2018 | 09260519 |
|                                         | Mietshaus in geschlossener Bebauung | Mockauer Straße 51 (Karte) | um 1912 (Mietshaus) | mit Läden, Putzfassade, bleiverglaste Treppenhausfenster, Reformstil-Architektur, baugeschichtlich von Bedeutung | 09260520 |
|                                         | Mietshaus in geschlossener Bebauung | Mockauer Straße 53 (Karte) | 1915/1920 (Mietshaus) | Putzfassade, teilweise farbige Treppenhausfenster, im Reformstil, baugeschichtlich von Bedeutung | 09260521 |
|                                         | Mietshaus in geschlossener Bebauung | Mockauer Straße 65 (Karte) | 1914 (Mietshaus) | Putzfassade, im Reformstil, das Gebäude besitzt einen baugeschichtlichen und ortsteilentwicklungsgeschichtlichen Wert Der in Mockau recht umtriebige Bauunternehmer Ferdinand Paul Richard Wegner übernahm die Funktionen des Finanziers und Ausführenden, das Baugeschäft von Bernhard Frommelt ausführende Arbeiten, statische Berechnungen und vermutlich auch die Planung des 1914 errichteten Hauses. In geschlossener Zeilenbebauung an einer wichtigen Ortsausfallchaussee - seinerzeit noch Leipziger Straße genannt - entstand ein viergeschossiger Putzbau in Formensprache der Reformstilarchitektur, hinter dessen axialsymmetrisch konzipierter Fassade pro Etage zwei Wohnungen zur Anmietung liegen. Für die oberen Geschossen standen jeder Mietspartei zwei Stuben straßenseitig sowie Kammer, Küche und AWC zum Hof zur Verfügung, im Parterre hingegen eine Stube und zwei Kammern, geschuldet der wegen des Hauseingangs reduzierten Gesamtwohnfläche. 1919 übernahm Kürschner Franz Heinrich Köthner das Grundstück, laut Grundbucheintrag 1936 seine verwitwete Frau Marie Elisabeth geb. Kühnhold. Nutung im Erdgeschoss, schwach vortretende Seitenrisalite in den oberen Etagen, ein wirkungsvolles Zwerchhaus mit Giebelschluss, mehrgliedrig geteilte Fenster, Ziegeldach und eine ansprechende stiltypische Innenausstattung manifestieren die Baukultur der Zeit unmittelbar vor Beginn des 1. Weltkrieges, das Haus 2008 noch unsaniert, 2017 recht frisch renoviert vorgefunden. Das Gebäude besitzt einen baugeschichtlichen und ortsteilentwicklungsgeschichtlichen Wert. LfD/2018 | 09260522 |
|                                         | Mietshaus in geschlossener Bebauung | Mockauer Straße 67 (Karte) | 1913-1914 (Mietshaus) | Putzfassade, im Reformstil, Gebäude im geschlossenen Straßenzug mit baugeschichtlichem und ortsteilentwicklungsgeschichtlichem Wert Kurz vor dem Jahreswechsel 1913/1914 brachte der Bauunternehmer Ferdinand Paul Richard Wegner das Wohnhausprojekt auf den Weg – gemeinsam mit dem bauleitenden Architekten Bernhard Frommelt. Im Februar begann Wegner mit den Arbeiten, die er bereits im Sommer des Jahres 1914 erfolgreich abschloss. Um einen zentralen Vorsaal gruppierten sich im Parterre zwei Kammern, eine Stube und Küche, oben zwei straßenseitige Stuben sowie Kammer und Küche zum Hof. Separat entstand rückwärtig ein Waschhausgebäude. Zwei 1945 gemeldete fliegergeschädigte Wohnungen im obersten Stock sollten einer Nutzbarkeit wieder zugeführt werden, Pläne des Wiederitzscher Bauingenieurs Albrecht Hartmann 1951 gelangten erst 1954 zur Umsetzung. Ausführend fungierte das Baugeschäft von Baumeister Hermann Fiedler unter der Leitung des Architekten Richard Edler. Anträge für einen Dachausbau datieren von 1992, für Balkonanbauten in das Jahr 2002. Die Putzfassade ist ein würdiger Vertreter der Reformstilarchitektur im sozialen Wohnungsbau der Jahre um den 1. Weltkrieg, zeigt Nutung im Erdgeschoss, zwei Seitenrisalite, ein Zwerchhaus mit Giebelabschluss und eine handwerklich solide, gediegene Ausstattung im Inneren. Einige Reliefs und Gussplatten dekorieren die Straßenfront, Gesimse und ehemals eine mit Schablonenmalerei versehene Traufe setz(t)en Akzente. Das im geschlossenen Ensemble zusätzlich wirkende Gebäude besitzt einen baugeschichtlichen und ortsentwicklungsgeschichtlichen Wert. LfD/2018 | 09260523 |
|                                         | Mietshaus in geschlossener Bebauung | Mockauer Straße 71 (Karte) | 1913-1914 (Mietshaus) | Putzfassade, Reformstilbau im geschlossenen Straßenzug mit baugeschichtlicher Bedeutung In geschlossener Zeilenbebauung entstand 1913 das Wohngebäude nebst Waschhaus im Hof für den Mockauer Bauunternehmer Ferdinand Paul Richard Wegner. Für die Bauleitung zeichnete Bernhard Frommelt. Hinter der Reformstilfassade mit zweiachsigen Seitenrisaliten waren in einer jeden Etage zwei Wohnungen zu mieten, mit drei Wohnräumen und Küche um einen zentralen Vorsaal. Akzente setzen das Zwerchhaus, ein Schmucküberfang der Hauseingangstür, wenige kleine Reliefs und verschiedene Putzstrukturen wie beispielsweise Nutung und Kammputz im Erdgeschoss. Gefälliger in Form und Farbe präsentiert sich die Ausstattung des Eingangs und Treppenhauses. Aufgrund des kriegszerstörten linken Nachbargrundstückes machte sich eine Reparatur des oberen Brandgiebelbereiches notwendig, wofür Anfang 1952 Antrag gestellt wurde. Im August 2008 noch leerstehend und unsaniert präsentiert sich das Haus heute gediegen saniert, die rückwärtigen Balkone stammen von 2014/2015. Das Gebäude bezeugt die Mockauer Ortserweiterung unmittelbar vor Beginn des 1. Weltkrieges, steht prägend in geschlossener Zeile und besitzt einen baugeschichtlichen Wert. Das Nachbargrundstück Nummer 69 lag lange Zeit brach: erst 1925 kursierten Pläne von O. M. Rothmann, später von Baumeister Emil Voigt (1926), den Architekten Gebrüder Jaeger (1927) sowie Jaeger & Hertel (1928, ). Beim Fliegerangriff vom 7. Juli 1944 erlitt das erst 1929 fertiggestellte Haus Totalschaden, ebenso die Glaserwerkstatt im Hof. Wiederaufbau des Grundstücks wurde 1958 beantragt, zwischen 1962 und 1965 nach Entwurf von Architekt Erich Engel als Zweispänner ausgeführt. LfD/2018 | 09260524 |
|                                         | Mietshaus in geschlossener Bebauung und Fabrikgebäude im Hof | Mockauer Straße 73 (Karte) | 1912-1913 (Mietshaus), 1912-1913 (Fabrikgebäude)                                                                                  | mit Tordurchfahrt und Läden, Reformstil-Architektur, das Wohn- und Gewerbegrundstück von baugeschichtlichem Wert Noch während der laufenden Verkaufsverhandlungen mit der Stadt Leipzig reichten die beiden Tischlermeister Rudolf Wagner und Ernst Paul Jänichen Zeichnungen zur Prüfung als Vorprojekt ein (Initialen W und J im Giebelfeld), die kein Geringerer als Architekt Georg Wünschmann gefertigt hatte. Auf die Pläne vom September 1912 folgten im Januar 1913 Tekturen und Anfang März der Antrag, mit den Ausschachtungsarbeiten beginnen zu dürfen. Als Mitarbeiter im Büro Wünschmann ist R. Albrecht aktenkundig. Ende des Jahres konnte die Fertigstellung vermeldet werden, zeitgleich war ein Ateliergebäude mit Atelier, Dunkelkammer, Arbeitsraum und Wartezimmer entstanden. 1934 war eine Druckerei auf dem Gelände ansässig. Für 1938 sind die Errichtung eines Garagengebäudes zu konstatieren und 1961 wurde eine eingerichtete Dachgeschosswohnung zur Benutzung frei gegeben. Zur gleichen Zeit ist die PGH Laden- und Fernsprechzellenbau ansässig. Jahrelang war das Grundstück Produktionsort der Tischlerwerkstatt Wagner & Jänichen und noch 2016 war eine Tischlerei hier tätig, das zweigeschossige Werkstattgebäude besitzt eine gelbe Sichtklinkerfassade. Wirkungsvoll trotz des Verzichts auf üppige Dekoration präsentiert sich die axialsymmetrisch konzipierte Straßenfront des Mietshauses. Pilaster und Gesimse gliedern die Putzfassade und ein dreiachsiges Zwerchhaus schließt den fünf Achsen breiten Mittelrisalit ab. In der Mitte finden sich zwei Austritte sowie im dritten Obergeschoss vier in Nischen eingestellte Vasen. Weitgehend erhalten ist die Ausstattung wohingegend Fenster und Fensterläden aus Kunststoff außerordentlich störend wirken. Baugeschichtlicher und als ein Wünschmann-Bau auch baukünstlerischer Wert. LfD/2015, 2016 | 09260525 |
|                                         | Mietshaus in geschlossener Bebauung | Mockauer Straße 75 (Karte) | 1914 (Mietshaus) | ehemals mit Laden, Putzfassade, im Reformstil, baugeschichtliche Bedeutung Als Bauplatz 34 an der damaligen Leipziger Straße hatte der Bauunternehmer, Maurermeister und Inhaber eines Baugeschäftes Gottfried Karl Lieniger, das Grundstück erworben, errichtete 1914 innerhalb von zehn Monaten das vierstöckige Haus. Zwei erkerähnliche Vorbauten beleben die symmetrische Fassade, ein aus der Achse gerücktes Dachhaus mit hohem Giebel die Dachlandschaft. Hier war zunächst nur Bodenraum vorgesehen, aber 1929/1930 entstand eine Dachwohnung durch Firma Hoch-, Tief- und Eisenbetonbau Karl Lieniger nach Plänen von Baumeister und Architekt Felix Plessing. Ein zeitgleich beabsichtigter Ladeneinbau im Parterre kam nicht zur Ausführung, ebenso wenig ein Vorhaben 1993 für den Umbau zum Bürogebäude mit Ladenlokal. Über einem scheinbar aus Granitquadern gefügten Sockel steigt die Putzfassade in Manier der Reformstilarchitektur auf, von einer ehemals profilierteren Traufzone vom Ziegeldach getrennt, wenige Dekorelemente schmücken. Farbenprächtig zeigt sich die Ausstattung des bereits 2008 sanierten Hauses. Das Reformstilgebäude im geschlossenen Straßenzug besitzt einen baugeschichtlichen Wert. LfD/2018 | 09260526 |
|                                         | Mietshaus in halboffener Bebauung | Mockauer Straße 77 (Karte) | um 1915 (Mietshaus) | bleiverglaste Treppenhausfenster, Putzfassade mit zwei Erkern, Reformstil-Architektur, baugeschichtlich von Bedeutung | 09260527 |
| Weitere Bilder                          | Mehrfamilienhäuser einer Wohnanlage, mit Vorgarten | Mockauer Straße 86; 88; 90; 92; 94; 96 (Karte) | um 1930 (Mehrfamilienwohnhaus) | Putzfassade, im traditionalistischen Stil, baugeschichtlich von Bedeutung | 09260658 |
|                                         | Mietshaus in halboffener Bebauung | Mockauer Straße 100 (Karte) | um 1885 (Mietshaus) | mit Tordurchfahrt und Laden, Klinkerfassade, baugeschichtlich von Bedeutung | 09260566 |
| Weitere Bilder                          | Mehrfamilienhäuser einer Wohnanlage, mit begrünten Innenhöfen und Vorplatz | Mockauer Straße 104; 106; 108; 110; 112; 114; 116 (Karte) | 1934 Wohnblöcke (Mehrfamilienwohnhaus)                                                                                            | siehe auch Beuthstraße 163-173 und Oelßnerstraße 2a-2f, baugeschichtlicher und ortsentwicklungsgeschichtlicher Wert, Zeugnis für qualitätvollen sozialen Wohnungsbau in den 1930er Jahren | 09260532 |
| Weitere Bilder                          | Postgebäude in offener Bebauung, mit Einfriedung und Vorgarten an der Essener Straße | Mockauer Straße 121 (Karte) | 1915-1916 (Post) | Putzfassade, in exponierter Lage befindlicher Neorenaissancebau mit ortsentwicklungsgeschichtlicher Bedeutung, Zeugnis des deutschen Postwesens, Erinnerungswert Es ist überaus interessant, dass nicht die Kaiserliche Ober-Postdirektion einen Filial-Neubau im Eigenauftrag ausführte, sondern ein privater Unternehmer Antrag für einen Post- und Wohnneubau stellte. Hier ist es Architekt Alfred Spaete, der zudem die Fertigung der Entwürfe und die Bauleitung übernahm. Erste Pläne fanden keine baubehördliche Zustimmung, da laut Ortsgesetz "Villenstil" vorgeschrieben war. So erläutert Spaete seine verfeinerten Zeichnungen vom Juni 1915 folgend, "sollen die Ansichten allenthalben architektonisch gut durchgebildet werden, insbesondere wird Sorgfalt gelegt auf reiche Ausbildung der Erker und Giebel". Baumeister Otto Hauschild übernahm die Ausführung des im Februar 1916 genehmigten Unternehmens, beteiligt war zudem die Decken-Baugeschäft GmbH der Baumeister Weineck & Kayser. Neben dem Postamt waren acht Wohnungen und ein Laden vorgesehen, zeitgleich die Vorgarteneinfriedung in Vorlage gebracht. Die Postdirektion unterschrieb lediglich einen Mietvertrag und bezog die Räumlichkeiten nach der am 15. August 1916 erfolgten Schlussrevision. 1917 übrigens wurde Spaete zum Heeresdienst einberufen, so dass dieser kleinere Nacharbeiten nicht betreuen konnte. Im Februar 1919 Antrag für den Umbau des Ladens zu Wohnraum, 1939 sollte die Post auf 260 Quadratmeter vergrößert werden einhergehend mit dem Einbau einer zweiten Dachgeschosswohnung. Anfang des Jahres 2002 Rückübertragung des Grundstücks. Das wirkungsvolle Eckgebäude ehemals an der Schnittstelle König-Albert- und Leipziger Straße. Formen der deutschen Spätrenaissance charakterisieren den verputzten Bau, der die zeitgenössischen Tendenzen der Reformstilarchitektur aufzeigt. Aufsehenerheischend prägt ein mächtiger Staffelgiebel mit Rollwerk und Vasenaufsätzen das Gebäude, in den Hauptetagen darunter liegen zwei mächtige Kastenerker aus mächtigen Konsolen. Die Fenster sind gerahmt von Hermen- und Karyatidenpilastern. Weitere Gliederungen sind in eingefärbtem Putz ausgeführt, so u. a. Gesimse, Beschlagwerkfriese. Auf dem 2012- 2013 mit einem gestalterisch belanglosen Wohn- und Geschäftshaus bebauten Nachbargrundstück kam ehemals übrigens das sehr wirkungsvoll in Szene gesetzte Mockauer Rathaus zur Ausführung, für Anlieferung und Parkplatz dabei Zerstörung einer künstlichen Gartengrotte auf Grundstück Bochumer Straße 6. Gegenüber der Repräsentationsgebäude Rathaus und Post liegt ein städtischer Schmuckplatz. Baugeschichtliche, ortsteilentwicklungsgeschichtliche, künstlerische Bedeutung, Erinnerungswert. LfD/2013, 2014 | 09260528 |
| Direkt Bild zu diesem Denkmal hochladen | Mehrfamilienhäuser einer Wohnanlage, mit Hofflächen | Oberläuterstraße 8; 10; 12; 14; 16; 18; 20; 22; 24; 26 (Karte) | 1927-1928 (Nummer 8-16, Mehrfamilienwohnhaus), 1929-1930 (Nummer 18-26, Mehrfamilienwohnhaus)                                     | Putzfassade, Teil einer Wohnanlage, siehe auch Wilhelm-Busch-Straße 38, baugeschichtlich von Bedeutung | 09260539 |
| Direkt Bild zu diesem Denkmal hochladen | Mehrfamilienhäuser einer Wohnanlage | Oberläuterstraße 9; 11; 13; 15; 17; 19; 21; 23; 25 (Karte) | 1928-1929 (Mehrfamilienwohnhaus)                                                                                                  | Putzfassade mit Klinkergliederung, vermutlich erbaut als Unterkunftshäuser für Obdachlose, baugeschichtlich von Bedeutung | 09260541 |
| Direkt Bild zu diesem Denkmal hochladen | Mehrfamilienhäuser einer Wohnanlage, mit zwei Vorgärten an den Stirnseiten und Hoffläche | Oberläuterstraße 28; 30; 32; 34; 36; 38; 40; 42; 44; 46; 48; 50 (Karte) | 1928-1929 (Mehrfamilienwohnhaus)                                                                                                  | Putzfassade mit Klinkergliederung, Teil eine Wohnanlage (siehe auch Wilhelm-Busch-Straße 25), vermutlich erbaut als Unterkunftshäuser für Obdachlose, baugeschichtlich von Bedeutung | 09260543 |
|                                         | Mietshaus in geschlossener Bebauung | Oelßnerstraße 2 (Karte) | 1897-1898 (Mietshaus) | mit Laden und Tordurchfahrt, Klinkerfassade, baugeschichtliches Zeugnis der Ortserweiterung, Dokument der historistischen Mietshausarchitektur im Mockauer Erweiterungsgebiet Am Tag der Weihnacht 1897 wurde Bauantrag gestellt für ein Wohnhaus durch Zimmermann August Salzmann, der auch die Ausführung zu übernehmen gedachte und vermutlich in Personalunion auch die Zeichnungen gefertigt hatte. Im November 1898 erfolgte die Schlussprüfung für den klassischen Zweispänner, im Erdgeschoss kam eine Ladenwohnung neben der Durchfahrt zur Einrichtung. 1914 Einbau eines weiteren Ladens. Das in geschlossener Zeilenbebauung im "Mittel-Mockau" (Ortserweiterungsgebiet) liegende Haus ist dreigeschossig und besitzt eine Klinkerfassade über verputztem Erdgeschoss. Profilierte Fensterrahmungen aus Kunststein akzentuieren das Gebäude ebenso wie die beiden jeweils doppelachsigen Seitenrisalite – leider jedoch sind das Erdgeschoss und die Traufe geglättet und der Stuck in den Verdachungen über den Fenstern des 1. Obergeschosses verloren. Teile der Ausstattung sind erhalten. Baugeschichtlicher Wert, Zeugnis der Ortsentwicklung im Erweiterungsgebiet. LfD/2013, 2014 | 09260559 |
|                                         | Mehrfamilienhäuser einer Wohnanlage, mit begrünten Innenhöfen | Oelßnerstraße 2a; 2b; 2c; 2d; 2e; 2f (Karte) | 1934 Wohnblock (Mehrfamilienwohnhaus)                                                                                             | siehe auch Mockauer Straße 104-118 und Beuthstraße 163-173, baugeschichtlicher und ortsentwicklungsgeschichtlicher Wert, Zeugnis für qualitätvollen sozialen Wohnungsbau in den 1930er Jahren | 09260534 |
|                                         | Mietshaus in halboffener Bebauung | Oelßnerstraße 10 (Karte) | um 1890 (Mietshaus) | mit Hausdurchgang, Klinkerfassade, baugeschichtlich von Bedeutung | 09260555 |
|                                         | Mietshaus in geschlossener Bebauung | Oelßnerstraße 12 (Karte) | um 1890 (Mietshaus) | mit Tordurchfahrt, Klinkerfassade, baugeschichtlich von Bedeutung | 09260554 |
|                                         | Mietshaus in halboffener Bebauung | Oelßnerstraße 13 (Karte) | um 1895 (Mietshaus) | Klinkerfassade, baugeschichtlich von Bedeutung | 09260558 |
|                                         | Mietshaus in geschlossener Bebauung (bauliche Einheit mit Nr. 16) | Oelßnerstraße 14 (Karte) | um 1898 (Hälfte eines Doppelmietshauses)                                                                                          | Klinkerfassade, Doppelmietshaus mit Nummer 16, baugeschichtlich von Bedeutung | 09260553 |
|                                         | Mietshaus in geschlossener Bebauung | Oelßnerstraße 15 (Karte) | um 1895 (Mietshaus) | Klinkerfassade, baugeschichtlich von Bedeutung | 09260557 |
|                                         | Mietshaus in geschlossener Bebauung (bauliche Einheit mit Nr. 14) | Oelßnerstraße 16 (Karte) | um 1898 (Mietshaus) | mit Hausdurchgang, Klinkerfassade, Doppelmietshaus mit Nummer 14, baugeschichtlich von Bedeutung | 09260552 |
|                                         | Mietshaus in halboffener Bebauung | Oelßnerstraße 17 (Karte) | um 1895 (Mietshaus) | Klinkerfassade, baugeschichtlich von Bedeutung | 09260556 |
|                                         | Mietshaus in geschlossener Bebauung | Oelßnerstraße 18 (Karte) | um 1900 (Mietshaus) | Klinkerfassade, baugeschichtliche und ortsentwicklungsgeschichtlich bedeutsam als Zeugnis der Ortserweiterung | 09260551 |
|                                         | Mietshaus in geschlossener Bebauung | Oelßnerstraße 20 (Karte) | um 1900 (Mietshaus) | Klinkerfassade, Jugendstilausmalung und Schablonenmalerei im Treppenhaus und Eingangsbereich, baugeschichtlich von Bedeutung | 09260550 |
|                                         | Mietshaus in geschlossener Bebauung | Oelßnerstraße 22 (Karte) | um 1900 (Mietshaus) | Klinkerfassade, Malerei im Eingangsbereich, baugeschichtlich von Bedeutung | 09260549 |
|                                         | Mietshaus in geschlossener Bebauung | Oelßnerstraße 24 (Karte) | um 1895 (Mietshaus) | mit Hausdurchgang, Klinkerfassade, baugeschichtlich von Bedeutung | 09260548 |
|                                         | Mietshaus in geschlossener Bebauung in Ecklage | Oelßnerstraße 26 (Karte) | um 1899 (Mietshaus) | Klinkerfassade, baugeschichtlich von Bedeutung | 09260547 |
|                                         | Inschrifttafeln an den Siedlungshäusern | Oelßnerstraße 27; 28 (Karte) | bezeichnet 1929 (Inschrifttafel)                                                                                                  | Terrakottatafeln »L S G SÄCHS. HEIM 1929« an den Siedlungshäusern, ortsgeschichtlich von Bedeutung | 09260544 |
| Direkt Bild zu diesem Denkmal hochladen | Einzeldenkmal o. g. Sachgesamtheit: 41 Reihenhäuser einer Wohnsiedlung (siehe auch Sachgesamtheitsdokument - Obj. 09305933, Gontardweg 52-135) | Pappelhof 1; 2; 3; 4; 5; 6; 7; 8; 9; 10; 18; 19; 20; 21; 22; 23; 24; 25; 26; 27; 28; 29; 30; 31; 32; 33; 34; 35; 36; 37; 38; 39; 40; 41; 42; 43; 44; 45; 46; 47; 48 (Karte) | 1919-1924 (Reihenhaus) | Architekturzeugnis von europäischer Bedeutung für die Entwicklung des Wohnungsbaus in den 1920er Jahren, Seltenheitswert, Architekt: Stadtbaurat Carl James Bühring, künstlerisch, sozialhistorisch und baugeschichtlich von Bedeutung | 09260436 |
| Direkt Bild zu diesem Denkmal hochladen | Fabrikgebäude und Werkstattgebäude einer Fabrik | Rosenowstraße 4 (Karte) | um 1920 (Fabrik) | Klinkerbauten, Produktion von Automobilen und Fahrrädern (Hauptwerk in Frankfurt/Main), ortsgeschichtlich und baugeschichtlich von Bedeutung | 09260592 |
| Direkt Bild zu diesem Denkmal hochladen | Mehrfamilienhaus einer Wohnanlage, mit Vorgarten | Rosenowstraße 30 (Karte) | 1921 (Mehrfamilienwohnhaus) | Putzfassade, siehe auch Essener Straße 43/45, baugeschichtlich von Bedeutung | 09260385 |
| Direkt Bild zu diesem Denkmal hochladen | Mehrfamilienhäuser einer Wohnanlage, mit hofseitigen Grünflächen und Vorgarten | Rosenowstraße 31; 33; 35; 37; 39; 41; 43; 45; 47; 49; 51; 53; 55; 57 (Karte) | 1930 (Mehrfamilienwohnhaus) | Putzfassade, dazugehörig Essener Straße 41/41a/41b, gartenkünstlerisch, sozialgeschichtlich und baugeschichtlich von Bedeutung | 09260381 |
| Weitere Bilder                          | Alter Friedhof Mockau, Sachgesamtheit | Samuel-Lampel-Straße (Karte) | 1890 (Friedhof) | Sachgesamtheit Alter Friedhof Mockau, mit folgenden Einzeldenkmalen (siehe auch Objekt-ID: 09260657): Einfriedung, Friedhofstor und Denkmal für die Gefallenen des 1. Weltkrieges sowie gärtnerische Friedhofsgestaltung; gartenkünstlerisch, ortsgeschichtlich und sozialgeschichtlich von Bedeutung | 09306700 |
| Direkt Bild zu diesem Denkmal hochladen | Alter Friedhof Mockau, Einzeldenkmale | Samuel-Lampel-Straße (Karte) | 1890 (Friedhof), nach 1918 (Gefallenendenkmal)                                                                                    | Einzeldenkmale der Sachgesamtheit Alter Friedhof Mockau (siehe auch Objekt-ID: 09306700): Einfriedung, Friedhofstor und Denkmal für die Gefallenen des 1. Weltkrieges sowie gärtnerische Friedhofsgestaltung; gartenkünstlerisch, ortsgeschichtlich und sozialgeschichtlich von Bedeutung | 09260657 |
| Direkt Bild zu diesem Denkmal hochladen | Wandgestaltung am Haupteingang eines Schulgebäudes | Samuel-Lampel-Straße 1 (Karte) | 1975 (Wand- und Deckenbild) | künstlerisch von Bedeutung | 09292947 |
|                                         | Mietshaus in geschlossener Bebauung in Ecklage | Schneiderstraße 2 (Karte) | um 1880 (Mietshaus) | mit Hausdurchgang und ehemals mit Laden, historisierende Putzfassade, baugeschichtlich von Bedeutung | 09260697 |
|                                         | Mietshaus in ehemals geschlossener Bebauung | Schneiderstraße 4 (Karte) | um 1900 (Mietshaus) | Putzfassade, baugeschichtlich von Bedeutung | 09260696 |
|                                         | Mietshaus in geschlossener Bebauung | Schneiderstraße 5 (Karte) | 1897-1898 (Mietshaus) | Klinkerfassade, vorstadttypischer Gründerzeitbau, Dokument der Ortserweiterung, bauhistorischer Wert Emil Franz Hänsel als entwerfender Architekt, Bauherr und für die Ausführung verantwortlich zeichnend – somit stellt das Mockauer Mietshaus Kreuzstraße 5 (ab 1.1.1920 Schneiderstraße) ein frühes Werk des später berühmten und vielbeschäftigten, 1870 in Döbeln geborenen, Architekten dar. 1897 bis 1898 entstand der recht breite Wohnhausbau mit gegliederter Putz-Klinker-Fassade unter Verwendung von Kunststeinformteilen, die ursprüngliche Fassadenzeichnung wurde hierbei jedoch nicht umgesetzt. Eine Besonderheit das an Sitznischenportale der Renaissancezeit erinnernde Zugangsportel. Zwei Mietparteien im Erdgeschoss, jeweils drei Wohneinheiten in den beiden Obergeschossen. Verlegung der Bodentreppe 1902 bzw. 1903 noch unter Hänsel. Erst 1912 wird ein neuer Eigentümer, der Kaufmann Hermann Karl Otto Klemm genannt. 1965 Planungen für den Einbau der Abschwemmung, 1998/1999 Sanierung und Balkonanbau durch H & H Wohnbau GmbH. LfD/2009 | 09260694 |
| Weitere Bilder                          | Mietshaus in geschlossener Bebauung in Ecklage | Schneiderstraße 13 (Karte) | um 1890 (Mietshaus) | ehemals mit Eckladen, Klinkerfassade, baugeschichtlich von Bedeutung | 09260693 |
| Direkt Bild zu diesem Denkmal hochladen | Turnhalle in halboffener Bebauung, mit originalen Turngeräten | Simón-Bolivar-Straße 92 (Karte) | 1905-1906 (Turnhalle) | zeittypische Putzfassade, ortshistorisch und baugeschichtlich von Bedeutung Auf einem Grundstück zwischen ehemaliger Nordstraße und damaligen Eilenburger Straße gedachte der Allgemeine Turnverein zu Mockau 1906 eine Halle für sportliche Übungen sowie auf der anderen straßenseitigen Flurstücksseite ein Mietshaus zu erbauen. Entwürfe steuerte jeweils der Leipziger Architekt Curt Möbius bei. Das Gelände diente dem Verein bereits einige Jahre als Turnplatz und 1893 hatte der Zimmermann Schmidt aus Mockau hier einen Geräteschuppen für den Verein errichtet, das Mietshaus fand erst 1908 seine bauliche Umsetzung, nachdem es 1907 an den Bauunternehmer Karl Kühne aus Thekla verkauft worden war (heute Stralsunder Straße 7). Der Turnsaal war mit Galerie und einer Fläche von 334 Quadratmetern gedacht. Für die Binderkonstruktion stand jene der bereits erbauten Liebertwolkwitzer Turnhalle Pate (heute Am Angerteich 4). Maurermeister Karl Küling und der Zimmermeister August Salzmann, der zeitgleich Vorsitzender des Turnvereins war, übernahmen die Ausführung bis Herbst 1906. Axialsymmetrisch im Aufbau zeigt sich die Schauseite mit vier großen Rundbogenfenstern, einem ovalen Oberlicht über dem Zugangsportal, dessen Fassung an Portalrahmungen im Festungsbau erinnert. Das recht flach geneigte ziegelgedeckte Dach wird von einer Laterne, die vordringlich der Entlüftung diente, wirkungsvoll bekrönt, die Hofseite durch einen fünfachsigen Mittelrisalit mit Zwerchhausabschluss in neubarockem Duktus beherrscht. Leider sind die unterschiedlichen Putze, die Nutungen, Quaderungen und Gesimse am Gebäude weitgehend verloren. Im Jahreswechsel 1924/1925 übernahm Architekt P. Altmann aus dem Architekturbüro E. O. Voigt Planung und Leitung eines Anbaus, der als Turnratszimmer vorgesehen war. Die ausführenden Arbeiten übernahmen Wilhelm Döring und bezüglich der Eisenkonstruktionen die Firma Knopf & Mucke. 1942 war, wie auch in der Neuschönefelder Turnhalle an der Marthastraße, eine “vorübergehende Unterbringung von ausländischen Arbeitskräften (Russen)” der Erla-Werke beabsichtigt. Dies für die Dauer, während der das Barackenlager an der Theklaer Straße noch im Bau war. Auf Mitte Januar 1989 datiert der Prüfbescheid für Rekonstruktion und Umbau der Turnhalle, später diente das Gebäude über viele Jahre als Probebühne für das Schauspiel Leipzig. Es ist ein baugeschichtlicher, ortsentwicklungsgeschichtlicher und sporthistorischer bzw. sozialgeschichtlicher Wert festzuhalten, das Gebäude besitzt auf Mockauer Flur Seltenheitswert. LfD/2019 | 09260650 |
| Direkt Bild zu diesem Denkmal hochladen | Mietshaus in geschlossener Bebauung | Simón-Bolivar-Straße 98 (Karte) | 1901-1902 (Mietshaus) | Klinker-Putz-Fassade, baugeschichtlich von Bedeutung Ausführende für den Mietwohnungsbau waren die Bauunternehmer Karl Möbius und Ernst Wartmann, die zunächst auch als Bauherren auftraten, später agierte hier Herr Wartmann allein. Ein Antrag an die Baubehörde zeigt den 11. September 1901, das Schlussprüfungsprotokoll den 9. Oktober 1902. Wenige Monate später übernahm Zimmeister Karl Friedrich Rößler das Grundstück. Sanierung und weiterer Dachausbau gelangten Ende Dezember 1999 zur Einreichung. Das Gebäude in geschlossener Front ist als klassischer Zweispänner konzipiert. Im Parterre war neben einer Wohnung links neben dem Hauseingang ein Laden mit angeschlossenem Wohnbereich des Geschäftsinhabers vorgesehen. Unter dem Dach gelangte eine Mieteinheit für den Hausmann zur Einrichtung. Sichtklinkermauerwerk besitzen der Sockel und die beiden mittleren Etagen, das Erdgeschoss ist verputzt mit Nutung. Hier war ehemals eine kräftige Quaderung vorgesehen, wie auch die Fensterrahmungen der Beletage aufwendigere Verdachungen auf den Entwurfsplänen zeigen. Geglättet im Sanierungsergebnis zeigen sich die breite Traufzone und die beiden Dachgauben, der Laden ist zu Wohnraum umgebaut. Teile der Ausstattung sind erhalten. Das Gebäude besitzt einen baugeschichtlichen Wert und dokumentiert die Baukultur der Zeit um 1900 in Mockau, im Zusammenhang mit der Phase der Ortserweiterung. LfD/2019 | 09260648 |
| Direkt Bild zu diesem Denkmal hochladen | Mietshaus in geschlossener Bebauung | Simón-Bolivar-Straße 100 (Karte) | 1900-1902 (Mietshaus) | Klinker-Putz-Fassade, baugeschichtlich von Bedeutung Zunächst brachte Hermann Heinrich Zanotti das Bauvorhaben eines in geschlossener Reihe zu erbauenden Mietwohngebäudes auf den Weg. Ein Antrag für den Zweispänner mit 'Rohbaufacade und Falzziegeldach' kam Mitte Februar des Jahres 1900 zur Einreichung, wobei Architekt Gustav Emil Reiche durch seine Planzeichnungen ergänzte. Wegen einer noch nicht getroffenen Entscheidung zur viergeschossigen Bauweise auf beiden Seiten der damaligen Nordstraße gelangte die beantragte Genehmigung erst im Juni zur Bescheidung. Zugelassen wurde jedoch nur ein drei Vollgeschosse zählendes Mietshaus. Ausführender und neuer Bauherr (ab Oktober 1901) war der Maurermeister Edmund Julius Alfred Dyck aus Anger-Crottendorf. Im Juni 1902 erfolgte die Endabnahme des Hauses mit zwei unterschiedlich großen Wohnungen pro Etage und Toiletten über die Treppe. Das Mansarddach besitzt zwei Gauben, wobei rechts ehemals der Trockenboden beleuchtet und durchlüftet wurde, links die Stube der Hausmannswohnung lag. Im Jahr 1957 war ein Abputz der Gebäuderückfront beabsichtigt. Eine vor 2000 rückwärtig dem Haus angefügte Balkonanlage erfuhr nachträglich keine denkmalschutzrechtliche Genehmigung. Straßenseitig zeigt sich eine durch rote Klinker in den oberen Etagen und im Sockelbereich auffallende Fassade, kontrastiert durch ein genutetes Erdgeschoss sowie verputzte Fensterrahmungen in den Obergeschossen und im Traufbereich. Rückwärtig ist der Hauseingang eingeordnet. Der nicht ausgeführte Erstentwurf zeigte eine noch reichere Fassade mit historistischem Stuckdekor und geschmückten Dachhäusern. Für das Gebäude in geschlossener Mietshauszeile ist ein baugeschichtlicher Wert festzuhalten, dokumentiert es doch die Phase der Mockauer Ortserweiterung um 1900. LfD/2019 | 09260647 |
| Direkt Bild zu diesem Denkmal hochladen | Mietshaus in geschlossener Bebauung | Simón-Bolivar-Straße 104 (Karte) | 1901-1904 (Mietshaus) | Klinker-Putz-Fassade, baugeschichtlich von Bedeutung Die Baupläne datieren von 1901, die Umsetzung des Vorhabens fällt in die Jahre 1903/1904. Als Initiator und Finanzier trat Tischlermeister Wilhelm Friedrich Gläser auf, der zunächst den Architekten Gustav Emil Reiche einbezog. Für die Ausführung nebst Aufsicht und Organisation der Arbeiten wurde später der Architekt Max Todt unter Vertrag genommen, der im Februar 1903 Antrag über die Angabe der Höhen- und Fluchtlinie an die Baubehörde stellte. In einer jeden Etage kamen zwei Wohnungen zum Einbau, in der Flächenzahl ein kleinwenig unterschiedlich, unter dem Dach eine aus Stube, Kammer und Küche bestehende Hausmeisterwohnung. Über einer Schwelle aus Zementgussstein und heute wenig vorteilhaft glatt verputztem, bis zum Sohlbankgesims der Parterrefenster reichenden Sockel steht ein genutetes Parterre. Beide Obergeschosse weisen die in der 1901 vorgelegten Projektbeschreibung notierte “Rohbaufacade” auf. Kunststeinformteile und Putzbänder fassen die Fenster der oberen Etagen horizontal zusammen, schaffen ein ausgewogenes Erscheinungsbild dieser Geschosse, nicht original ist die Hauseingangstür. Sanierung, Dachausbau und die hofseitigen Balkonanlagen fallen in die Jahre 1997-1999. Das Gebäude besitzt eine baugeschichtliche Bedeutung, dokumentiert die Mockauer Ortsentwicklung zu Beginn des 20. Jahrhunderts. LfD/2019 | 09260645 |
| Direkt Bild zu diesem Denkmal hochladen | Mietshaus in halboffener Bebauung | Stralsunder Straße 7 (Karte) | 1906-1908 (Mietshaus) | mit Tordurchfahrt, Putzfassade, baugeschichtlich von Bedeutung | 09260635 |
| Direkt Bild zu diesem Denkmal hochladen | Mietshaus in geschlossener Bebauung | Stralsunder Straße 9 (Karte) | 1905-1906 (Mietshaus) | Putzfassade, baugeschichtlich von Bedeutung Am 14. August 1905 reichte der Theklaer Bauunternehmer Karl Wilhelm Kühne Bauantrag für ein Wohngebäude und ein Waschhaus ein, übernahm hernach selbst Ausführung sowie Bauleitung. Für die Entwürfe des 1906 fertiggestellten Vorhabens stand Architekt und Baumeister Reinhold Haubold unter Vertrag, der auch Nr. 11 zu verantworten hatte. Zwei gleich große Wohnungen konnten im Parterre abgemietet werden, während die jeweils beiden Mietbereiche der oberen Etagen unterschiedlich groß waren, unter dem Dach befand sich eine nur Vorplatz, Küche, Zimmer und Schlafzimmer umfassende Wohnung. Mittig eingeordnet ist der Hauseingang, ein Wirtschaftsdurchgang in der Fensterachse unmittelbar am rechtsseitigen Giebel. Die Fassade ist verputzt, durch Putz- und Kunststeinformteile gegliedert, der Sockel über Zementgussstein-Schwelle in Quaderverputz zu den sohlbänken des Erdgeschosses geführt. Die Dekoration zeigt auf interessante Weise den Übergang vom ausklingenden Jugendstil zu ersten Auffassungen im Sinne der Reformstilarchitektur. Teile der qualitätvollen Ausstattung des Hauses sind erhalten, eindrücklich erscheint der Sturz über der Hauseingangstür mit Relief und Fratze. Das Geschwisterwohnhaus zu Nummer 11 besitzt einen baugeschichtlichen Wert. LfD/2019 | 09260636 |
| Direkt Bild zu diesem Denkmal hochladen | Mietshaus in ehemals geschlossener Bebauung | Stralsunder Straße 11 (Karte) | 1905-1906 (Mietshaus) | Putzfassade, baugeschichtlich von Bedeutung Karl Wilhelm Kühne aus Thekla übernahm Finanzierung, Ausführung, Bauleitung und übertrug lediglich die Fertigung der Entwurfsunterlagen an den Baumeister und Architekten Reinhold Haubold. Zeitgleich entstand ein Waschhaus im Hof. Angemietet werden konnten zwei gleich große Wohnungen links und rechts des Hauseingangs, je zwei unterschiedliche Quadratmeterzahl aufweisende Wohnungen in den beiden Obergeschossen. 1955 war die Übernahme des Grundstücks in (staatliche) Treuhandverwaltung vorgesehen, wogegen sich die Besitzerin Lydia Kühne nach Kräften wehrte. Sanierung, einhergehend mit der Errichtung zweier hofseitiger Balkonanlagen und weniger glücklichem Dachausbau, 1998 bis 1999. Schmuckreicher als das vom gleichen Bauunternehmer 1905-1906 errichtete Haus der ehemaligen Eilenburger Straße 9 zeigt sich die Putzfassade über genutetem Quaderputzsockel. Hervorgehoben sind die auch zwei kleine Oberlichtfenster umfassende Haustürrahmung, das Stockgesims mit Grottensteinverputz, Schmuckreliefs über den Fenstern der Beletage in den drei mittleren Achsen. Die Dekoration zeigt den Übergang vom ausklingenden Jugendstil hin zum sachlicheren Reformstil. Teile der qualitätvollen Ausstattung des Hauses sind erhalten. Gemeinsam mit Stralsunder Straße 9 besitzt das Gebäude einen baugeschichtlichen Wert, dokumentiert die im Gebiet nicht umfänglich wie gedacht weitergeführte Mockauer Ortserweiterung. LfD/2019 | 09260637 |
| Direkt Bild zu diesem Denkmal hochladen | Doppelmietshaus in offener Bebauung | Stralsunder Straße 19; 21 (Karte) | 1899-1900 (Doppelmietshaus) | Putz-Klinker-Fassade, baugeschichtlich von Bedeutung Heinrich Hermann Zanotti trat zunächst als Bauherr auf für ein Doppelwohnhaus nebst vorschriftsmäßig zugehörigem Waschküchengebäude im Hof. Die notwendigen Planunterlagen fertigte im Mai 1899 Architekt Gustav Emil Reiche, der gleichfalls mit Bauleitung und Ausführung betraut war. Nummer 21 wurde im Oktober behördlicherseits einer abschließenden Besichtigung unterzogen und befand sich fortan im Besitz des Glasers Franz Hesse, der nach Fertigstellung des Vorderhauses einen Pferdestall im Hof beantragte. Neue Hofgebäude initiierte 1901 der Stellmachermeister und Brunnenbauer Friedrich Oskar Hanf. Abschließend fand die Werkstatt 1902 ihre behördliche Begutachtung. Einen Umbau nahm 1906 Baumeister und Architekt Hermann Fischer für den Grundstücksbesitzer Friedrich Ernst Assmus vor, bevor 1907 der Kohlenhändler Karl Jähnichen als Eigentümer Eintrag ins Grundbuch fand. Für den Jahreswechsel 1930/1931 ist die Erbauung eines eingeschossigen Kraftwagengebäudes aktenkundig. Der Verputz von Giebel und Hoffront wurde 1959 und nochmals 1961 beantragt, Sanierung und Balkonanbau fallen in die Jahre 2000/2001. Stralsunder Straße Nummer 19 wurde von Zanotti begonnen, beendet allerdings unter neuer Bauherrenschaft: den Tischlermeistern Stephan August Bormann und Friedrich Theodor Lunze. 1911 übernahm der Schriftsetzer Albert Felix Dietze, im Jahr 1931 nach seinem Tod Aurelie Linda verw. Dietze geb. Strebel. Der Ausbau des Daches fällt in die Jahre 2000/2001, im Rahmen der Sanierung des Hauses. Heller Verputz von Parterre und Traufzone klammert die gelbe Klinkerfassade, die mit roten Klinkerbögen, teils kräftigen Fensterverdachungen des mittleren Geschosses, grünglasierten Ziegeln an den Fensterrahmungen und zwei Zwerchhäusern Aufsehen erheischt. Stabilität bezeugt optisch der aus rotem Klinkermauerwerk gefügte Sockel. Auf beiden Seiten des freistehenden Hauses führen schmale Wege in den Hof, über den die rückwärtigen Hauseingänge erschlossen werden. Bedauerlich ist der fehlende Stuck in den Verdachungen der Beletage bei Nummer 19, der in ganzer Pracht bei Nummer 21 überkommen ist. Das Doppelwohnhaus besitzt einen baugeschichtlichen Wert, dokumentiert in besonderer Weise die Mockauer Ortserweiterung um 1900. LfD/2019 | 09260640 |
| Weitere Bilder                          | Wasserturm | Tauchaer Straße 14 (Karte) | 1907-1908 (Wasserturm) | ehemals mit Hängebodenbehälter, Klinkerbau, stadttechnik- und ortsgeschichtlich von Bedeutung, ortsbildprägend Der Dresdner Zivilingenieur und Regierungsbaumeister Gleitsmann projektierte 1907 für die Mockauer Wasserversorgung einen Wasserturm mit Hängebodenbehälter von 600 Kubikmetern Inhalt. Im folgenden Jahr war das Ziegelbauwerk, bestehend aus einem sich verjüngenden Schaft und einem leicht auskragenden Behältergeschoss mit Fensterschlitzen, vollendet. Am Turmfuß erhielt lediglich das Eingangsportal durch einen kleinen Vorbau eine aufwändigere Gestaltung. Breite Lisenen, die am oberen Schaft entsprangen und über die Auskragung hinweggeführt wurden, gliederten den Turmkopf. Ein mehrstufiges Helmdach schloss das Bauwerk ab. Nach der Eingemeindung Mockaus 1915 stand der Anschluss an die zentrale Leipziger Wasserversorgung auf der Tagesordnung. Dabei musste die Wasserhöhe der städtischen Hohen Zone Nord von 158,60 Metern in den Reservoiren von Schönefeld und Mockau erreicht werden. Für letztgenannten Turm hieß das eine Absenkung des Wasserspiegels um sieben Meter. Daher kam es 1924–1926 zu einer entsprechenden Absenkung des Behälters, der in diesem Zusammenhang auch eine neue Verkleidung erhielt. Einen ersten architektonischen Entwurf, der im städtischen Hochbauamt unter der Leitung von Stadtbaurat Carl James Bühring erarbeitet wurde, erwies sich als zu kostspielig, so dass die einfacheren Pläne des städtischen Betriebsamt zur Ausführung bestimmt wurden. Diese überarbeitete das Hochbauamt – nun unter der Leitung von Stadtbaurat Ritter stehend – dann in Bezug auf das äußere Erscheinungsbild. Das zeittypisch schlichte Behältergeschoss wurde von breiten auskragenden Gesimsen eingefasst und erhielt durchgehende Fensterschlitze. Die Spitze des Bauwerks bildete nun ein Kegeldach. Nachdem der Turm 1967 außer Betrieb ging, erfolgte 1995 der Abbruch des Behälters sowie die Demontage und Aufstellung des Kopfes neben dem Bauwerk. 2003 wurde auch dieser beseitigt. Heute dient das Bauwerk als Kletteranlage. Neben seiner ortsbildprägenden Bedeutung stellt der Wasserturm als technisches Denkmal ein Zeugnis der stadttechnischen Entwicklung am Beginn des 20. Jahrhunderts dar, woraus eine ortsgeschichtliche Relevanz resultiert. LfD/2013 | 09260652 |
| Direkt Bild zu diesem Denkmal hochladen | Mietshaus in ehemals halboffener Bebauung in Ecklage und Hofpflasterung | Volbedingstraße 31 (Karte) | 1901-1902 (Mietshaus) | mit Läden, Klinkerfassade, markanter Eckbau mit baugeschichtlicher und ortsentwicklungsgeschichtlicher Bedeutung Im November 1901 wurde der Bauantrag gestellt für ein Wohnhaus und ein Waschhaus durch den Bauunternehmer Karl Wilhelm Alfred Kummer, der Finanzierung und Ausführung zu übernehmen gedachte. Nach Umplanungen 1902 kam statt der Waschküche ein rückwärtiges Bäckereigebäude nebst 15 Meter hohem Schornstein und Stall in Vorschlag. Im Sommer 1902 konnten alle Baulichkeiten in Gebrauch genommen werden. Im Vorderhaus zogen in jeder Etage drei Mietparteien ein, im Erdgeschoss besaß eine Wohnung Verbindung zum eingerichteten Laden. Für 1926/1927 ist der Einbau einer Beschleusung verbürgt und 1931 stellte Emilie Ihme Antrag für eine Dachwohnung, wofür Architekt Richard Grafe bezüglich der Planung gewonnen wurde. Das Frühjahr 1938 sollte für einen Neuverputz der Fassade genutzt werden, einbezogen das Abschlagen von Sims und Stuckkonsolen. Einen weiteren Dachgeschossausbau beantragten 1992 Mießner Immobilien und Dr.-Ing. Ch. Findeisen. Markant erhebt sich das Gebäude im Straßenraum, zeigt gleichzeitig das Ende der historistischen Ortsentwicklung von Mockau in Richtung Schönefeld, die Schönefelder Gedächtniskirche an der Ossietzkystraße liegt in Sichtweite. Keinen weiteren Ausbau erfuhr die geplante Seitenstraße, sie ist heute großzügige Zufahrt zu einer Kleingartenanlage. Auf spitzwinkligem Grundriss kam der Wohnbau zur Ausführung, mit verputztem Erdgeschoss und klinkerverblendeten Etagen darüber, einige stärkere Fensterverdachungen rhythmisieren die Achsenreihung. Weniger gelungen sind die Phalanx der stehenden Gauben von 1992, die entstellte Erdgeschosszone sowie die gleichzeitig eingesetzten Kunststofffenster. Markant und werbewirksam erhebt sich der Eckbau an der Grenze zwischen Mockau und Schönefeld, er besitzt einen baugeschichtlichen Wert. LfD/2015, 2016 | 09260691 |
| Direkt Bild zu diesem Denkmal hochladen | Einzeldenkmal o. g. Sachgesamtheit: 52 Reihenhäuser einer Wohnsiedlung (siehe auch Sachgesamtheitsdokument - Obj. 09305933, Gontardweg 52-135) | Weidenhof 1; 2; 3; 4; 5; 6; 7; 8; 9; 10; 11; 12; 13; 14; 15; 16; 17; 18; 19; 20; 21; 22; 23; 24; 25; 26; 27; 28; 29; 30; 31; 32; 33; 34; 35; 36; 37; 38; 39; 40; 41; 42; 43; 44; 45; 46; 47; 48; 49; 50; 51; 52 (Karte) | 1919-1924 (Reihenhaus) | Architekturzeugnis von europäischer Bedeutung für die Entwicklung des Wohnungsbaus in den 1920er Jahren, Seltenheitswert, Architekt: Stadtbaurat Carl James Bühring, künstlerisch, sozialhistorisch und baugeschichtlich von Bedeutung | 09260434 |
|                                         | Mietshaus in ehemals halboffener Bebauung und in Ecklage, mit seitlicher Toreinfahrt | Wilhelm-Busch-Straße 5 (Karte) | um 1890 (Mietshaus) | ehemals mit Eckladen, Klinkerfassade, baugeschichtlich von Bedeutung | 09260568 |
|                                         | Mietshaus in geschlossener Bebauung und in Ecklage | Wilhelm-Busch-Straße 7 (Karte) | um 1900 (Mietshaus) | Klinkerfassade, baugeschichtlich von Bedeutung | 09260569 |
|                                         | Mietshaus in geschlossener Bebauung | Wilhelm-Busch-Straße 9 (Karte) | um 1895 (Mietshaus) | mit Laden und Hausdurchgang, Klinkerfassade, baugeschichtlich von Bedeutung | 09260571 |
|                                         | Mietshaus in geschlossener Bebauung und in Ecklage | Wilhelm-Busch-Straße 11 (Karte) | um 1885 (Mietshaus) | Klinkerfassade, baugeschichtlich von Bedeutung | 09260567 |
|                                         | Mietshaus in geschlossener Bebauung | Wilhelm-Busch-Straße 15 (Karte) | um 1880 (Mietshaus) | mit Hausdurchgang, Putzfassade, Mittelrisalit mit Dreiecksgiebel, baugeschichtlich von Bedeutung | 09260545 |
|                                         | Mietshaus in geschlossener Bebauung und in Ecklage | Wilhelm-Busch-Straße 20 (Karte) | 1899-1900 (Mietshaus) | ehemals mit Eckladen, Klinkerfassade, baugeschichtlich von Bedeutung Die Errichtung von "Wohn- nebst Hofgebäude" wurde im Februar 1899 durch Otto Harzbecker begehrt, der auch die Ausführung zu übernehmen gedachte. Für die einzureichenden Pläne und Zeichnungen konnte das "Bureau für Architectur und Bauausführung" von Gustav Emil Reiche unter Vertrag genommen werden. Auf den 26. März 1900 datiert das Protokoll der Schlussprüfung. Pläne einer Funktionsbereichsmodernisierung stammen von 1984 und benennen den VEB Gebäudewirtschaft Leipzig, Betriebsteil Nordost, als Bauherren. Jeweils drei Wohnungen in jeder Etage sowie eine Hausmannswohnung im Dach waren hinter der ehemals wohl reich dekorierten historistischen Fassade, an der Ecke zudem ein Eckladen geplant. Tekturen vom Sommer 1899 zeigen zwei einzurichtende Geschäfte im Erdgeschoss und unter dem Dach Zumieträume für den Inhaber des Eckladens. Im Hof entstand ein kleines Gebäude für Waschhaus und Wurstküche. Auf der Fassadenzeichnung gliedern Risalite sowie Zwerchgiebel, Lisenen, Gesimse und Fensterrahmungen wirkungsvoll den Eckbau zur Döringsstraße mit Klinkerfassade über dem verputzten Erdgeschoss. Einfacher erfolgte hernach die Umsetzung des Vorhabens. Das Eckhaus im Ortserweiterungsgebiet besitzt einen baugeschichtlichen Wert. LfD/2016, 2017 | 09260573 |
|                                         | Mietshaus in geschlossener Bebauung und in Ecklage | Wilhelm-Busch-Straße 24 (Karte) | um 1900 (Mietshaus) | mit Hausdurchgang und Eckladen, Klinkerfassade, baugeschichtlich von Bedeutung | 09260562 |
|                                         | Mehrfamilienhaus einer Wohnanlage, mit Vorgarten | Wilhelm-Busch-Straße 25 (Karte) | 1928-1929 (Mehrfamilienwohnhaus)                                                                                                  | Putzfassade mit Klinkergliederung, Teil eine Wohnanlage (siehe auch Oberläuterstraße 28-50), vermutlich erbaut als Unterkunftshaus für Obdachlose, baugeschichtlich von Bedeutung | 09260542 |
| Direkt Bild zu diesem Denkmal hochladen | Mietshaus in geschlossener Bebauung und in Ecklage | Wilhelm-Busch-Straße 26 (Karte) | um 1895 (Mietshaus) | mit Eckladen, Klinkerfassade, baugeschichtlich von Bedeutung | 09260560 |
|                                         | Mietshaus in offener Bebauung, mit Vorgarten und Garten sowie Einfriedung | Wilhelm-Busch-Straße 29 (Karte) | 1912-1913 (Mietshaus) | Putzfassade, Reformstil-Architektur, herrschaftlicher Mietwohnungsbau mit ortsentwicklungsgeschichtlicher und baugeschichtlicher Bedeutung Palaisartig wirkt das in den Jahren 1912/1913 errichtete Wohngebäude mit seiner zweifarbigen Putzfassade, für das Architekt Alfred Spaete im Eigenauftrag die Pläne verfertigte. Selbst übernahm Spaete auch die Bauleitung, die Ausführung lag bei Oswald Mühlner. Im Oktober 1919 übernahm die Gattin des Fabrikanten Wilhelm Morell, Frieda Morell geb. Schäfer, das Grundstück, 1927 der Rauchwarenhändler Hermann Ernst Winkler mit seiner Ehefrau. Durch einen Ratsbeschluss 1954 gelangten Grund und Boden in städtische Treuhandverwaltung – der Widerspruch von Ernst Winkler wurde abgelehnt. Sanierung und Balkon-Ersatzneubau fallen in die Jahre 1997-1999. Der dreigeschossige Baukörper in symmetrischem Aufbau wirkt durch eine großzügige Durchfensterung, über zwei Geschosse reichende seitliche Standerker, vor allem aber durch einen über alle vier Achsen des Mittelrisalits reichenden Austritt auf dorischen Säulen. Prägnant beherrscht ein verputztes Dachhaus die mit Ziegeln gedeckte Dachlandschaft. Ehemals trugen zum Erscheinungsbild des Anwesens auch die zeittypische Einfriedung, gestaltete Gartenanlagen (ein Gartenplan ist in der Bauakte einsehbar!), vier Gartenpavillons (für vier Mietergärten) und eine der Straßenfront vorgelagerte Terrasse wesentlich bei. Diese wurde seitlich bis zur Straße geführt und fasste somit den auf Straßenniveau liegenden Vorgartenbereich, der höhere Betonsteinsockel der Einfriedung ist überkommen. Es besteht für das im Mockauer Villenviertel liegende Gebäude und Grundstück ein baugeschichtlicher, künstlerischer und ortsentwicklungsgeschichtlicher Wert. LfD/2018 | 09260389 |
| Weitere Bilder                          | Villa mit Einfriedung und Villengarten | Wilhelm-Busch-Straße 31 (Karte) | 1913-1914 (Villa), 1915-1916 (Einfriedung)                                                                                        | Putzfassade, Terrasse, Reformstil-Architektur, baugeschichtlich von Bedeutung | 09260388 |
|                                         | Mietshaus in geschlossener Bebauung | Wilhelm-Busch-Straße 34 (Karte) | um 1890 (Mietshaus) | mit Hausdurchgang, Klinker-Putz-Fassade, baugeschichtlich von Bedeutung | 09260546 |
| Direkt Bild zu diesem Denkmal hochladen | Mehrfamilienhaus einer Wohnanlage in halboffener Bebauung (Unterkunftshäuser) | Wilhelm-Busch-Straße 36 (Karte) | 1928–1929 | Baugeschichtlich von Bedeutung | 09307153 |
|                                         | Mehrfamilienhaus einer Wohnanlage, mit Ladengebäude und Toreinfahrt zum Hof der Wohnanlage | Wilhelm-Busch-Straße 38 (Karte) | 1929-1930 (Mehrfamilienwohnhaus)                                                                                                  | Putzfassade, Teil einer Wohnanlage, siehe auch Oberläuterstraße 8-26, baugeschichtlich von Bedeutung | 09260540 |
| Direkt Bild zu diesem Denkmal hochladen | Einzeldenkmal o. g. Sachgesamtheit: 6 Reihenhäuser einer Wohnsiedlung (siehe auch Sachgesamtheitsdokument - Obj. 09305933, Gontardweg 52-135) | Zu den Gärten 1; 2; 3; 4; 5; 6 (Karte) | 1919-1924 (Reihenhaus) | Architekturzeugnis von europäischer Bedeutung für die Entwicklung des Wohnungsbaus in den 1920er Jahren, Seltenheitswert, Architekt: Stadtbaurat Carl James Bühring, künstlerisch, sozialhistorisch und baugeschichtlich von Bedeutung | 09260438 |
|                                         | Einzeldenkmal o. g. Sachgesamtheit: 6 Reihenhäuser einer Wohnsiedlung (siehe auch Sachgesamtheitsdokument - Obj. 09305933, Gontardweg 52-135) | Zu den Wiesen 2; 4; 6; 8; 10; 12 (Karte) | 1919-1924 (Reihenhaus) | Architekturzeugnis von europäischer Bedeutung für die Entwicklung des Wohnungsbaus in den 1920er Jahren, Seltenheitswert, Architekt: Stadtbaurat Carl James Bühring, künstlerisch, sozialhistorisch und baugeschichtlich von Bedeutung | 09260439 |

## Ehemalige Kulturdenkmale
| Bild                                    | Bezeichnung                      | Lage                       | Datierung                             | Beschreibung | ID       |
| --------------------------------------- | -------------------------------- | -------------------------- | ------------------------------------- | --- | -------- |
| Direkt Bild zu diesem Denkmal hochladen | Künstliche Grotte und Parkanlage | Bochumer Straße 6 (Karte)  | 1898–1900 (Grotte)                    | Künstliche Grotte sowie Parkanlage der ehemaligen Villa Stentzler (s. a. Essener Straße 100 und 98 sowie Gartengrundstück 115i Gemarkung Mockau) | 09260395 |
| Direkt Bild zu diesem Denkmal hochladen | Mietshaus                        | Döringstraße 17 (Karte)    | um 1930 (Mietshaus)                   | Mietshaus in halboffener Bebauung mit Pfeilern der Toreinfahrt (Putzfassade, originale Ladenzone)                                                | 09260570 |
|                                         | Wohnhaus                         | Kieler Straße 58 (Karte)   | nach 1850 (Wohnhaus)                  | Wohnhaus in offener Bebauung mit Hofgebäude (Putzfassade)                                                                                        | 09260618 |
| Direkt Bild zu diesem Denkmal hochladen | Mietshaus                        | Leonhardtstraße 21 (Karte) | 1898 (Nebengebäude); 1898 (Mietshaus) | Mietshaus in offener Bebauung mit Hausdurchgang und Nebengebäude im Hof (Klinkerfassade)                                                         | 09260565 |
| Direkt Bild zu diesem Denkmal hochladen | Mietshaus                        | Tauchaer Straße 18 (Karte) | um 1890 (Mietshaus)                   | Mietshaus in ehemals geschlossener Bebauung (Klinker-Putz-Fassade)                                                                               | 09260651 |